# Lista de personagens de Game of Thrones
A seguir se apresenta a lista de personagens de Game of Thrones, uma série de televisão na qual apresenta o continente fictício de Westeros e Essos, mostrando as violentas lutas pelo poder entre as famílias nobres para obter o controle do Trono de Ferro dos Sete Reinos. Game of Thrones é uma série de fantasia e drama em série transmitida no canal de televisão HBO nos Estados Unidos. Desenvolvida por David Benioff e D. B. Weiss, Game of Thrones é baseada nos livros A Song of Ice and Fire, de George R. R. Martin.

## Elenco

### Principais
= Papel principal da temporada
     = Papel recorrente na temporada
     = Papel de convidado(a) na temporada
     = Também estrelando
     = Um papel desempenhado por outro ator ou atriz
     = Não aparece
| Intérprete                     | Personagem                     | Temporadas | Temporadas | Temporadas | Temporadas | Temporadas | Temporadas | Temporadas | Temporadas | Total |
| Intérprete                     | Personagem                     | 1          | 2          | 3          | 4          | 5          | 6          | 7          | 8          | Total |
| ------------------------------ | ------------------------------ | ---------- | ---------- | ---------- | ---------- | ---------- | ---------- | ---------- | ---------- | ----- |
| Sean Bean                      | Eddard "Ned" Stark             | 10         |            |            |            |            | 5          | 1          |            | 16    |
| Mark Addy                      | Robert Baratheon               | 7          |            |            |            |            |            |            |            | 7     |
| Nikolaj Coster-Waldau          | Jaime Lannister                | 8          | 4          | 7          | 9          | 7          | 8          | 6          | 6          | 55    |
| Michelle Fairley               | Catelyn Stark                  | 9          | 8          | 8          |            |            |            |            |            | 25    |
| Lena Headey                    | Cersei Lannister               | 10         | 9          | 8          | 9          | 8          | 8          | 6          | 4          | 62    |
| Emilia Clarke                  | Daenerys Targaryen             | 9          | 8          | 8          | 8          | 8          | 8          | 7          | 6          | 62    |
| Iain Glen                      | Jorah Mormont                  | 9          | 7          | 8          | 7          | 8          | 3          | 6          | 4          | 52    |
| Harry Lloyd                    | Viserys Targaryen              | 5          |            |            |            |            |            |            |            | 5     |
| Kit Harington                  | Jon Snow / Aegon Targaryen     | 8          | 8          | 8          | 8          | 9          | 8          | 7          | 6          | 62    |
| Richard Madden                 | Robb Stark                     | 8          | 6          | 7          |            |            |            |            |            | 21    |
| Maisie Williams                | Arya Stark                     | 9          | 7          | 8          | 7          | 9          | 7          | 7          | 5          | 59    |
| Sophie Turner                  | Sansa Stark                    | 9          | 9          | 9          | 6          | 6          | 8          | 6          | 6          | 59    |
| Alfie Allen                    | Theon Greyjoy                  | 9          | 8          | 6          | 3          | 6          | 7          | 4          | 4          | 47    |
| Isaac Hempstead Wright         | Bran Stark                     | 8          | 7          | 6          | 4          |            | 5          | 5          | 5          | 40    |
| Jack Gleeson                   | Joffrey Baratheon              | 10         | 6          | 7          | 3          |            |            |            |            | 26    |
| Rory McCann                    | Sandor "Cão de Caça" Clegane   | 8          | 5          | 8          | 6          |            | 2          | 4          | 5          | 38    |
| Peter Dinklage                 | Tyrion Lannister               | 9          | 10         | 9          | 8          | 10         | 8          | 7          | 6          | 67    |
| Jason Momoa                    | Khal Drogo                     | 9          | 1          |            |            |            |            |            |            | 10    |
| Aidan Gillen                   | Petyr "Mindinho" Baelish       | 8          | 7          | 4          | 5          | 6          | 4          | 7          |            | 41    |
| Liam Cunningham                | Davos Seaworth                 |            | 6          | 4          | 4          | 7          | 8          | 7          | 6          | 42    |
| John Bradley                   | Samwell Tarly                  | 5          | 6          | 8          | 7          | 8          | 3          | 5          | 5          | 47    |
| Stephen Dillane                | Stannis Baratheon              |            | 7          | 5          | 4          | 8          |            |            |            | 24    |
| Carice van Houten              | Melisandre                     |            | 4          | 6          | 3          | 6          | 7          | 2          | 1          | 29    |
| James Cosmo                    | Jeor Mormont                   | 5          | 3          | 4          |            |            |            |            |            | 12    |
| Jerome Flynn                   | Bronn Blackwater               | 5          | 7          | 4          | 4          | 6          | 3          | 4          | 3          | 36    |
| Conleth Hill                   | Varys "A Aranha"               | 7          | 6          | 5          | 6          | 4          | 7          | 6          | 5          | 46    |
| Sibel Kekilli                  | Shae                           | 2          | 8          | 6          | 4          |            |            |            |            | 20    |
| Natalie Dormer                 | Margaery Tyrell                |            | 4          | 6          | 6          | 5          | 5          |            |            | 26    |
| Charles Dance                  | Tywin Lannister                | 4          | 7          | 8          | 7          | 1          |            |            |            | 27    |
| Oona Chaplin                   | Talisa Maegyr                  |            | 5          | 6          |            |            |            |            |            | 11    |
| Rose Leslie                    | Ygritte                        |            | 4          | 8          | 5          |            |            |            |            | 17    |
| Joe Dempsie                    | Gendry                         | 2          | 7          | 8          |            |            |            | 2          | 5          | 24    |
| Kristofer Hivju                | Tormund Giantsbane             |            |            | 7          | 5          | 5          | 7          | 4          | 5          | 33    |
| Gwendoline Christie            | Brienne de Tarth               |            | 7          | 7          | 7          | 6          | 5          | 5          | 5          | 42    |
| Iwan Rheon                     | Ramsay Bolton                  |            |            | 6          | 3          | 6          | 5          |            |            | 20    |
| Hannah Murray                  | Gilly                          |            | 3          | 6          | 3          | 6          | 3          | 3          | 3          | 27    |
| Michiel Huisman                | Daario Naharis                 |            |            | 3          | 5          | 7          | 6          |            |            | 21    |
| Nathalie Emmanuel              | Missandei                      |            |            | 8          | 7          | 7          | 7          | 5          | 4          | 38    |
| Dean-Charles Chapman           | Tommen Baratheon               | 4          | 4          |            | 5          | 5          | 6          |            |            | 24    |
| Indira Varma                   | Ellaria Sand                   |            |            |            | 4          | 5          | 2          | 2          |            | 13    |
| Tom Wlaschiha                  | Jaqen H'ghar                   | 1          | 6          |            |            | 6          | 5          |            |            | 18    |
| Michael McElhatton             | Roose Bolton                   |            | 4          | 7          | 2          | 4          | 2          |            |            | 19    |
| Jonathan Pryce                 | Alto Pardal                    |            |            |            |            | 5          | 7          |            |            | 12    |
| Jacob Anderson                 | Verme Cinzento                 |            |            | 5          | 7          | 5          | 7          | 4          | 6          | 34    |
| Episódios totais por temporada | Episódios totais por temporada | 10         | 10         | 10         | 10         | 10         | 10         | 7          | 6          | 73    |

Notas
1. ↑  No final da primeira temporada, Sean Bean é creditado como um dos principais atores, mas o próprio ator não aparece nesse episódio (embora sua imagem tenha sido utilizada). Nas cenas de flashback da sexta temporada, o papel de Eddard Stark na infância foi interpretado por Sebastian Croft, e o papel de Eddard Stark na juventude foi interpretado por Robert Aramayo. No sexto episódio da sexta temporada, Robert Aramayo é creditado, pois há um trecho da cena com ele, mostrado no  final da temporada.
2. ↑  Na quinta temporada, Cersei Lannister é interpretada por Nell Williams em uma cena de flashback.
3. ↑  Na terceira temporada, Daario Naharis é interpretado por Ed Skrein.
4. ↑  Na primeira e na segunda temporada, Tommen Baratheon é interpretado por Callum Wharry.
5. ↑  Na primeira temporada, Jaqen H'ghar é interpretado por um ator não-creditado.

### Recorrentes
Os seguintes personagens apareceram em dez ou mais episódios, embora permanecessem personagens secundários; ou os atores que os interpretaram receberam o status de atores convidados, cujos nomes aparecem separadamente nos créditos, mas não foram incluídos no elenco principal.
| Intérprete                       | Personagem                       | Temporadas | Temporadas | Temporadas | Temporadas | Temporadas | Temporadas | Temporadas | Temporadas | Total |
| Intérprete                       | Personagem                       | 1          | 2          | 3          | 4          | 5          | 6          | 7          | 8          | Total |
| -------------------------------- | -------------------------------- | ---------- | ---------- | ---------- | ---------- | ---------- | ---------- | ---------- | ---------- | ----- |
| Donald Sumpter                   | Meistre Luwin                    | 7          | 7          |            |            |            |            |            |            | 14    |
| Jamie Sives                      | Jori Cassel                      | 5          |            |            |            |            |            |            |            | 5     |
| Ron Donaghy                      | Rodrick Cassel                   | 9          | 4          |            |            |            | 2          |            |            | 15    |
| Joseph Mawle                     | Benjen Stark                     | 3          |            |            |            |            | 2          | 1          |            | 6     |
| Dar Salim                        | Qotho                            | 6          |            |            |            |            |            |            |            | 6     |
| Esmé Bianco                      | Ros                              | 5          | 5          | 4          |            |            |            |            |            | 14    |
| Susan Brown                      | Septã Mordane                    | 7          |            |            |            |            |            |            |            | 7     |
| Art Parkinson                    | Rickon Stark                     | 3          | 5          | 4          |            |            | 2          |            |            | 14    |
| Nell Tiger Free                  | Myrcella Baratheon               | 4          | 4          |            |            | 5          | 1          |            |            | 14    |
| Christian Nairn                  | Willis / Hodor                   | 5          | 7          | 5          | 4          |            | 2          |            |            | 23    |
| Roxanne McKee                    | Dorea                            | 6          | 5          |            |            |            |            |            |            | 11    |
| Amrita Ashariya                  | Irri                             | 8          | 5          |            |            |            |            |            |            | 13    |
| Wilko Johnson                    | Ilene Payne                      | 3          | 1          |            |            |            |            |            |            | 4     |
| Luke Barnes                      | Rast                             | 6          |            | 4          | 2          |            |            |            |            | 12    |
| Owen Teale                       | Alliser Thorne                   | 4          |            |            | 5          | 7          | 3          |            |            | 19    |
| Ian McElhinney                   | Barristan Selmy                  | 6          |            | 8          | 7          | 4          |            |            |            | 25    |
| Francis Maggi                    | Yoren                            | 5          | 2          |            |            |            |            |            |            | 7     |
| Julian Glover                    | Grande Meistre Pycelle           | 8          | 5          | 3          | 6          | 5          | 4          |            |            | 31    |
| Gethin Anthony                   | Renly Baratheon                  | 5          | 3          |            |            |            |            |            |            | 8     |
| Peter Vaughan                    | Meistre Aemon                    | 3          |            | 1          | 4          | 3          |            |            |            | 11    |
| Miltos Yerolemou                 | Syrio Forel                      | 3          |            |            |            |            |            |            |            | 3     |
| Mark Stanley                     | Grenn                            | 6          | 5          | 4          | 7          |            |            |            |            | 22    |
| Joseph Altin                     | Pypar                            | 6          |            | 1          | 6          |            |            |            |            | 13    |
| Elyes Gabel                      | Rakharo                          | 5          | 2          |            |            |            |            |            |            | 7     |
| Eugene Simon                     | Lancel Lannister                 | 5          | 3          |            |            | 5          | 3          |            |            | 16    |
| Dominic Carter                   | Janos Slynt                      | 4          | 2          |            | 6          | 3          |            |            |            | 15    |
| Iman Elliott                     | Marillion                        | 4          |            |            |            |            |            |            |            | 4     |
| Kate Dickie                      | Lysa Arryn                       | 3          |            |            | 2          |            |            |            |            | 5     |
| Lino Facioli                     | Robin Arryn                      | 3          |            |            | 3          | 1          | 1          |            | 1          | 9     |
| Natalia Tena                     | Osha                             | 4          | 6          | 4          |            |            | 2          |            |            | 16    |
| Clive Mantle                     | Grande John Umber                | 3          |            |            |            |            |            |            |            | 3     |
| Mia Soteriou                     | Mirri Maz Duur                   | 3          |            |            |            |            |            |            |            | 3     |
| Ian Gelder                       | Kevan Lannister                  | 3          | 1          |            |            | 3          | 5          |            |            | 12    |
| Robert Pugh                      | Craster                          |            | 3          | 2          |            |            |            |            |            | 5     |
| Ben Crompton                     | Addison Tollett                  |            | 5          | 4          | 7          | 8          | 5          | 1          | 4          | 34    |
| Ben Hawkey                       | Torta Quente                     | 1          | 7          | 2          | 1          |            |            | 1          |            | 12    |
| Eros Vlahos                      | Lommi Greenhand                  | 1          | 3          |            |            |            |            |            |            | 4     |
| Stephen Cole                     | Covarro                          |            | 7          |            |            |            |            |            |            | 7     |
| Kerr Logan                       | Mattos Seaworth                  |            | 4          |            |            |            |            |            |            | 4     |
| Tony Way                         | Dontos Hollard                   |            | 3          |            | 3          |            |            |            |            | 6     |
| Ian Beattie                      | Merin Trant                      | 2          | 3          | 3          | 4          | 6          |            |            |            | 18    |
| Andy Beckwith                    | Rorge                            | 1          | 3          |            | 1          |            |            |            |            | 5     |
| Gemma Whelan                     | Yara Greyjoy                     |            | 4          | 1          | 1          |            | 6          | 2          | 2          | 16    |
| Daniel Portman                   | Podrick Payne                    |            | 4          | 5          | 7          | 6          | 5          | 3          | 5          | 35    |
| Finn Jones                       | Loras Tyrell                     | 1          | 5          | 5          | 3          | 4          | 2          |            |            | 20    |
| Hafþór Júlíus Björnsson          | Gregor Clegane / Robert Strong   | 2          | 3          |            | 3          | 1          | 6          | 4          | 3          | 22    |
| Nonso Anozie                     | Xaro Xoan Daxos                  |            | 5          |            |            |            |            |            |            | 5     |
| Ian Hanmore                      | Pyat Pree                        |            | 5          |            |            |            |            |            |            | 5     |
| Ralph Ineson                     | Dagmer Cleftjaw                  |            | 5          |            |            |            |            |            |            | 5     |
| Simon Armstrong                  | Qhorin Halfhand                  |            | 4          |            |            |            |            |            |            | 4     |
| Ciarán Hinds                     | Mance Ryder                      |            |            | 3          | 1          | 1          |            |            |            | 5     |
| Anton Menor                      | Qyburn                           |            |            | 4          | 2          | 5          | 3          | 5          | 3          | 22    |
| John Stahl                       | Rickard Karstark                 | 1          | 2          | 3          |            |            |            |            |            | 6     |
| Dan Hildebrand                   | Kraznys mo Nakloz                |            |            | 3          |            |            |            |            |            | 3     |
| Diana Rigg                       | Olenna Tyrell                    |            |            | 5          | 4          | 2          | 5          | 2          |            | 18    |
| Mackenzie Crook                  | Orell                            |            |            | 6          |            |            |            |            |            | 6     |
| Paul Kay                         | Toros de Myr                     |            |            | 6          |            |            | 1          | 3          |            | 10    |
| Noah Taylor                      | Locke                            |            |            | 5          | 3          |            |            |            |            | 8     |
| Thomas Brodie-Sangster           | Jojen Reed                       |            |            | 6          | 4          |            |            |            |            | 10    |
| Ellie Kendrick                   | Mira Reed                        |            |            | 5          | 4          |            | 4          | 3          |            | 16    |
| Philip McGinley                  | Anguy                            |            |            | 6          |            |            |            |            |            | 6     |
| Clive Russell                    | Brynden Tully                    |            |            | 5          |            |            | 2          |            |            | 7     |
| Tobias Menzies                   | Edmure Tully                     |            |            | 5          |            |            | 3          |            | 1          | 9     |
| Richard Dormer                   | Beric Dondarrion                 | 1          |            | 4          |            |            | 1          | 4          | 4          | 14    |
| Pedro Pascal                     | Oberyn Martell                   |            |            |            | 7          |            |            |            |            | 7     |
| Yuri Kolokolnikov                | Styr                             |            |            |            | 4          |            |            |            |            | 4     |
| Brian Fortune                    | Othell Jarvik                    | 2          |            |            | 3          | 6          | 3          |            |            | 14    |
| Tara Fitzgerald                  | Selyse Baratheon                 |            | 1          | 1          | 3          | 6          |            |            |            | 11    |
| Roger Ashton-Griffiths           | Mace Tyrell                      |            |            |            | 4          | 5          | 4          |            |            | 13    |
| Kerry Ingram                     | Shireen Baratheon                |            |            | 2          | 3          | 5          |            |            |            | 10    |
| Brenok O'Connor                  | Olly                             |            |            |            | 5          | 9          | 3          |            |            | 17    |
| Joel Fry                         | Hizdahr zo Loraq                 |            |            |            | 2          | 6          |            |            |            | 8     |
| Will Tudor                       | Olyvar                           |            |            | 1          | 2          | 4          |            |            |            | 7     |
| Michael Condron                  | Bowen Marsh                      |            |            |            |            | 7          | 3          |            |            | 10    |
| Alexander Siddig                 | Doran Martell                    |            |            |            |            | 4          | 1          |            |            | 5     |
| Deobia Oparei                    | Areo Hotah                       |            |            |            |            | 5          | 1          |            |            | 6     |
| Toby Sebastian                   | Tristan Martell                  |            |            |            |            | 4          | 1          |            |            | 5     |
| Faye Marsay                      | A Órfã                           |            |            |            |            | 4          | 7          |            |            | 11    |
| Charlotte Hope                   | Miranda                          |            |            | 1          | 2          | 4          | 1          |            |            | 8     |
| Elizabeth Webster                | Walda Bolton                     |            |            |            | 1          | 3          | 1          |            |            | 5     |
| Keisha Castle-Hughes             | Obara Sand                       |            |            |            |            | 5          | 2          | 1          |            | 8     |
| Rosabella Laurenti Sellers       | Tiena Sand                       |            |            |            |            | 5          | 2          | 2          |            | 9     |
| Jessica Henwick                  | Nymeria Sand                     |            |            |            |            | 5          | 2          | 1          |            | 8     |
| Hannah Waddingham                | Septã Yunella                    |            |            |            |            | 3          | 5          |            |            | 8     |
| Staz Nair                        | Kwono                            |            |            |            |            |            | 3          | 4          | 4          | 11    |
| Max von Sydow                    | O Corvo de Três Olhos            |            |            |            | 1          |            | 3          |            |            | 4     |
| Ian Whyte                        | Wun Wun                          |            |            |            |            | 2          | 3          |            |            | 5     |
| Kae Alexander                    | Leaflet                          |            |            |            | 1          |            | 3          |            |            | 4     |
| Bella Ramsey                     | Lyanna Mormont                   |            |            |            |            |            | 3          | 2          | 4          | 9     |
| Jim Broadbent                    | Arquimestre Ebrose               |            |            |            |            |            |            | 4          |            | 4     |
| Pilou Asbæk                      | Euron Greyjoy                    |            |            |            |            |            | 2          | 4          | 3          | 9     |
| Rupert Vansittart                | John Royce                       |            |            |            | 1          | 1          | 2          | 5          | 4          | 13    |
| Richard Rycroft                  | Meistre Wolkan                   |            |            |            |            |            | 2          | 6          | 4          | 12    |
| James Faulkner                   | Randyll Tarly                    |            |            |            |            |            | 1          | 4          |            | 5     |
| Tom Hopper                       | Dickon Tarly                     |            |            |            |            |            | 1          | 4          |            | 5     |
| Vladimir Furdik                  | Rei da Noite                     |            |            |            | 2          | 1          | 2          | 4          | 1          | 10    |
| Andrew McClay                    | Aberdolph Longbeard              |            |            |            |            | 1          | 2          | 1          | 6          | 10    |
| Megan Parkinson                  | Alice Karstark                   |            |            |            |            |            |            | 2          | 3          | 5     |
| Total de episódios por temporada | Total de episódios por temporada | 10         | 10         | 10         | 10         | 10         | 10         | 7          | 6          | 73    |

Notas
1. ↑  Nas cenas de flashback da sexta temporada, o papel do jovem Rodrick Cassel foi interpretado por Fergus Leathem.
2. ↑  Myrcella Baratheon foi interpretada por Aimee Richardson nas temporadas um e dois.
3. ↑  Nas cenas de flashback da sexta temporada, o papel de Willis (jovem Hodor) foi interpretado por Sam Coleman.
4. ↑  Na primeira temporada, o papel de Rorge foi interpretado por um figurante desconhecido.
5. ↑  Gregor Clegane foi interpretado por Conan Stevens na 1ª temporada e por Ian Whyte na 2ª temporada.
6. ↑  Steve Blount interpretou Rickard Karstark na primeira temporada.
7. ↑  Na primeira temporada, o papel de Beric Dondarrion foi interpretado por David Michael Scott.
8. ↑  Na segunda temporada, Sarah McKeever interpretou o papel episódico de Selyse Baratheon.
9. ↑  No episódio final da quarta temporada, o papel episódico do Corvo de Três Olhos foi interpretado por Struan Roger, que também dublou o Corvo de Três Olhos no segundo episódio da quarta temporada, mas ele não apareceu no episódio e não foi listado nos créditos.
10. ↑  No episódio final da quarta temporada, Octavia Alexandra desempenhou o papel episódico de Leaflet.
11. ↑  Na sexta temporada, Freddie Stroma desempenhou um papel especial como Dickon Tarly.
12. ↑  Nas temporadas 4 e 5, o papel do Rei da Noite foi interpretado por Richard Brake.

### Elenco convidado
Introduzidos na Temporada 1
- Dennis McKeever como um oficial da Patrulha da Noite (temporada 1)
- David Bradley como Walder Frey (temporadas 1, 3, 6–7)
- Andrew Wilde como Tobho Mott (temporadas 1–2)
- Roger Allam como Illyrio Mopatis (temporada 1)
- Jefferson Hall como Hugh of the Vale (temporada 1)
- Margaret John como Velha Nan (temporada 1)
- Mark Lewis Jones como Shagga (temporada 1)
- Bronson Webb como Will (temporada 1)
- Rob Ostlere como Waymar Royce (temporada 1)
- Dermot Keaney como Gared (temporada 1)
- John Standing como Jon Arryn (temporada 1)
- Rhodri Hosking como Mycah (temporada 1)
- Tobias Winter como Timmet (temporadas 1–2)
- Natilda Lee como Chella (temporadas 1–2)
- Matthew Scurfield como Vayon Poole (temporada 1)
- Elizabeth Barrett como Maege Mormont (temporada 1)
- Colin Carnegie como Stevron Frey (temporada 1)
- Kelly Long como Joyeuse Frey (temporadas 1, 3)
- Vinnie McCabe como Leo Lefford (temporada 1)
- B.J. Hogg como Addam Marbrand (temporada 1)
- Gerry O’Brien como Jonas Bracken (temporada 1)
- Antonia Christophers como Mhaegen (temporadas 1–2)
- Sahara Knite como Armeca (temporadas 1–2)

Introduzidos na Temporada 2
- Josephine Gillan como Marei (temporadas 2–6, 8)
- Sara Dylan como Bernadette (temporadas 2–4, 6–7)
- Patrick Malahide como Balon Greyjoy (temporadas 2–3, 6)
- Edward Dogliani (temporadas 2–3) e Ross O'Hennessy (temporada 5) como o Senhor dos Ossos
- Lucian Msamati como Salladhor Saan (temporadas 2–4)
- Andy Kellegher como Polliver (temporadas 2, 4)
- Roy Dotrice como Hallyne (temporada 2)
- Oliver Ford Davies como Meistre Cressen (temporada 2)
- David Coakley como Drennan (temporada 2)
- Peter Ballance como Farlen (temporada 2)
- Paul Caddell como Jacks (temporada 2)
- Aidan Crowe como Quent (temporada 2)
- Tyrone McElhennon como Torrhen Karstark (temporada 2)
- Anthony Morris como Tickler (temporada 2)
- Laura Pradelska como Quaithe (temporada 2)
- David Fynn como Rennick (temporada 2)

Introduzidos na Temporada 3
- Burn Gorman como Karl Tanner (temporadas 3–4)
- Christopher Newman como Hoster Tully (temporada 3)
- Dean-Charles Chapman como Martyn Lannister (temporada 3)
- Timothy Gibbons como Willem Lannister (temporada 3)
- Alexandra Dowling como Roslin Tully (temporada 3)
- Mark Killeen como Mero (temporada 3)
- Ramon Tikaram como Prendahl na Ghezn (temporada 3)
- Will O'Connell como Todder (temporadas 3, 5)
- Pixie Le Knot como Kayla (temporadas 3–4)
- Clifford Barry como Greizhen mo Ullhor (temporada 3)
- George Georgiou como Razdal mo Eraz (temporadas 3, 6)

Introduzidos na Temporada 4
- Mark Gatiss como Tycho Nestoris (temporadas 4–5, 7)
- Reece Noi como Mossador (temporadas 4–5)
- Gary Oliver como Ternesio Terys (temporadas 4–5)
- Jazzy de Lisser como Tansy (temporada 4)
- Lu Corfield como a cafetina de Mole's Town (temporada 4)
- Lois Winstone como uma prostituta de Mole's Town (temporada 4)
- Alisdair Simpson como Donnel Waynwood (temporada 4)
- Paola Dionisotti como Anya Waynwood (temporada 4)
- Deirdre Monaghan como Morag (temporada 4)
- Jane McGrath como Sissy (temporada 4)
- Sarine Sofair como Lhara (temporadas 4–5)

Introduzidos na Temporada 5
- Enzo Cilenti como Yezan zo Qaggaz (temporadas 5–6)
- Murray McArthur como Dim Dalba (temporadas 5–6)
- Andrew McClay como Aberdolf Barba Forte (temporadas 5–8)
- Adewale Akinnuoye-Agbaje como Malko (temporada 5)
- Birgitte Hjort Sørensen como Karsi (temporada 6)
- Zahary Baharov como Loboda (temporada 5)
- J. J. Murphy como Denys Mallister (temporada 5)
- Ali Lyons como Johnna (temporada 5)
- Oengus MacNamara como Thin man (temporada 5)
- Hattie Gotobed como Ghita (temporada 5)
- Meena Rayann como Vala (temporadas 5–6)

Introduzidos na Temporada 6
- Lucy Hayes como Kitty Frey (temporadas 6–7)
- Dean S. Jagger como Smalljon Umber (temporada 6)
- Michael Feast como Aeron Greyjoy (temporada 6)
- Kevin Eldon como Camello (temporada 6)
- Eline Powell como Bianca (temporada 6)
- Gerald Lepkowski como Zanrush (temporada 6)
- Souad Faress como Alta Sacerdotisa de Dosh Khaleen (temporada 6)
- Jóhannes Haukur Jóhannesson como Lem Lemoncloak (temporada 6)
- Sean Blowers como Wyman Manderly (temporada 6)
- Tom Varey como Cley Cerwyn (temporada 6)
- Samantha Spiro como Messa Tarly (temporada 6)
- Rebecca Benson como Talla Tarly (temporada 6)
- Ania Bukstein como Kinvara (temporada 6)
- Ian McShane como irmão Ray (temporada 6)
- Ricky Champ como Gatins (temporada 6)
- Ian Davies como Morgan (temporada 6)
- Nathanael Saleh como Arthur (temporada 6)
- Annette Hannah como Frances (temporada 6)
- Eddie Jackson como Belicho Paenymion (temporada 6)
- Andrei Claude como Khal Rhalko (temporada 6)
- Tamer Hassan como Khal Forzho (temporada 6)
- Chuku Modu como Aggo (temporada 6)
- Deon Lee-Williams como Iggo temporada 6)
- Hannah John-Kamen como Ornela (temporada 6)

Introduzido na Temporada 7
- Harry Grasby como Ned Umber (temporada 7–8)

Introduzidos na Temporada 8
- Marc Rissmann como Harry Strickland (temporada 8)
- Seamus O’Hara como Fergus (temporada 8)
- Bea Glancy como Teela (temporada 8)
- Bronte Carmichael como Martha (temporada 8)
- Laura Elphinstone como Nora (temporada 8)
- Toby Osmund como o Príncipe de Dorne (temporada 8)

Elenco de Flashbacks
- Jodhi May como Maggy the Frog (temporada 5)
- Nell Williams como jovem Cersei Lannister (temporada 5)
- Isabella Steinbarth como Melara Hetherspoon (temporada 5)
- Sebastian Croft como criança Eddard Stark (temporada 6)
- Matteo Elezi como criança Benjen Stark (temporada 6)
- Cordelia Hill como criança Lyanna Stark (temporada 6)
- Sam Coleman como jovem Wylis / Hodor (temporada 6)
- Annette Tierney como jovem Old Nan (temporada 6)
- Fergus Leathem como jovem Rodrik Cassel (temporada 6)
- Robert Aramayo como jovem Eddard Stark (temporadas 6–7)
- Luke Roberts como Arthur Dayne (temporada 6)
- Eddie Eyre como Gerold Hightower (temporada 6)
- Leo Woodruff como jovem Howland Reed (temporada 6)
- Wayne Foskett como Rickard Stark (temporada 6)
- David Rintoul como Aerys 'O Rei Louco' Targaryen (temporada 6)
- Aisling Franciosi como Lyanna Stark (temporadas 6–7)
- Wilf Scolding como Rhaegar Targaryen (temporada 7)
- Tom Chadbon como Alto Septão Maynard (temporada 7)

## Personagens principais

### Eddard "Ned" Stark
- Ned Stark (temporada 1, 6-7) interpretado por Sean Bean como um adulto, Sebastian Croft como uma criança e Robert Aramayo como um jovem adulto. Chefe da Casa Stark, Lorde de Winterfell e Protetor do Norte. Ele é conhecido por seu senso de honra e justiça, e é um homem que não é interessado em política e prefere governar com honra e seguir a lei. Após a morte de Jon Arryn, que tinha servido como Mão do Rei (conselheiro) para Robert Baratheon, este último oferece a Eddard essa posição e ele viaja para a capital com suas duas filhas para ajudar no governo dos Sete Reinos.

### Robert Baratheon

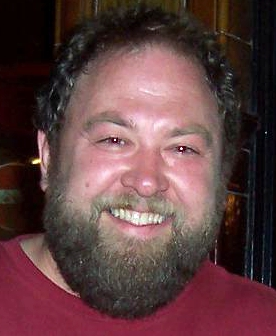
Mark Addy

Robert Baratheon (temporada 1) interpretado por Mark Addy. Robert da Casa Baratheon, anteriormente um feroz guerreiro, tornou-se o Rei dos Sete Reinos após liderar uma rebelião contra o rei Aerys II Targaryen. Robert ficou gordo e miserável ao passar dos tempos; ele não tem mais guerras para lutar, é cercado por conspiradores e bajuladores, odeia e fica entediado com o trabalho constante necessário para administrar os reinos apropriadamente, e preso em um casamento político com a intrigante Cersei Lannister. Sob o seu reinado, o reino foi falido, e Robert fica profundamente em dívida com a família de sua esposa.

### Jaime Lannister

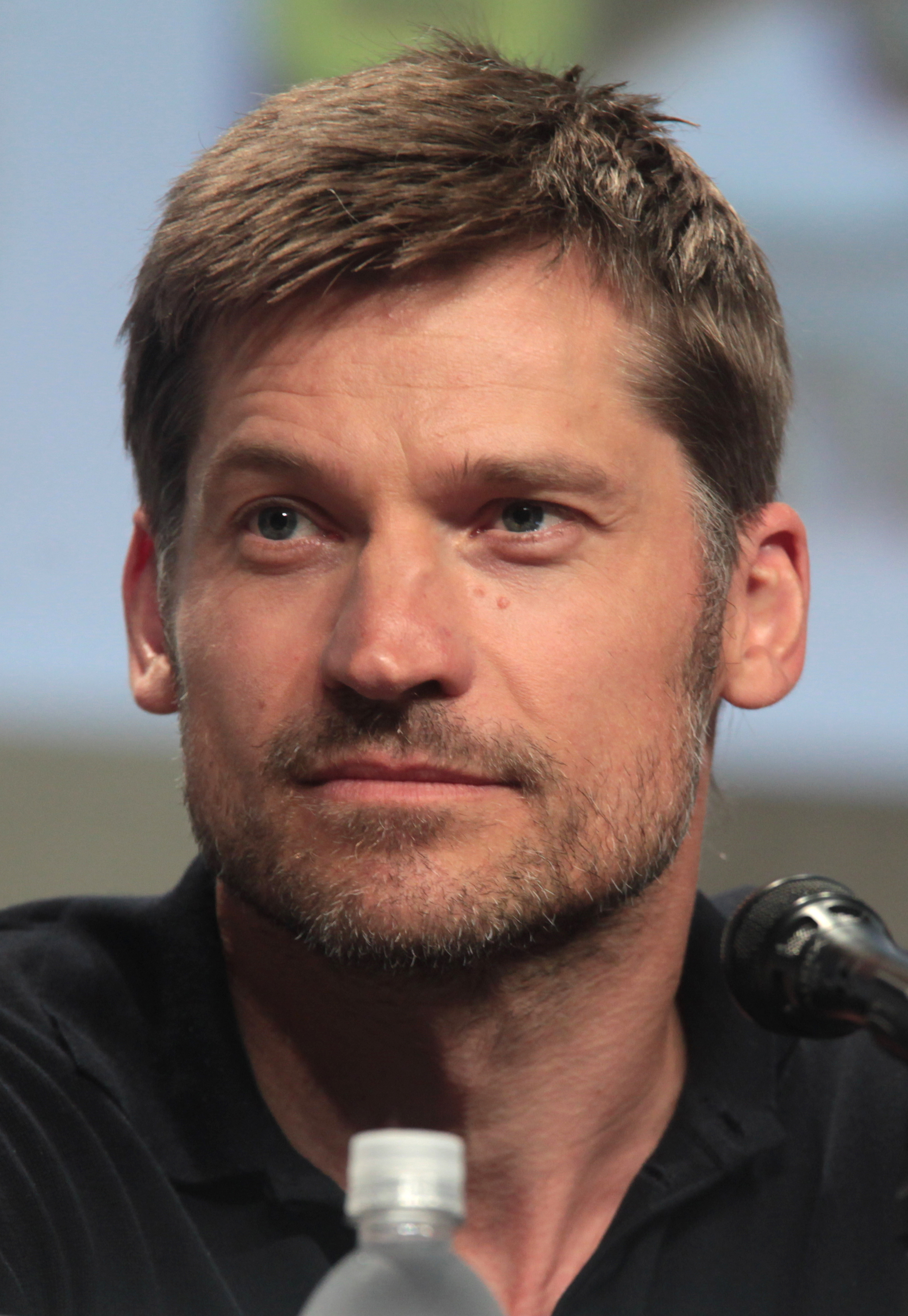
Nikolaj Coster-Waldau

Jaime Lannister interpretado por Nikolaj Coster-Waldau. Sor Jaime da Casa Lannister é um membro da Guarda Real e um espadachim excepcionalmente habilidoso. Ele é o irmão gêmeo da rainha e manteve um incestuoso caso de amor com ela a vida toda, sendo pai de todos os três filhos vivos dela. Ele realmente ama sua irmã e faz qualquer coisa, não importa quão imprudente, ficar perto dela. Ele é apelidado de "Regicida" por matar o rei anterior, Aerys II, a quem ele jurou proteger. Ele foi autorizado a manter seu posto no atual Guarda Real por ter ajudado Robert a ganhar a guerra. Ao contrário de seu pai e irmã, Jaime se importa profundamente com seu irmão mais novo, Tyrion.

### Catelyn Stark

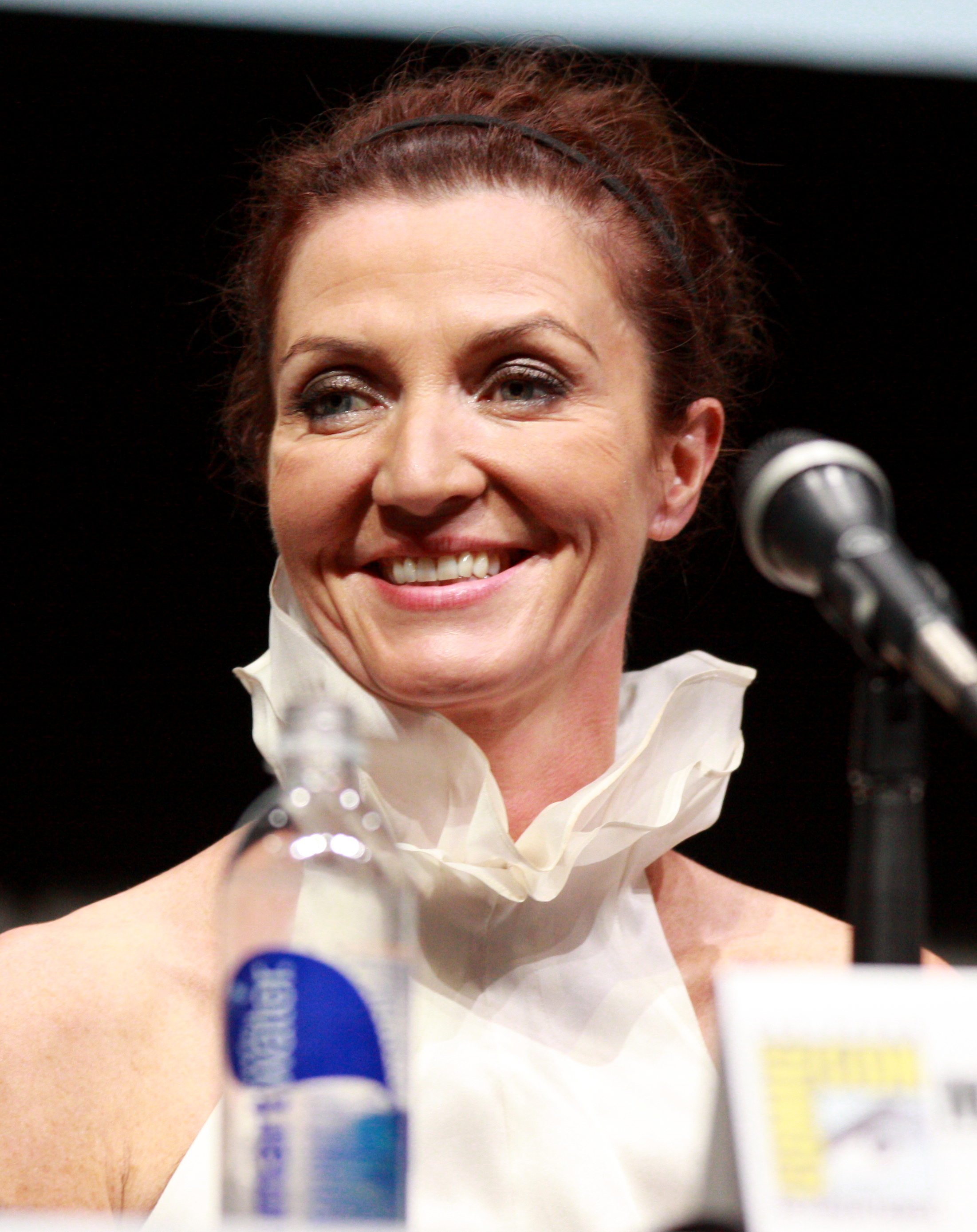
Michelle Fairley

Catelyn Stark (temporada 1–3) interpretada por Michelle Fairley. Catelyn da Casa Stark e original da Casa Tully, é Lady de Winterfell e a esposa de Lorde Eddard Stark. Nascida do Senhor e Senhora das Terras Fluviais, ela é a irmã mais velha de Lysa Arryn, a Senhora do Vale e Senhora do Ninho de Áureus, e irmã de Lorde Edmure Tully, o Senhor dos Riverrun. Catelyn é orgulhosa, forte, gentil e generosa, sendo vista como honrada e justa por muitos, considerando o senso de dever como um princípio de comportamento. Catelyn também possui forte tato político o que, aliado aos seus consideráveis recursos, a tornaram uma influente nobre em Westeros.

### Cersei Lannister
Cersei Lannister interpretada por Lena Headey como uma adulta e Nell Williams como uma criança. Cersei da Casa Lannister e Casa Baratheon é a Rainha dos Sete Reinos de Westeros, a esposa do rei Robert Baratheon e mãe dos príncipes Joffrey, Tommen e Myrcella Baratheon. Cersei tem um irmão gêmeo, Jaime, com quem ela se envolveu em um caso incestuoso desde a infância. Todos os três filhos de Cersei são de Jaime. O principal atributo de Cersei é seu desejo de poder e sua profunda lealdade para com seu pai, filhos e irmão Jaime. Cersei também despreza seu irmão mais novo Tyrion, uma vez que sua mãe morreu no parto dele.

### Daenerys Targaryen

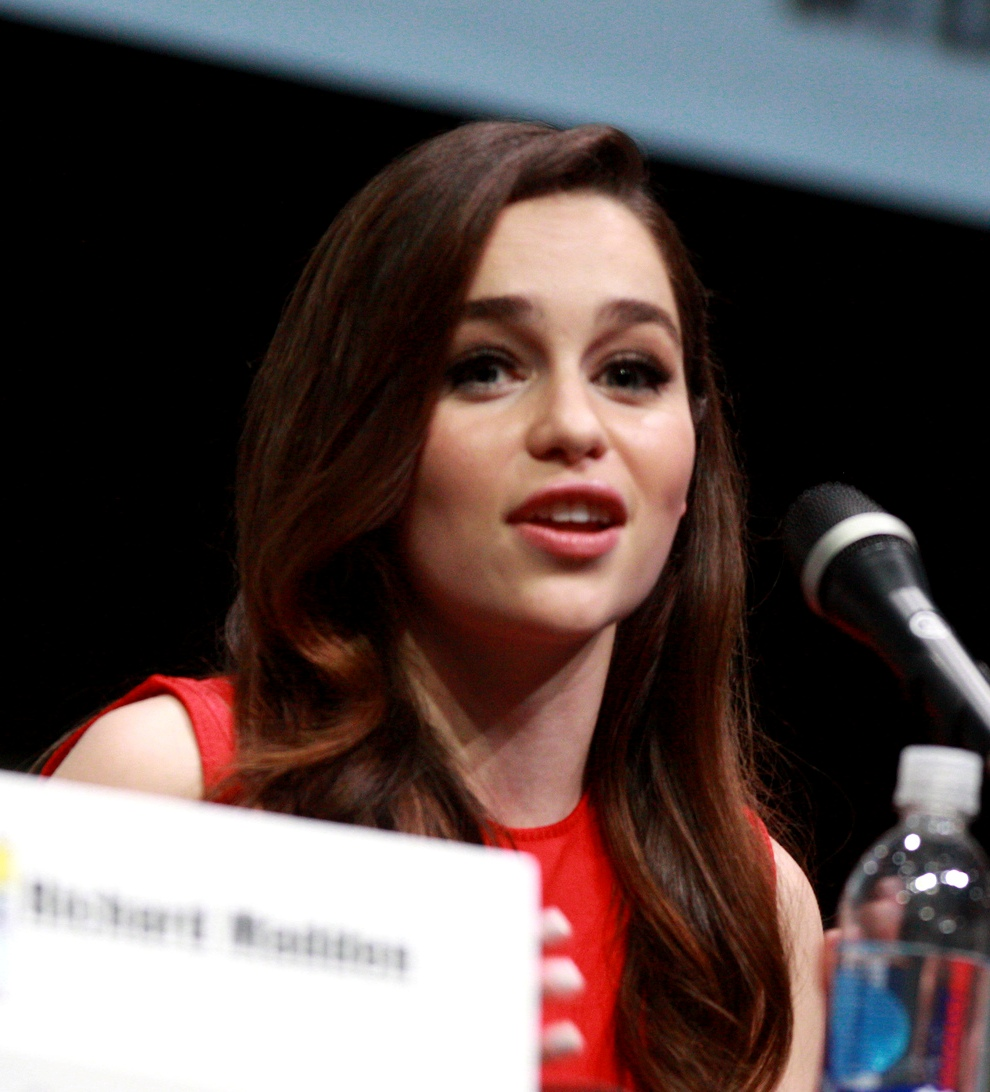
Emilia Clarke

Daenerys Targaryen interpretada por Emilia Clarke. Daenerys é a princesa exilada da dinastia Targaryen, também chamada de "a Nascida da Tormenta", ela e seu irmão Viserys foram levados para Essos durante a batalha final da Rebelião de Robert. Por dezessete anos, ela esteve sob os cuidados de Viserys, a quem ela temia, pois ele era abusivo com ela sempre que ela o desagradava. Em troca de um exército, Viserys a casa com o poderoso senhor da guerra de Dothraki, Khal Drogo, fazendo dela uma Khaleesi, uma rainha dos Dothraki. Ela é determinada a trazer justiça a seu reino, e põe o fim da escravidão como uma prioridade particular. A despeito de sua compaixão, porém, ela é capaz de ser dura e impiedosa com seus inimigos.

### Jorah Mormont

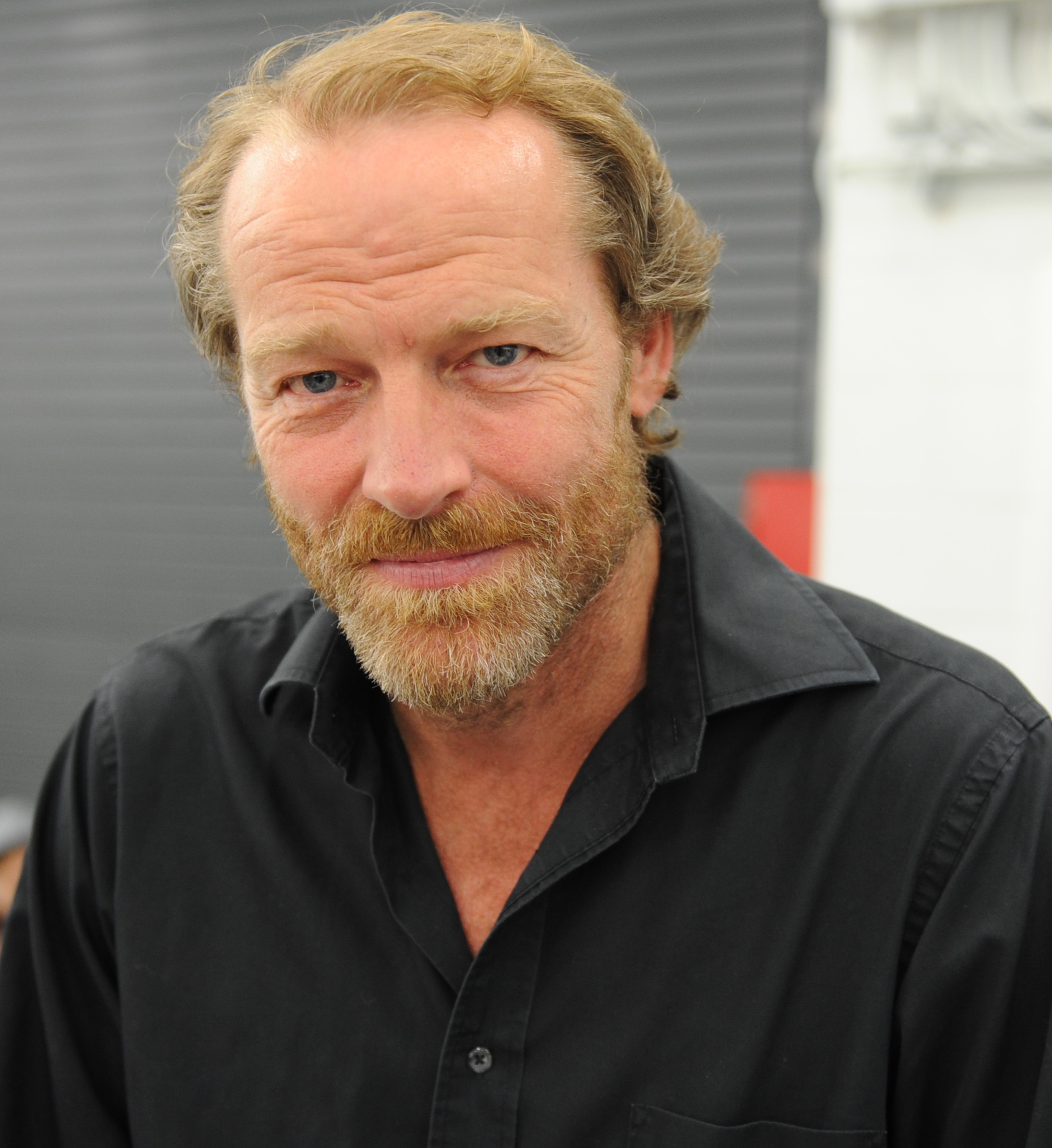
Iain Glen

Jorah Mormont interpretado por Iain Glen. Sor Jorah da Casa Mormont é um cavaleiro exilado a serviço de Daenerys Targaryen e o filho de Jeor Mormont da Patrulha da Noite. Para financiar o style de vida extravagante de sua esposa, ele vendeu caçadores em suas terras para comerciantes de escravos, o que é ilegal nos Sete Reinos. Em vez de enfrentar a punição de Lorde Stark, ele fugiu para Essos e aprendeu o style de vida dos Dothraki que o abraçam como um deles e o conhecem como "Jorah The Andal". Jorah serve como um conselheiro para os Targaryens em assuntos políticos e culturais dos Sete Reinos e Essos.

### Viserys Targaryen

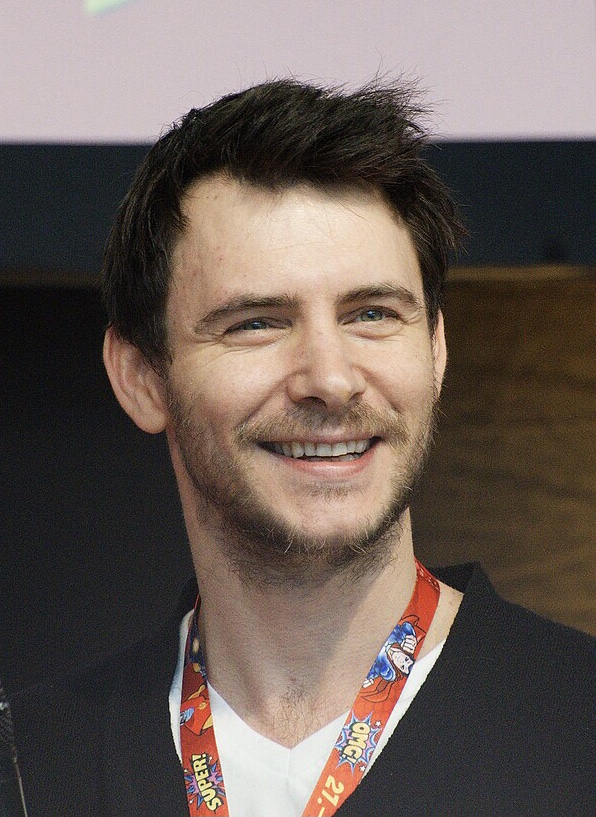
Harry Lloyd

Viserys Targaryen (temporada 1) interpretado por Harry Lloyd. Viserys é o príncipe e herdeiro exilado da dinastia Targaryen. Conhecido como "O Rei Mendigo" por sua busca por um exército para reconquistar seu trono. Um narcisista, ele é arrogante e egocêntrico, preocupando-se apenas consigo mesmo. Em troca de um exército para ajudar a recuperar o Trono de Ferro, Viserys casa sua irmã Daenerys para o poderoso senhor da guerra de Dothraki, Khal Drogo, e segue a jornada de sua horda até a capital Dothraki para garantir que Drogo mantenha sua parte no trato. Mas enquanto viajam, torna-se evidente que Viserys não possui habilidades de liderança para reivindicar o trono, já que sua arrogância e desrespeito pelos Dothraki não lhe renderão corações.

### Jon Snow

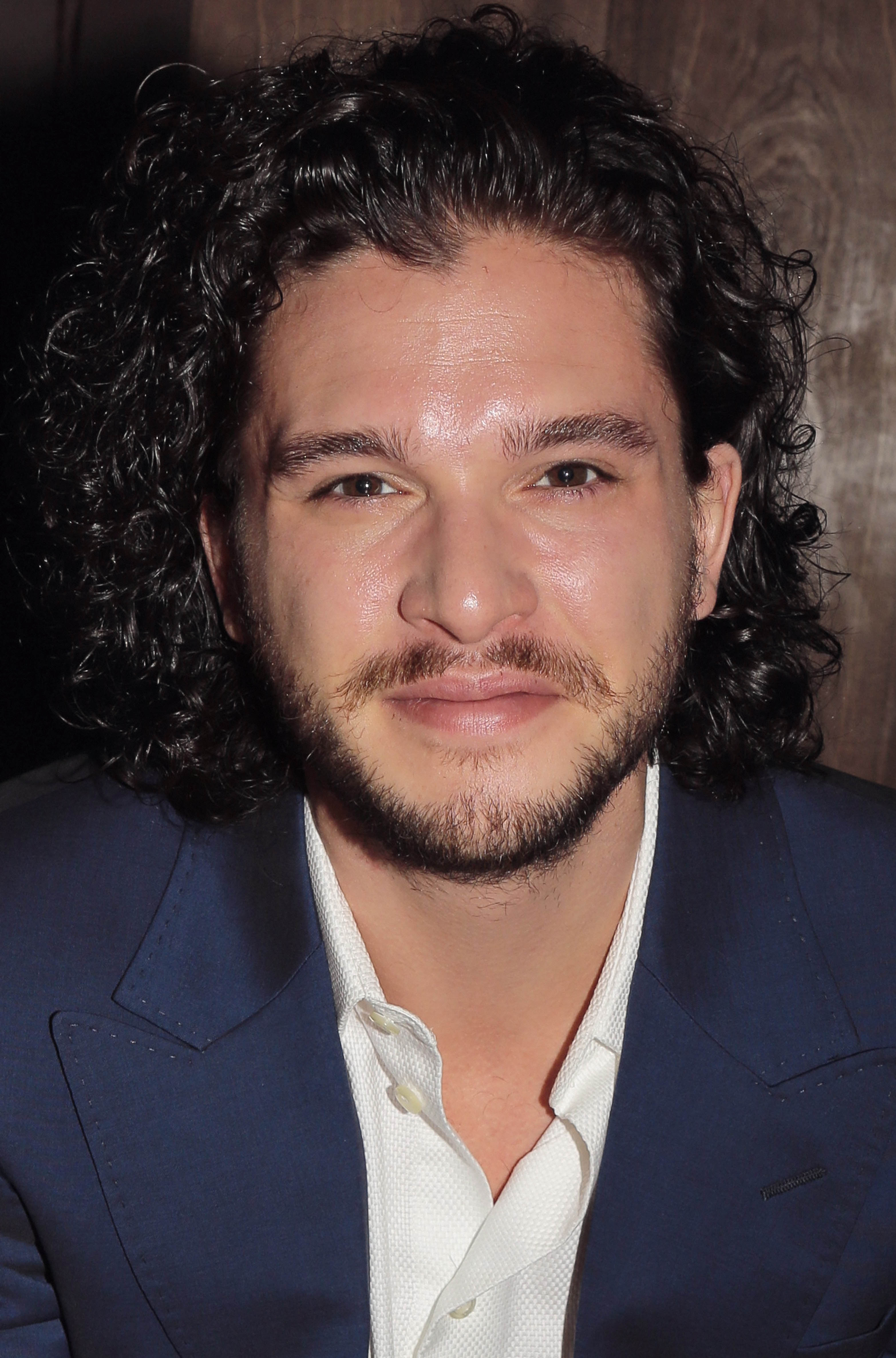
Kit Harington

Jon Snow interpretado por Kit Harington. Jon Snow da Casa Stark e da Patrulha da Noite foi criado como o filho bastardo de Ned Stark. Ned afirma que a mãe de Jon era uma enfermeira chamada Wylla. Seu lobo gigante é chamado de Fantasma devido ao seu albinismo e natureza tranquila. Ele se junta para Patrulha da Noite e se torna um lutador talentoso, mas seu senso de compaixão e justiça o coloca em conflito com seu ambiente hostil.

### Sansa Stark

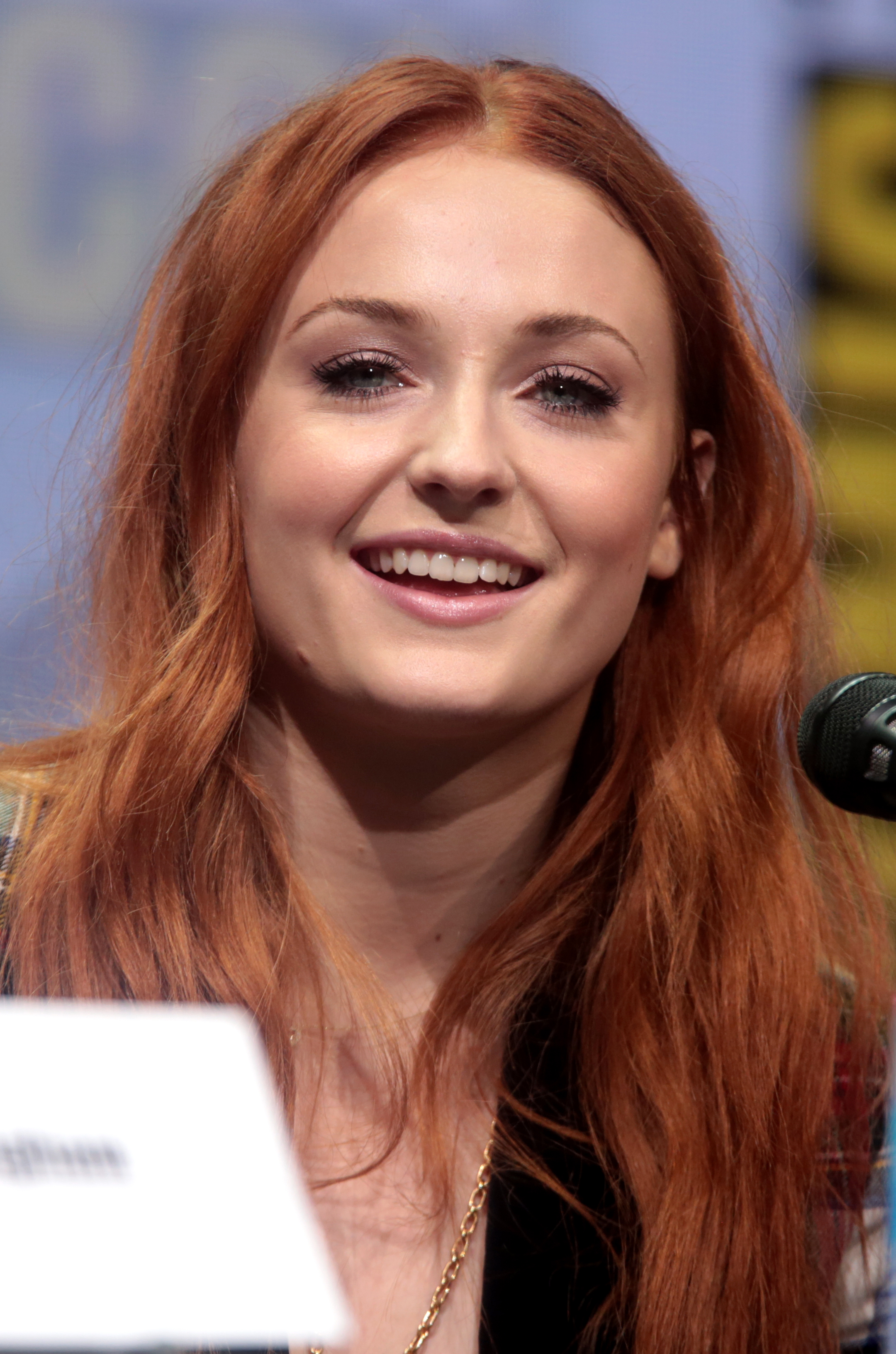
Sophie Turner

Sansa Stark interpretada por Sophie Turner. Sansa da Casa Stark é a primeira filha e segunda criança de Eddard e Catelyn Stark. Ela também era a futura noiva do príncipe Joffrey e, portanto, a futura rainha dos sete reinos também. Sansa foi criada para ser uma dama, e possui as tradicionais graças femininas de seu meio, com um interesse especial em música, poesia, cantoria, dança, bordado, e outras atividades tradicionais femininas.

### Arya Stark

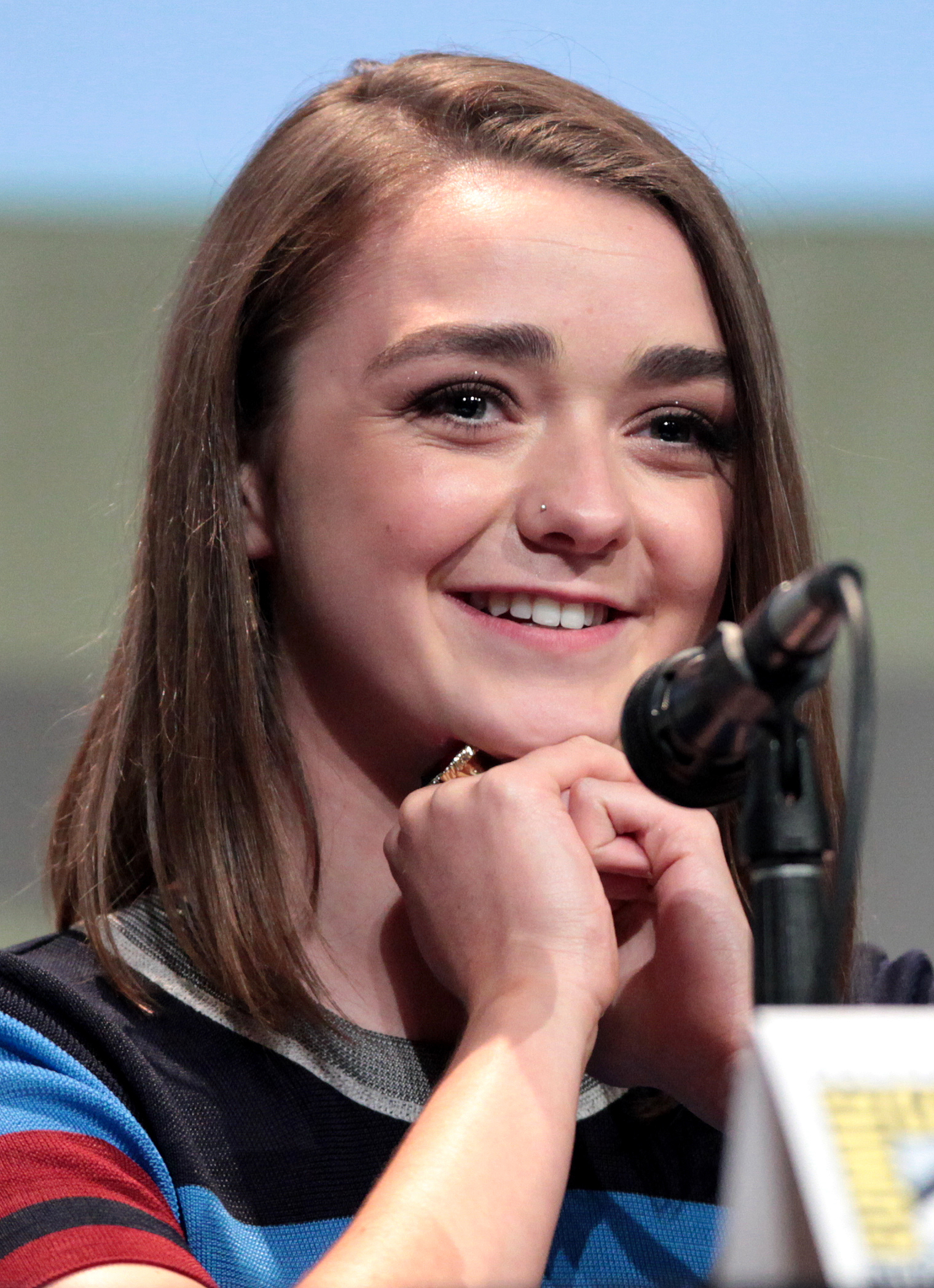
Maisie Williams

Arya Stark interpretada por Maisie Williams. Arya da Casa Stark é a filha mais nova e terceira filha de Lorde Eddard e Catelyn Stark de Winterfell. Sempre a moleca, Arya preferia estar treinando para usar armas do que costurar com uma agulha. Seu lobo gigante é chamado Nymeria. Arya é uma menina animada interessada em combate e exploração, ao contrário de sua irmã mais velha, Sansa. Arya deseja aprender a lutar com espadas e participar de torneios, para o horror de Sansa, que gosta das atividades mais tradicionais de uma nobre. Arya é muito próxima de seu meio-irmão Jon Snow, que a incentiva. Ao longo de suas viagens, Arya mostra grande desenvoltura, astúcia e uma capacidade firme de aceitar duras necessidades.

### Robb Stark

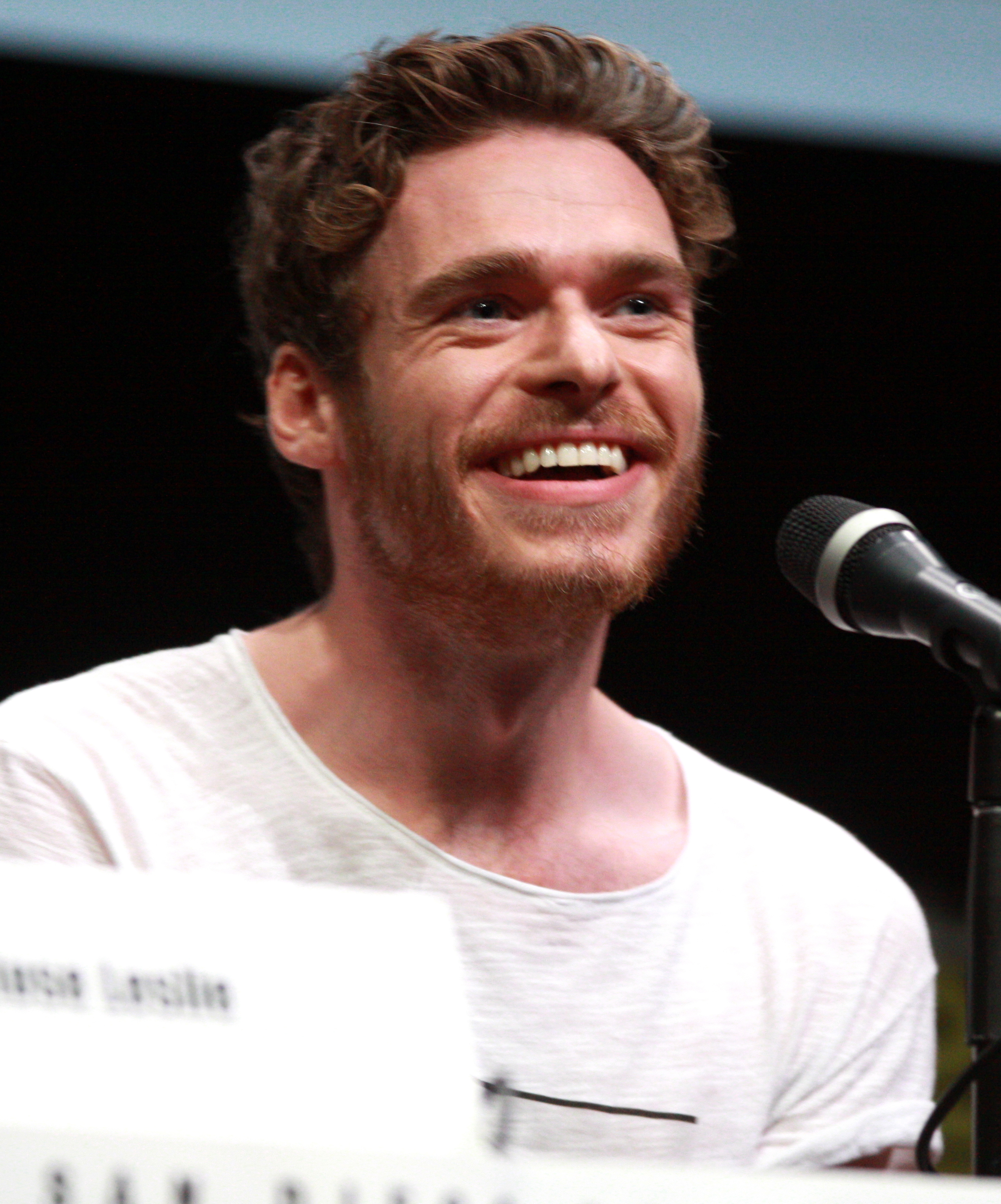
Richard Madden

Robb Stark (temporada 1–3) interpretado por Richard Madden. Robb da Casa Stark é o filho mais velho de Eddard e Catelyn Stark e o herdeiro de Winterfell. Seu lobo terrível é chamado de Vento Cinzento. Da mesma forma que seu pai, Robb tem um senso apurado de honra e justiça e, apesar da sua idade, ele tenta ser o melhor líder possível para seu povo. Apesar disso, ele parece bem sucessível aos seus sentimentos. Robb é rival, melhor amigo e constante companheiro de seu meio-irmão Jon Snow. Robb também admira e aprecia a companhia de Theon Greyjoy, que considera Robb um irmão. Robb se envolve na guerra contra os Lannisters depois que seu pai, Ned Stark, é preso por traição. Ele vence uma sucessão de batalhas na 2ª temporada, ganhando o apelido de Jovem Lobo.

### Theon Greyjoy

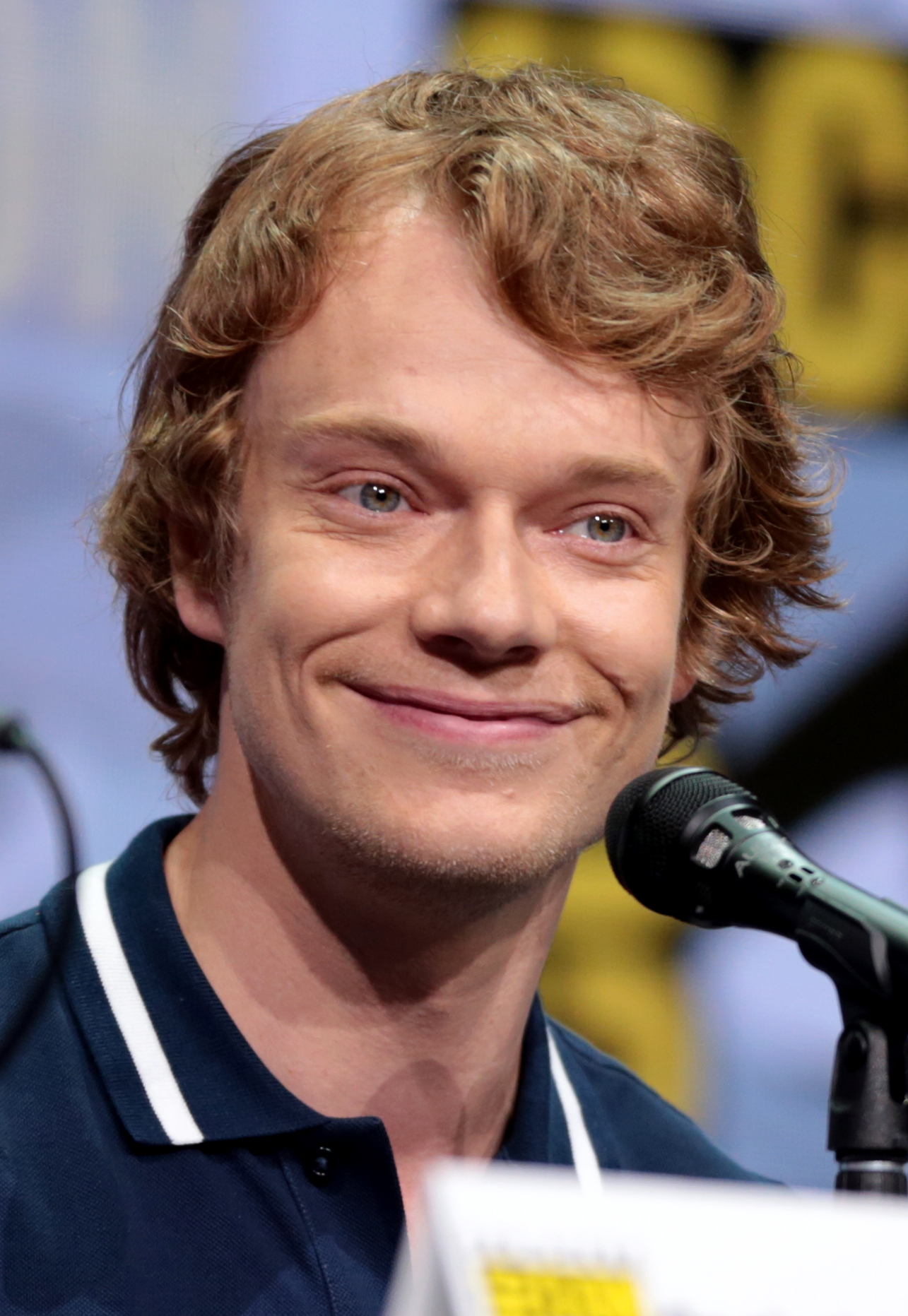
Alfie Allen

Theon Greyjoy interpretado por Alfie Allen. Theon da Casa Greyjoy é o filho mais novo de Lorde Balon Greyjoy das Ilhas de Ferro. Ele é o refém em proteção de Lorde Eddard Stark, decorrente da fracassada Rebelião Greyjoy. Apesar de sua posição, ele continua fiel a Eddard e é amigo de seus filhos Robb e Jon. Sua relação com os Stark sempre foi respeitosa e ele considerava Robb Stark como seu irmão mais novo, embora rivalizasse com Jon Snow, o outro “intruso” da família. Theon sempre procurou a aprovação dos Stark, mas geralmente se sentia insatisfeito. Theon também é um excelente arqueiro, tendo sido capaz de salvar Bran, que estava sendo ameaçado por um selvagem, com uma flecha certeira.

### Brandon "Bran" Stark

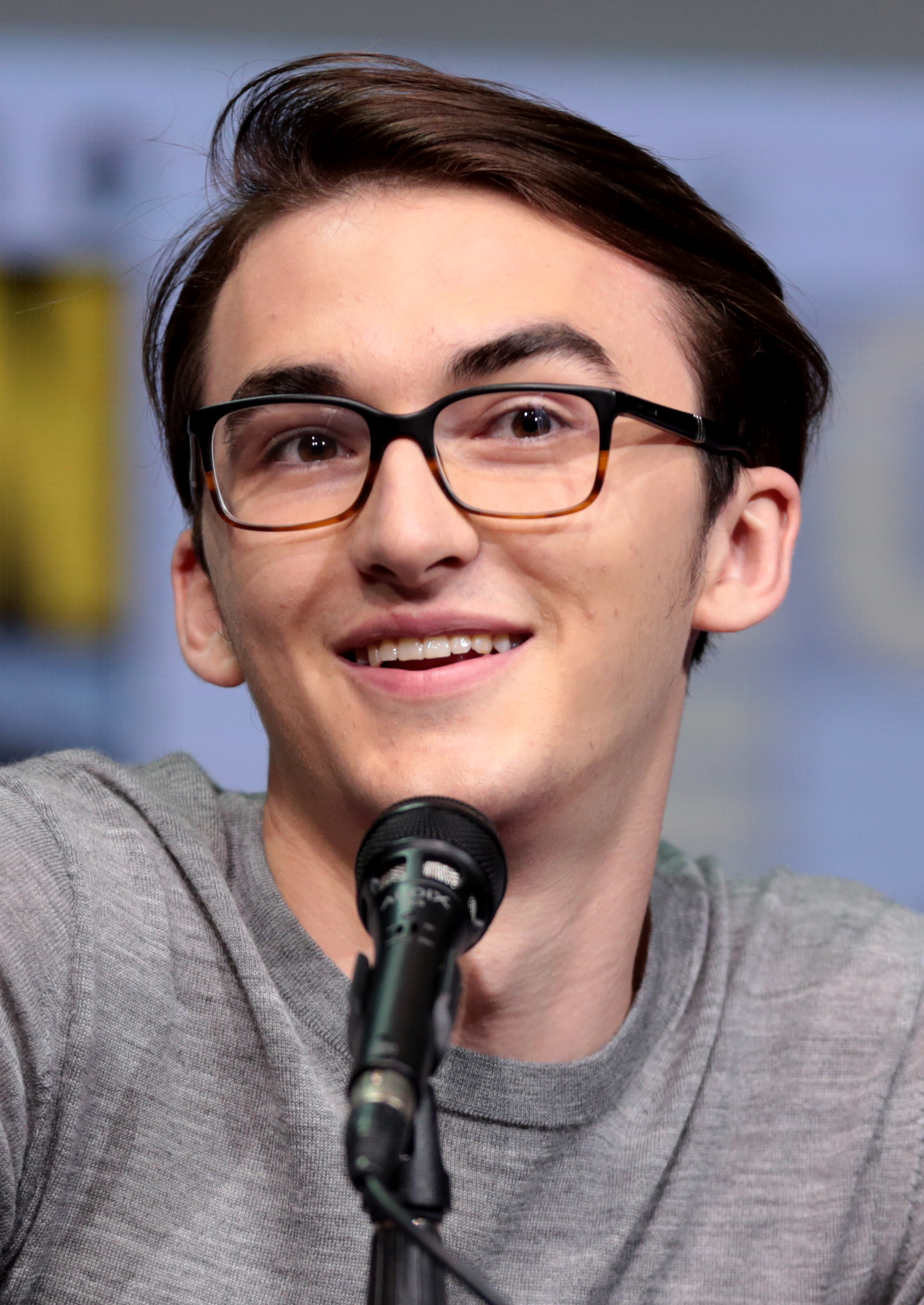
Isaac Hempstead Wright

Bran Stark (temporada 1–4, 6–8) interpretado por Isaac Hempstead Wright. Brandon da Casa Stark é o segundo filho e quarto filho de Eddard e Catelyn Stark de Winterfell. Ele foi nomeado com o nome após seu falecido tio, Brandon, que foi morto queimado pelo rei Aerys II. Seu lobo gigante é chamado de Verão. Durante a visita do rei Robert a Winterfell, ele acidentalmente encontrou Cersei e Jaime Lannister fazendo sexo, depois do qual Bran é empurrado da janela por Jaime, mutilando permanentemente suas pernas. Assim como seus irmãos, ele possui uma propensão para a aventura e emoção. Seu meio-irmão Jon carinhosamente pensa que Bran sempre foi "teimoso e curioso", e que ele constantemente queria participar do jogo dos meninos mais velhos, acreditando ser um adulto de sete anos. No entanto, ele se torna mais sério e contemplativo, devido à sua situação depois de sua queda. Bran é um Troca-peles e warg, assim como alguns de seus irmãos. Mais tarde é revelado também que ele é também um vidente verde.

### Joffrey Baratheon

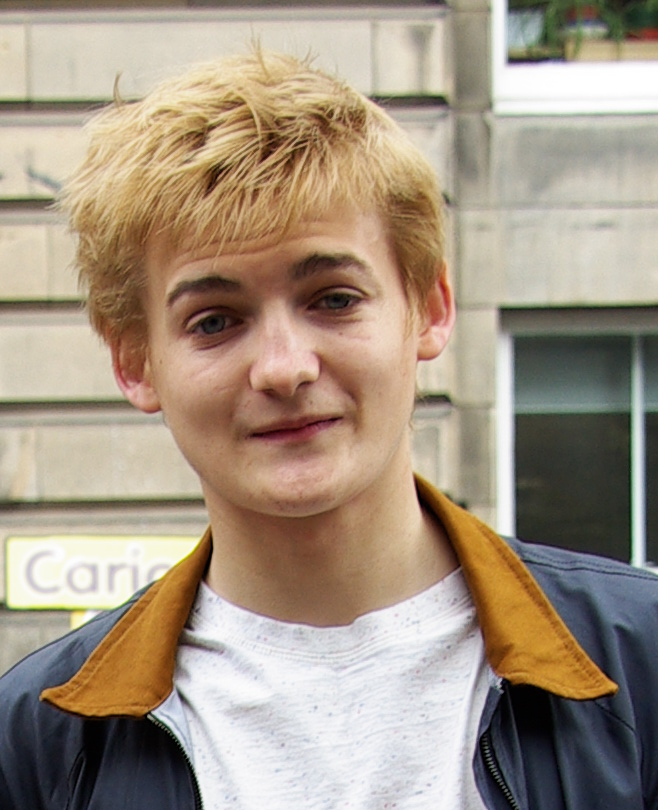
Jack Gleeson

Joffrey Baratheon (temporada 1–4) interpretado por Jack Gleeson. Joffrey da Casa Baratheon é o Príncipe Herdeiro dos Sete Reinos. Ele é o mais velho dos filhos de Cersei Lannister e herdeiro do Trono de Ferro. Vicioso e cruel, ele tem um temperamento curto e acredita que pode fazer o que quiser. Ele também é um covarde quando confrontado por aqueles que não têm medo dele. Joffrey também não sabe que o rei Robert não é seu verdadeiro pai - que, na realidade, é Jaime Lannister. Após a morte de Robert, os Lannister fazem de Joffrey o rei, mesmo contra a vontade de seu pai que nomeou o Lorde Stark como regente antes de morrer, e Joffrey se torna um governante cruel e um rei fantoche usado por sua mãe.

### Sandor "Cão de Caça" Clegane

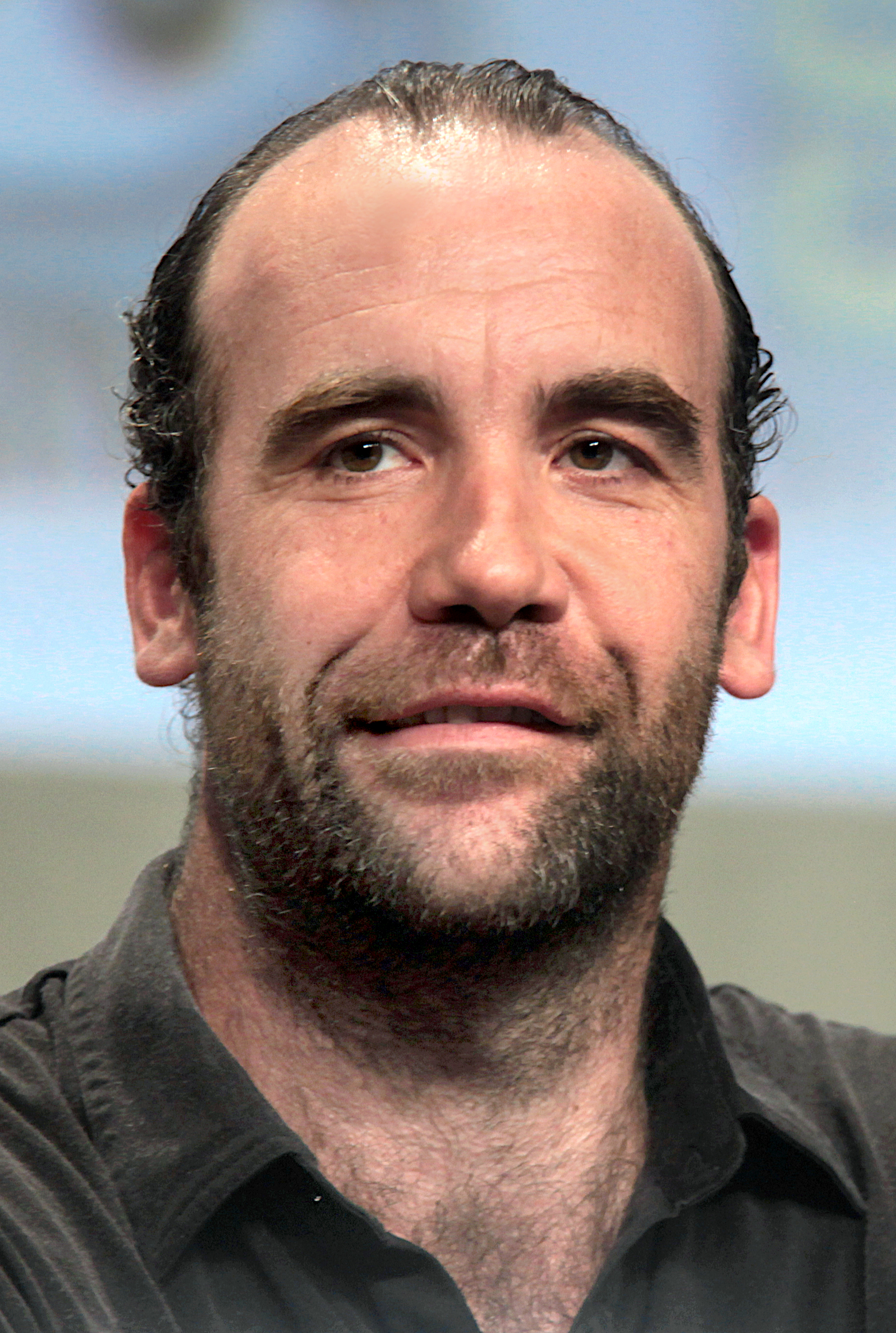
Rory McCann

Sandor Clegane (temporada 1–4, 6–8) interpretado por Rory McCann. Sandor Clegane, apelidado de "Cão de Caça", por sua natureza selvagem, é o irmão mais novo de Sor Gregor Clegane e um retentor da Casa Lannister. Ele também é guarda-costas pessoal de Joffrey Baratheon. O lado direito de seu rosto foi gravemente queimado quando ele era apenas um menino depois que seu irmão o acusou de roubar um de seus brinquedos e empurrou o rosto de Sandor para um braseiro, deixando o lado direito do rosto horrivelmente marcado e um medo de fogo ao longo da vida. Ele é taciturno e brutal, mas não sem compaixão. Ele é protetor em relação a Sansa depois que ela é capturada pelos Lannisters. Depois que Joffrey se torna rei, Sandor é feito um membro da Guarda Real. Embora ele ainda seja fiel a Joffrey, ele freqüentemente defende Sansa das tentativas de Joffrey de envergonhá-la e abusar dela fisicamente.

### Tyrion Lannister

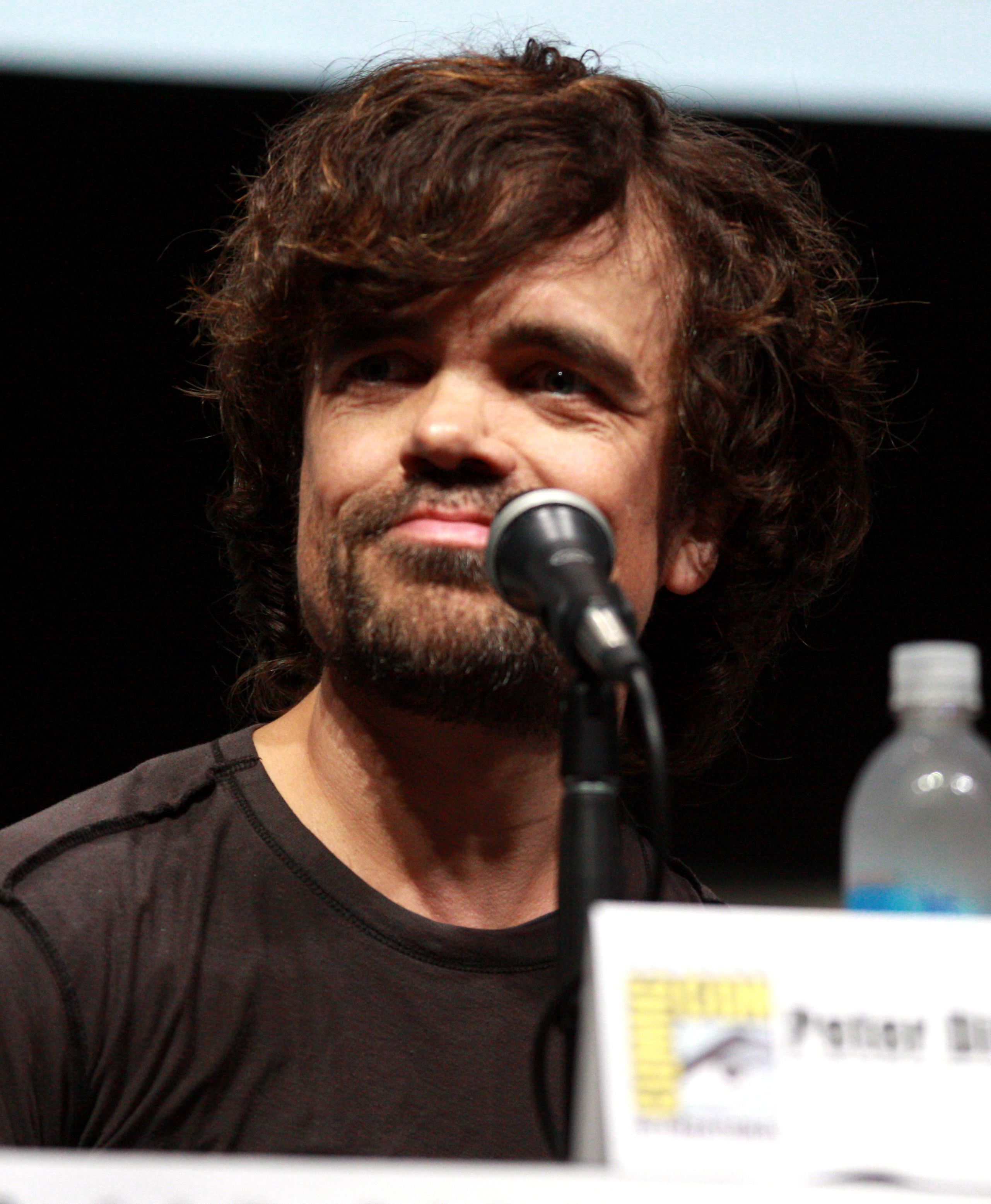
Peter Dinklage

Tyrion Lannister interpretado por Peter Dinklage. Apelidado de "O Duende" ou "Meio-Homem", Tyrion da Casa Lannister é o irmão mais novo de Cersei e Jaime. Ele é um anão; e sua mãe morreu durante o seu nascimento, pelo qual seu pai, Tywin Lannister, o culpa. Embora não seja fisicamente poderoso, Tyrion tem uma mente astuta e geralmente usa a seu favor o fato de que os outros constantemente o subestimam. Tyrion é cruel com seus inimigos, mas possui grande simpatia para com os párias e as minorias. Tyrion se dá bem com seu irmão Jaime, mas possui uma relação mais fria com sua irmã Cersei. Desenvolveu, desde pequeno, o gosto e hábito pela leitura, pois acreditava, que devido suas limitações físicas, sua mente deveria ser sua arma. Sabia que sua cabeça era grande demais, embora preferisse pensar que tinha o tamanho certo para a sua mente.

### Khal Drogo

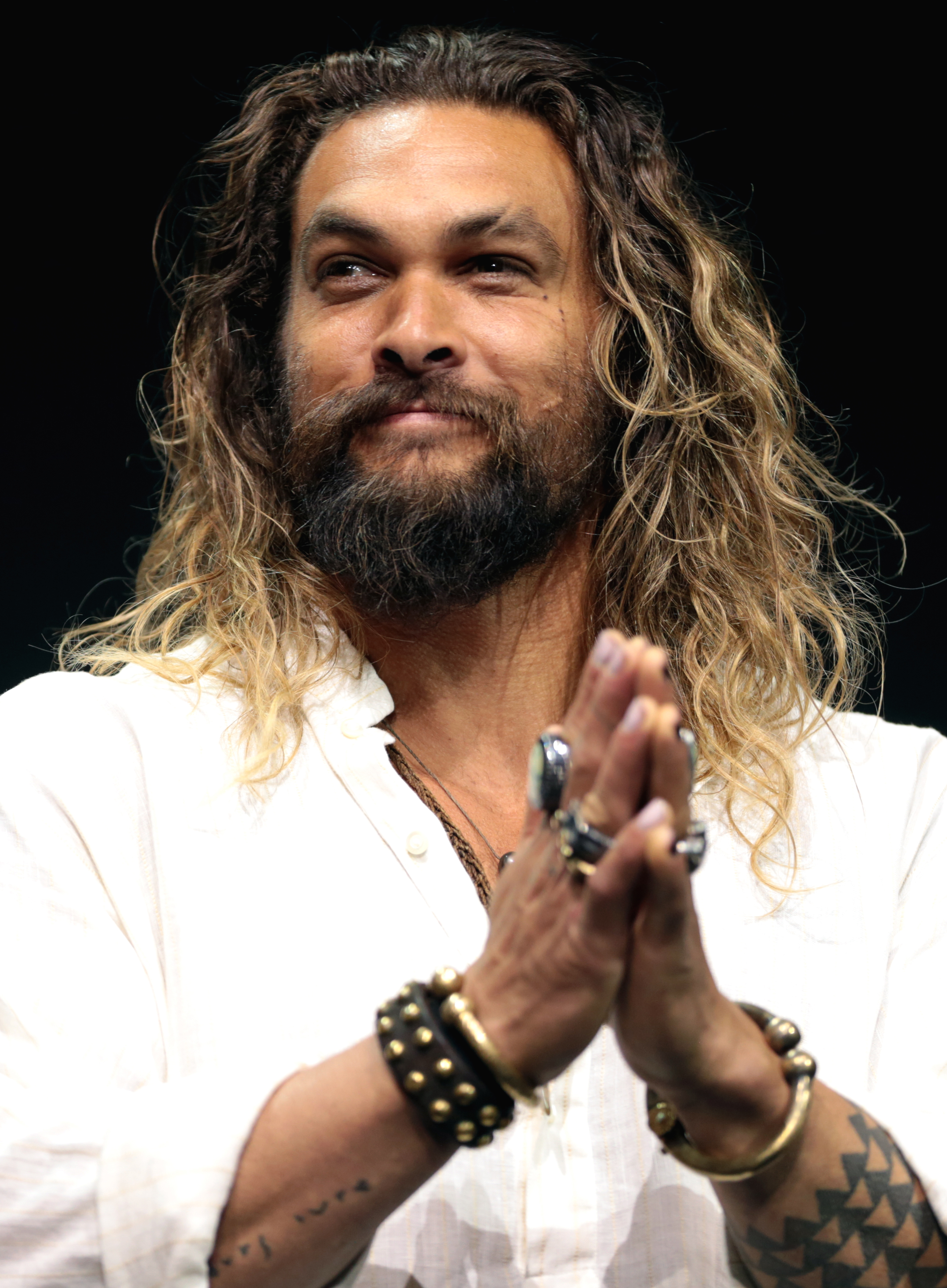
Jason Momoa

Khal Drogo (temporada 1–2) interpretado por Jason Momoa. Khal Drogo é um senhor da guerra do povo dothraki. Ele se casou com Daenerys Targaryen, conforme combinado pelo irmão dela, Viserys. Viserys Targaryen conspirou com Magister Illyrio para casar Daenerys com Drogo, a fim de obter seu apoio na invasão para Westeros. Embora Daenerys tenha inicialmente ficado insatisfeita com o acordo, Drogo demonstra ser um marido e amante sensível, apesar de seu comportamento temível com seus homens. Depois de uma fracassada tentativa de envenenamento para Daenerys, ele promete invadir Westeros para recuperar os Sete Reinos para os Targaryens.

### Petyr "Mindinho" Baelish

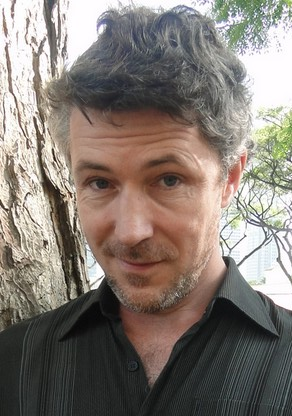
Aidan Gillen

Petyr Baelish (temporadas 1-7) interpretado por Aidan Gillen. Lorde Petyr Baelish, apelidado de "Mindinho", é o mestre da moeda no Pequeno Conselho do Rei Robert Baratheon. Ele cresceu com Catelyn Tully e lutou com o irmão de Ned, Brandon, por sua mão. Petyr é um mestre manipulador que conhece os assuntos em andamento nos Sete Reinos graças a seus espiões. Petyr pretende pegar o Trono de Ferro para punir os poderosos nobres que costumavam olhar para ele. Ele possui consideráveis habilidades em comércio e finanças, e é mestre em intriga da corte, tendo seu brilhantismo equiparado apenas a sua ambição e seu dom de improvisação na política.

### Davos Seaworth

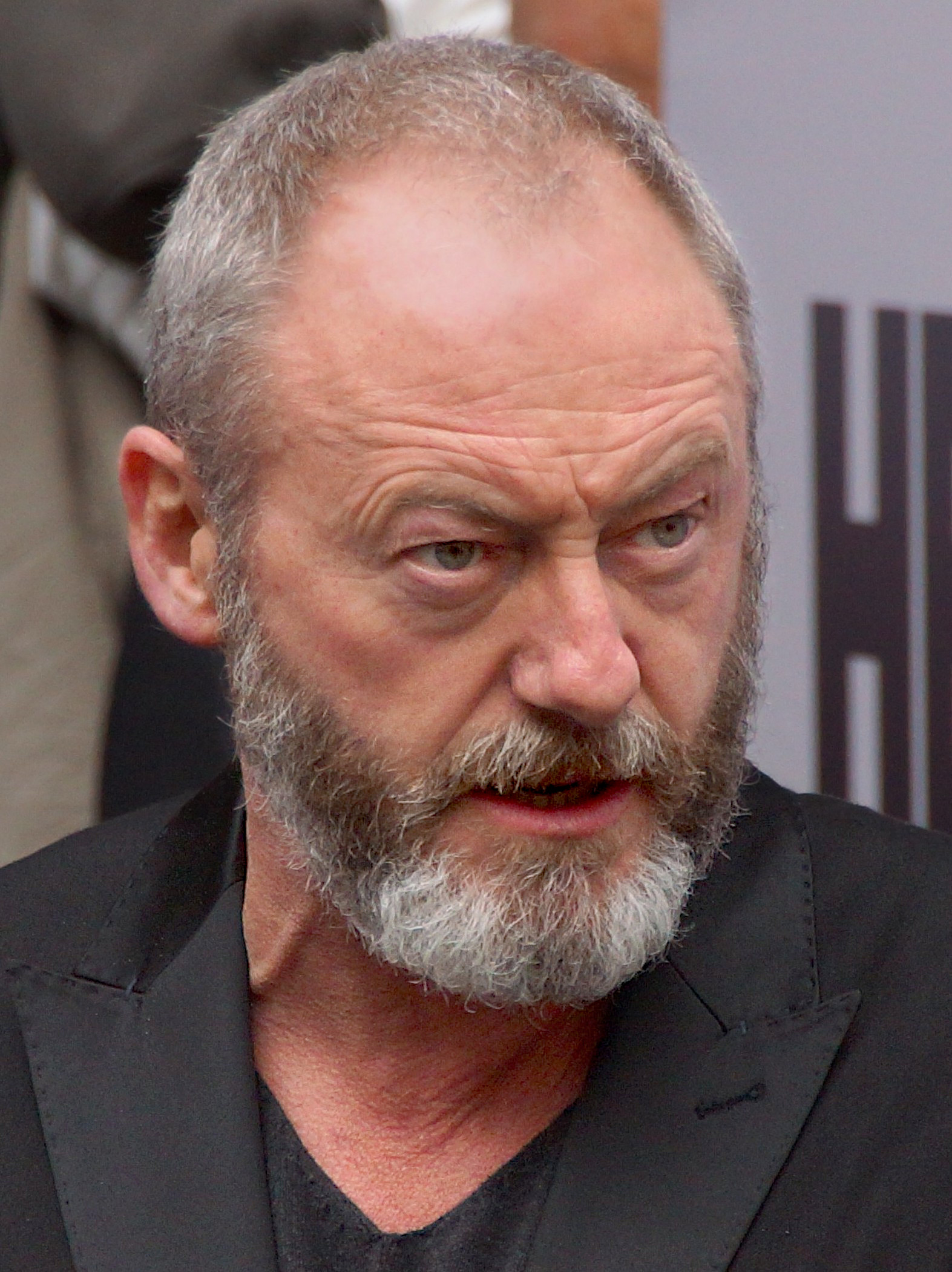
Liam Cunningham

Davos Seaworth (temporada 2–8) interpretado por Liam Cunningham. Sor Davos Seaworth, também conhecido como "O Cavaleiro da Cebola", é um ex-contrabandista e cavaleiro a serviço de Stannis Baratheon; ele serve como um dos consultores mais confiáveis de Stannis. Em seus dias de contrabando, dizia-se que ele lidava com um navio à noite melhor do que ninguém. Antes dos eventos da série, ele ganhou o título de cavaleiro ao contrabandear peixe e cebola para o sitiado Stannis Baratheon e seu exército durante a rebelião de Robert Baratheon. Antes de guiá-lo, Stannis retirou articulações defeituosas de quatro dedos da mão direita de Davos como punição pelos anos de contrabando, acreditando que essas articulações deram à sua família um futuro melhor. Davos considera a decisão justa, e concorda com os termos de Stannis. Ele manteve os ossos de suas articulações em uma bolsa em volta do pescoço, porque ele acreditava que eles tiveram sorte, tendo comprado um futuro para sua família.

### Samwell Tarly

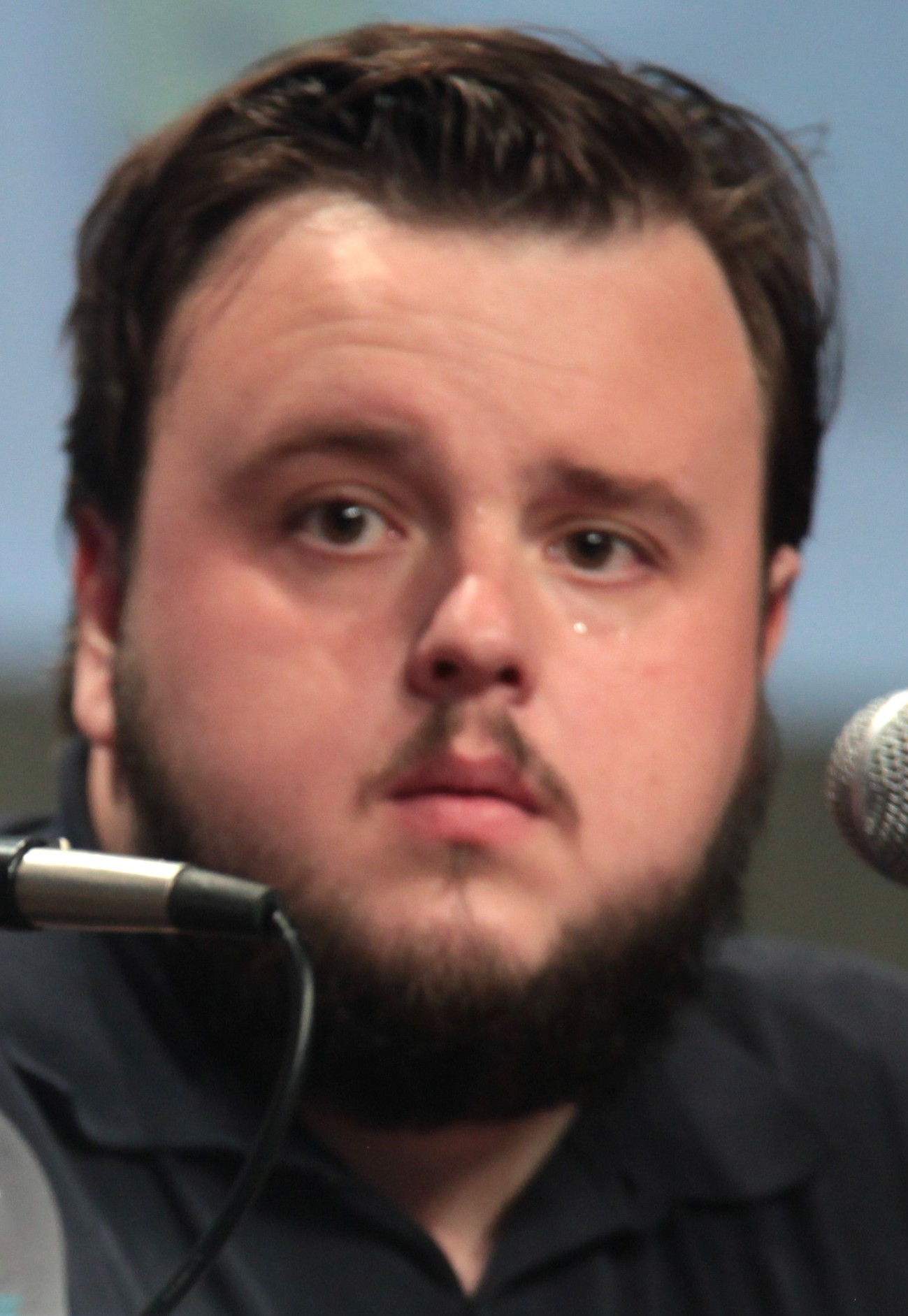
John Bradley

Samwell Tarly interpretado por John Bradley. Samwell da Casa Tarly e da Patrulha da Noite é o filho mais velho e ex-herdeiro de Lorde Randyll Tarly, é um novo recruta da Patrulha da Noite. Ele foi enviado para a Muralha por seu pai, que o deserdou por sua covardia. Ele se torna o melhor amigo de Jon depois que Jon conspira com os outros em sua classe de trainadores para ir mais fácil com Samwell. Embora não seja um guerreiro, ele é muito inteligente e perspicaz. Ele é introduzido nos comissários e atribuído ao Meistre Aemon. Samwell gosta de música e canções, e prefere os livros sobre armas e tecidos suaves mais do que armadura. Ele também é um covarde, tem medo de sangue e violência. Embora a gordura, tímido e inseguro de si mesmo.

### Stannis Baratheon

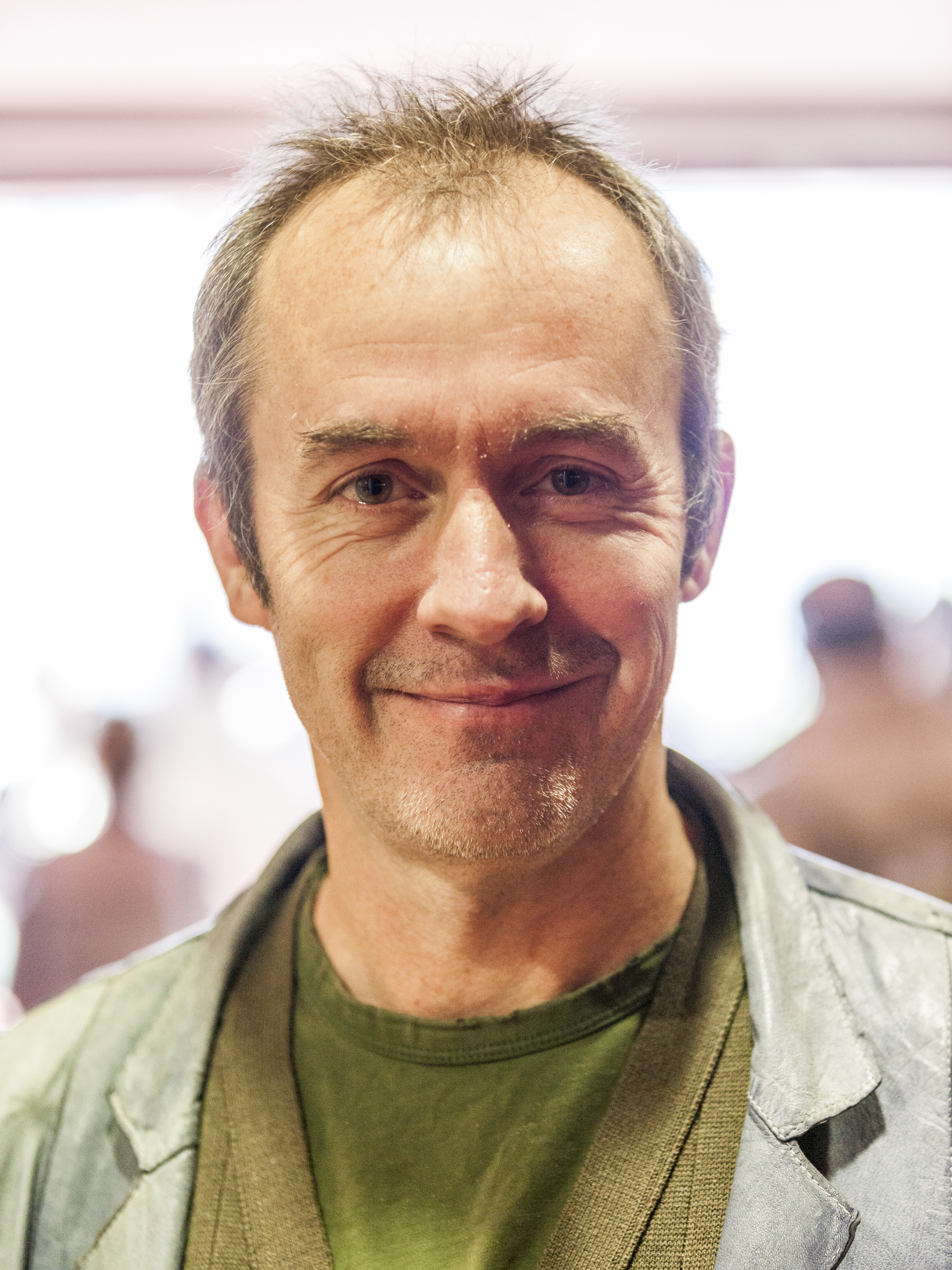
Stephen Dillane

Stannis Baratheon (temporada 2-5) interpretado por Stephen Dillane. Stannis da Casa Baratheon, Lorde de Dragonstone, é o mais velho dos irmãos mais novos de Robert Baratheon. Um homem pensativo e sem senso de humor, conhecido por um senso de justiça duro e inflexível, ele é obcecado por depravações reais e imaginárias. Após a morte de Robert, Ned envia-lhe uma carta que o nomeia como herdeiro legítimo e se torna outro desafiante do Trono de Ferro depois que seu suposto sobrinho Joffrey se torna rei. Stannis é um comandante experiente, marinheiro e guerreiro. Entretanto, sua personalidade atrapalha sua liderança. Sua relação com a esposa, Senhora Selyse Florent, é fria e distante. Eles tem uma filha, Shireen Baratheon, uma triste menina desfigurada pela escamagris.

### Melisandre

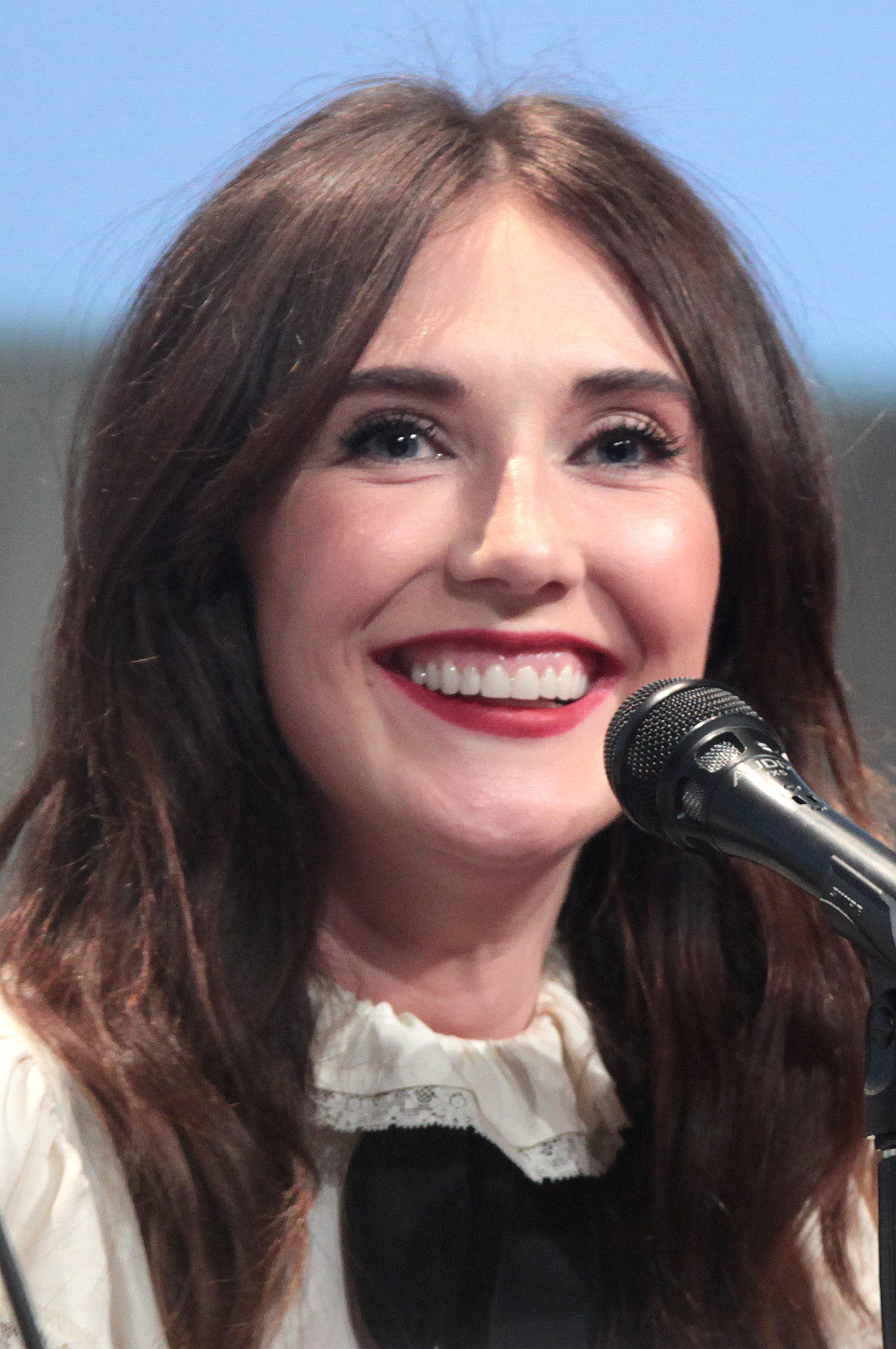
Carice van Houten

Melisandre (temporada 2–8) interpretada por Carice van Houten. Também conhecida como "A Mulher Vermelha", é uma sacerdotisa do deus R'hllor a serviço de Stannis Baratheon. Melisandre tem poderes proféticos que lhe dão conhecimento parcial de eventos futuros. Ao contrário de muitas outras pessoas em Westeros com acesso à profecia, Melisandre tem fé absoluta em sua própria interpretação. Melisandre acredita que Stannis é o escolhido que converterá o povo de Westeros em seguidores de R'hllor. Apesar de ter um objetivo bem altruísta de salvar o mundo, ela não é o tipo de pessoa que dá valor a vida dos outros, pois sempre que pode, ela sacrifica vidas a R'hllor, queimando-as vivas, inclusive crianças.

### Jeor Mormont
Jeor Mormont (temporada 1–3) interpretado por James Cosmo. Jeor Mormont, foi introduzido como o 997º Senhor Comandante da Patrulha da Noite e pai distante de Sor Jorah. Ele desistiu de suas terras para servir a Patrulha da Noite. O envergonhamento do filho de sua casa pesa sobre ele. Ele pessoalmente pede que Jon Snow seja seu mordomo pessoal, e lhe dá a espada Mãe e Meia (também conhecida como espada bastarda) de sua casa. A espada tem o pomo transformado em uma cabeça de lobo. Para investigar o retorno dos animais, o desaparecimento de vários Rangers e rumores de um exército selvagem, Jeor lidera uma força expedicionária além da Muralha na 2ª temporada.

### Bronn

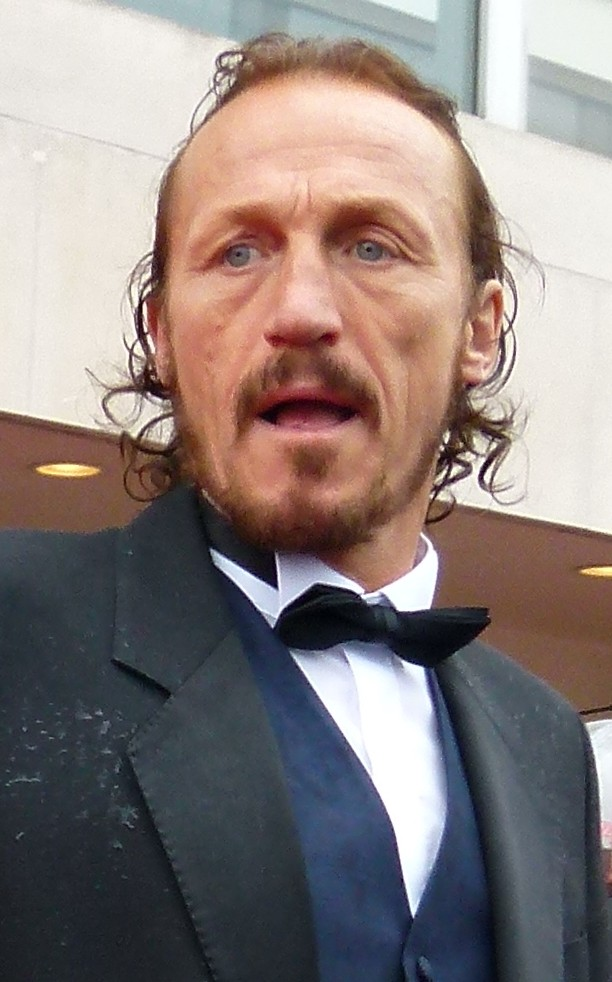
Jerome Flynn

Bronn interpretado por Jerome Flynn. Bronn é um mercenário com um senso de humor sarcástico. Ele inicialmente serve para Catelyn Stark e ajuda-a a prender Tyrion Lannister e levá-lo ao Vale para ser julgado pelo assassinato de Jon Arryn e tentativa de assassinato de Bran Stark. Durante o julgamento, Bronn percebe que Tyrion provavelmente será executado pela louca Lysa Arryn, apesar da impossibilidade de sua culpa, e pede para lutar por Tyrion quando ele exige um julgamento por combate. Bronn derrota o campeão de Lysa Arryn e se torna o companheiro e protetor de Tyrion, acompanhando-o de volta a King's Landing. Bronn possui coragem e força, mas não há bondade ou lealdade nele. Bronn é um homem esperto, grosseiro, insolente, blasfemo e de coração negro. Para ele, a honra, o dever e a amizade significa pouco ou nada e ele trairia qualquer um se obtivesse lucro nisso.

### Varys
Varys interpretado por Conleth Hill. Varys, às vezes chamado "O Aranha", é um personagem careca e gordo, devido à sua castração. Ele é o mestre dos sussurros, o principal espião mestre e agente de inteligência do rei. Ele não possui nenhum título herdado, castelo ou terras em Westeros, mas é chamado de "Senhor" como cortesia devido à sua posição no conselho, que tradicionalmente é composto de grandes senhores. Ele é um manipulador habilidoso e comanda uma rede de informantes em dois continentes. Ele muitas vezes demonstra ser nada mais do que um homem rechonchudo bem adequado para as cortesias da vida da corte; humilde, obsequioso, bajulador e um pouco efeminado. Na realidade, ele é um manipulador astuto e implacável da política da corte, em paralelo com o Mestre da Moeda Petyr "Mindinho" Baelish, com quem ele freqüentemente luta.

### Shae

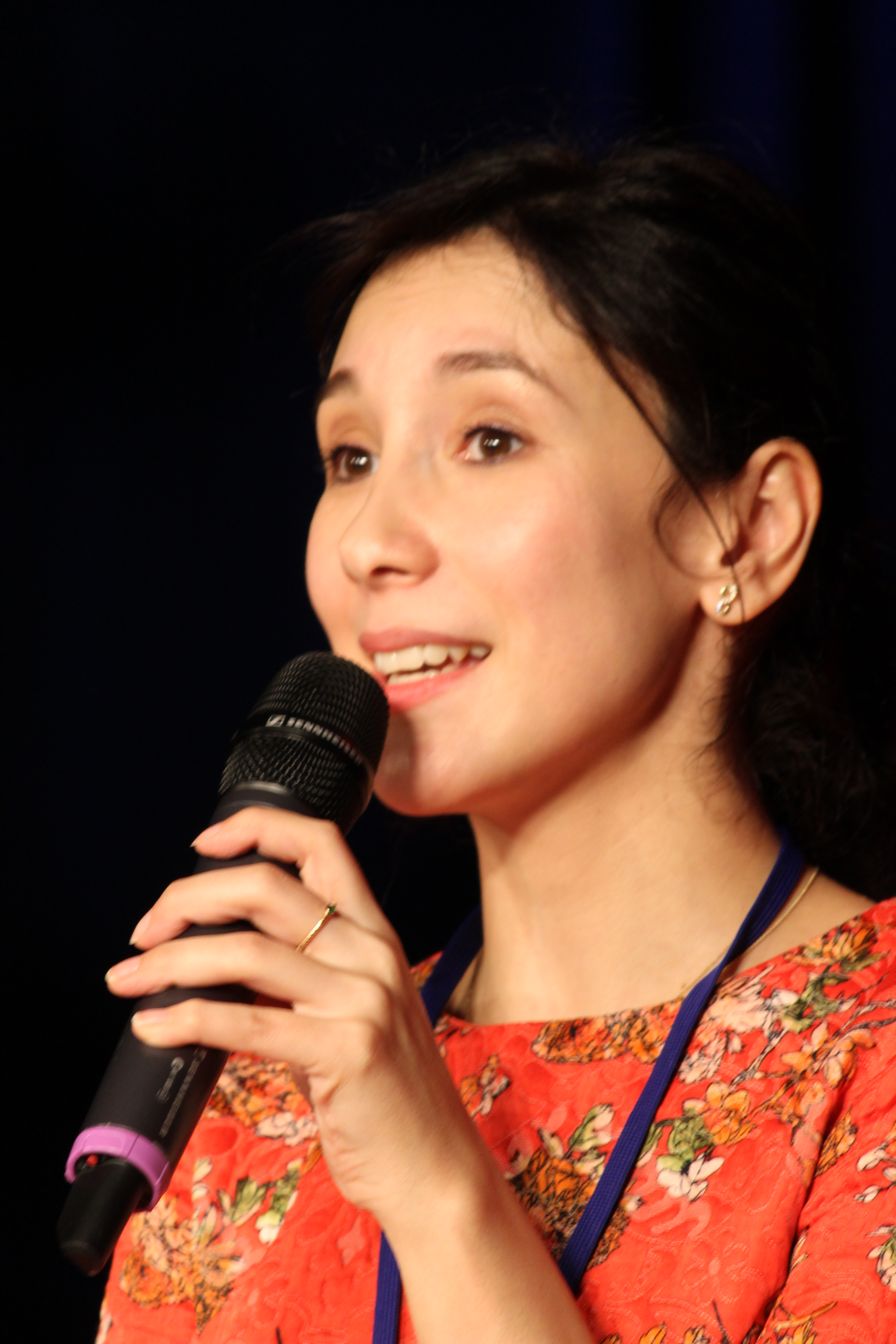
Sibel Kekilli

Shae (temporada 1–4) interpretada por Sibel Kekilli. Shae é uma jovem seguidora de campo em quem Tyrion Lannister tem interesse particular. Ela é de Lorath, uma das Cidades Livres do outro lado do Mar Estreito. Tyrion se apaixona por ela e, a fim de escondê-la de seu pai, Tyrion nomeia Shae para ser a serva de Sansa. Como sua criada, Shae é a única pessoa em quem Sansa confia e confia a ela sobre seus problemas e o que ela realmente pensa sobre os Lannister. Por sua vez, Shae se torna protetora de Sansa e tenta ajudá-la de qualquer maneira que puder. Na terceira temporada, ela fica com ciúmes de Tyrion após seu casamento com Sansa e é confrontada por Varys, que a pede para deixar os Sete Reinos, que ela se recusa a fazer, pensando que Tyrion tem algo a ver com Varys falando com ela. Na 4ª temporada, Tyrion é forçado a mandar Shae embora de Porto Real em um navio depois que sua presença é descoberta por Cersei e seu pai é dito, insultando-a no processo. Shae, no entanto, não sai de Porto Real e ressurge no julgamento de Tyrion por ter assassinado Joffrey, onde ela falsamente afirma que Tyrion e Sansa foram responsáveis pela morte de Joffrey. É revelado, no entanto, que Shae estava tendo um caso com Tywin. Depois que Tyrion é libertado por Jaime, ele encontra Shae dormindo na cama de Tywin, fazendo-o perceber a horrível verdade. Shae tenta matar Tyrion com uma faca, mas ele a estrangula até a morte tanto em autodefesa quanto por raiva por sua traição.

### Margaery Tyrell

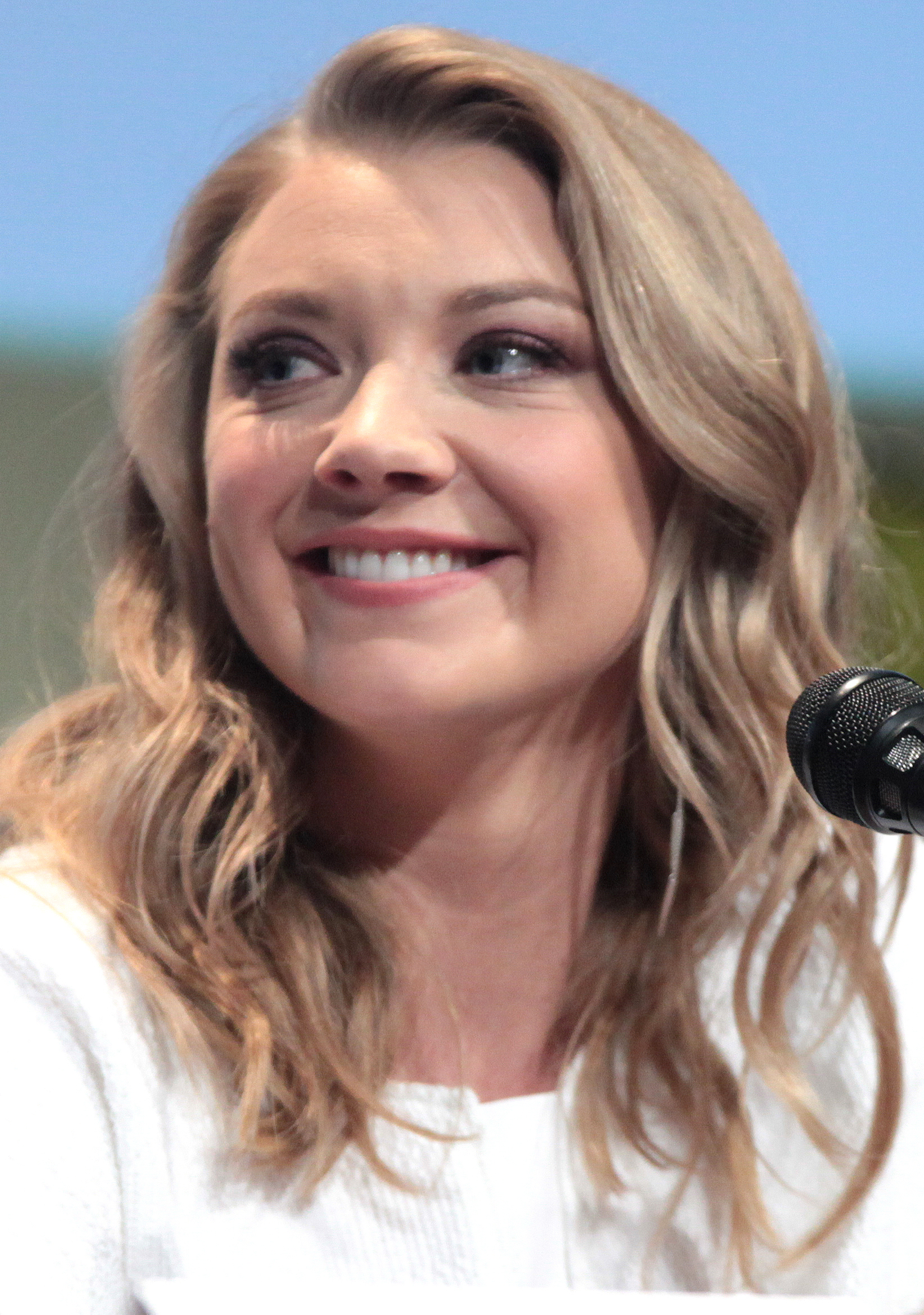
Natalie Dormer

Margaery Tyrell (temporada 2–6) interpretada por Natalie Dormer. Margaery da Casa Tyrell é a única filha de Lorde Mace Tyrell, e recentemente se casou com o falecido irmão do Rei Robert, Renly Baratheon, como parte do apoio da Casa Tyrell para sua tentativa de conquistar o Trono de Ferro do Rei Joffrey. Entre seus vinte e poucos anos, ela é surpreendentemente sagaz e astuta. Ela está ciente da orientação homossexual de seu marido em relação ao seu irmão Loras. Apesar de ter conhecimento disso, ela tenta engravidar para garantir a aliança entre suas famílias. Quando Renly é morto, os Tyrells se aliam à Casa Lannister e ela deve se casar com o Rei Joffrey. Em um afastamento de sua caracterização nos romances, onde suas motivações pessoais não são claras, a ambição nua de Margaery se torna óbvia.

### Tywin Lannister

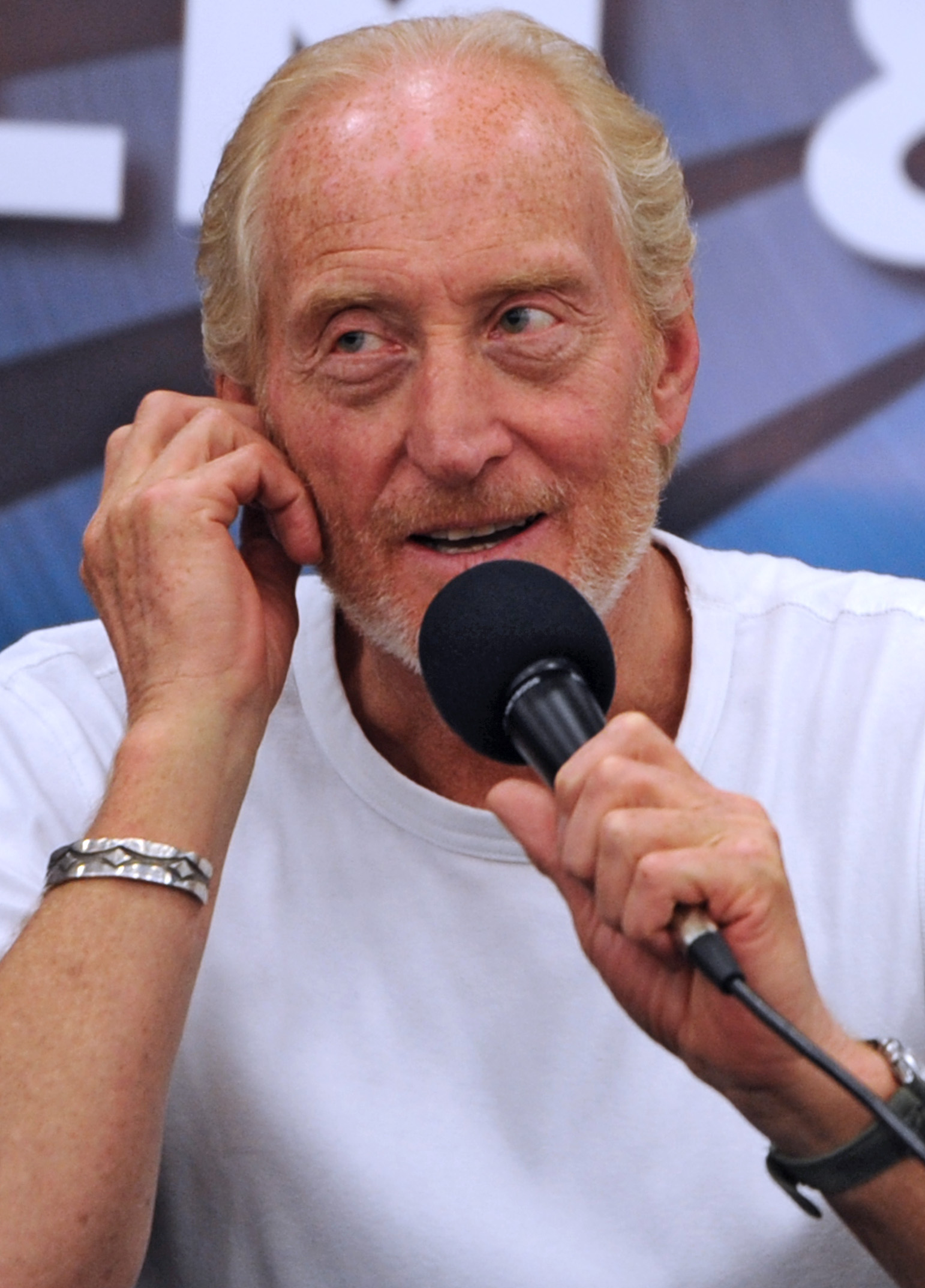
Charles Dance

Tywin Lannister (temporada 1–4) interpretado por Charles Dance. Lorde de Casterly Rock, Escudo de Lannisport e Protetor do Oeste, Tywin da Casa Lannister é um homem calculista, implacável e controlador. Ele também é a antiga Mão do Rei Aerys II. Antes dos eventos da série, Tywin exerceu o cargo administrativo com a mesma eficiência que tinha no campo de batalha. A economia dos Sete Reinos prosperou e o país estava em paz. Ele é o pai de Cersei, Jaime e Tyrion. Anos depois da Rebelião de Robert, e no inicio da série, Eddard Stark é preso por traição, e o novo rei, Joffrey, o nomeia Mão do Rei mais uma vez.

### Talisa Maegyr

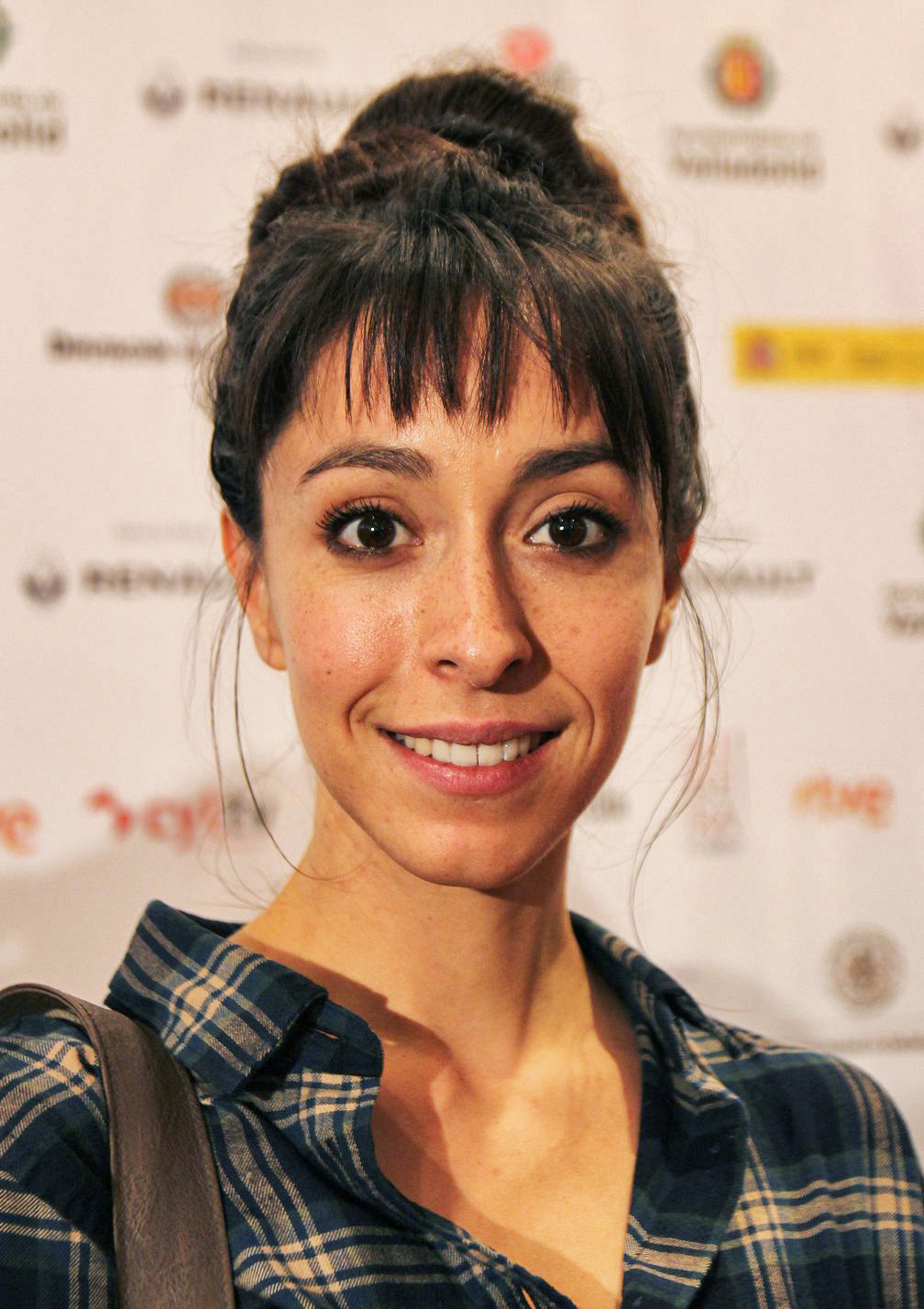
Oona Chaplin

Talisa Maegyr Stark (temporada 2–3) interpretada por Oona Chaplin. Talisa Maegyr é uma curandeira que trabalha nos campos de batalha da Guerra dos Cinco Reis. Ela afirma ser da cidade livre de Volantis. Nenhum personagem chamado Talisa aparece nos livros. Oona Chaplin foi originalmente anunciada para interpretar um personagem chamado Jeyne, que muitos pensaram que ela iria interpretar Jeyne Westerling, um personagem dos livros. Talisa segue o acampamento do exército de Robb Stark enquanto se move. Um dia, enquanto conversam, são interrompidos por notícias de que Catelyn libertou o principal prisioneiro de Robb, Jaime Lannister. Talisa depois vai confortar Robb. Depois que ela revela mais do seu passado para ele, eles admitem seus sentimentos compartilhados um pelo outro e dormem juntos. Talisa e Robb se casam em segredo antes e septão torna Talisa uma Stark. Na terceira temporada, Talisa revela que está grávida, embora ela e seu feto tenham sido esfaqueados até a morte por Lothar Frey no Massacre do Casamento Vermelho, o primeiro a ser atacado.

### Ygritte

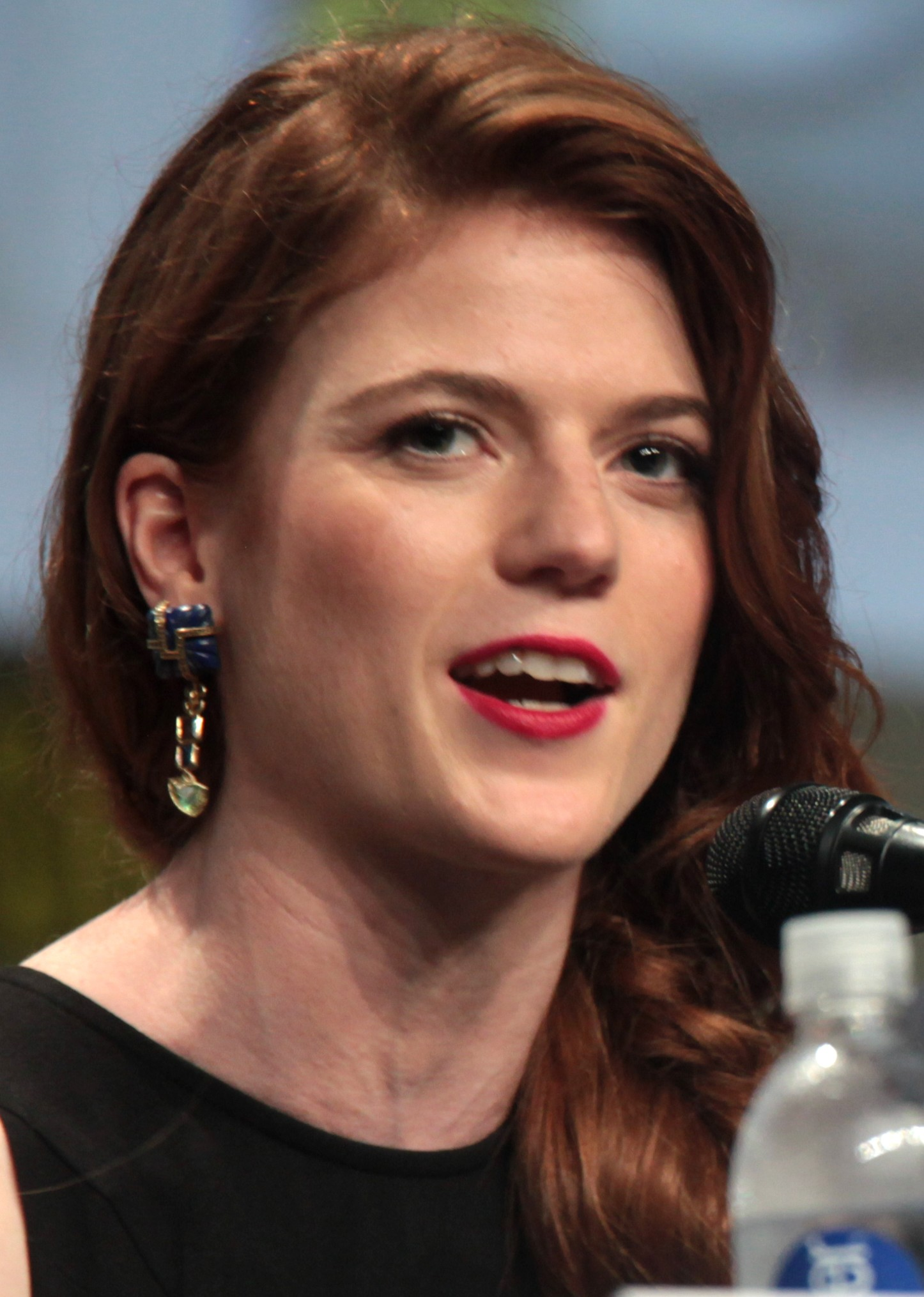
Rose Leslie

Ygritte (temporada 2–4) interpretada por Rose Leslie. Uma garota Selvagem com cabelos ruivos ("beijada pelo fogo", um sinal de sorte entre os Selvagens) e uma seguidora de Mance Rayder. Ygritte exibia grande habilidade como arqueira. Vivendo ao norte da Muralha, ela era bem hábil na sobrevivência e era fielmente leal à causa de Mance Rayder. Ela valorizava seu status de mulher livre e depreciava os que viviam ao sul do Muro como "ajoelhados", que seguiam cegamente os líderes hereditários em vez de escolherem um rei.

### Gendry

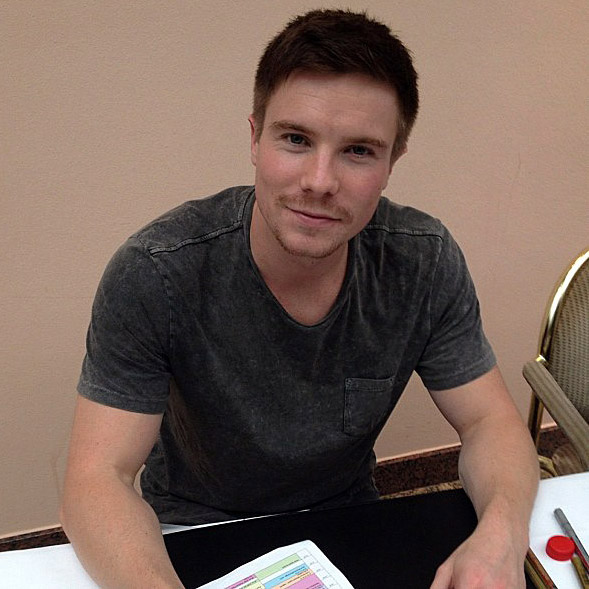
Joseph Dempsie

Gendry (temporada 1–3, 7–8) interpretado por Joe Dempsie. Gendry é o filho bastardo não reconhecido do Rei Robert Baratheon, de forma que ele não tem o sobrenome de bastardo das Terras da Coroa: Waters. Sua mãe trabalhava em uma taverna e morreu quando ele era muito jovem. Um dia um homem desconhecido o levou para ser um aprendiz de ferreiro, pagando todos os custos. Ele passou sua vida toda trabalhando como aprendiz de ferreiro em King's Landing sob a supervisão de Tobho Mott, forjando armaduras e espadas para a nobreza da cidade.

### Tormund Giantsbane
Tormund Giantsbane (temporada 3–8) interpretado por Kristofer Hivju. Um invasor selvagem conhecido por seus muitos títulos, "Giantsbane" sendo o principal. Alto e sociável, ele é um dos principais generais de Mance, feroz e terrível em combate. Tormund gosta de Jon depois que ele se junta a eles e até dá conselhos sobre seu relacionamento com Ygritte.

### Brienne de Tarth

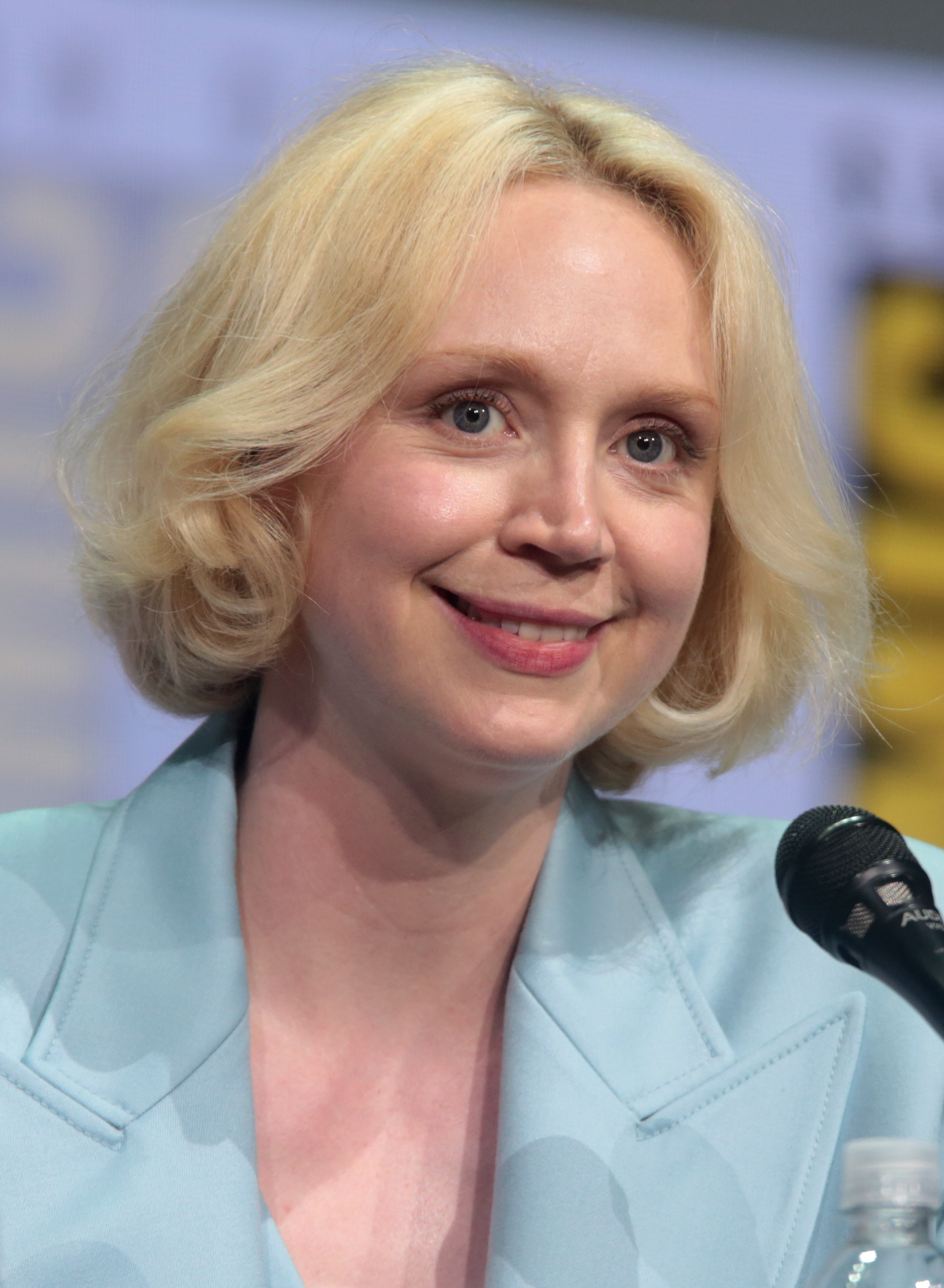
Gwendoline Christie

Brienne de Tarth (temporada 2–8) retratada por Gwendoline Christie. Uma ex-membro da Guarda Real de Renly Baratheon. Ela é uma guerreira altamente treinada e qualificada, tornada perigosa pelo fato de que os homens a subestimam. Ela é considerada feia porque é anormalmente grande em estatura, andrógina e mais forte que a maioria dos homens. Ela deseja provar seu valor em uma causa digna para ganhar respeito e aceitação. Ela se apaixona por Renly depois que ele mostra sua gentileza e cortesia, e ela ganha um lugar em sua Guarda Real depois de vencer uma disputa do torneio contra Sor Loras. Renly confia em Brienne por causa de sua lealdade e sua vontade de morrer por ele. Ela está presente na morte de Renly e é falsamente acusada de seu assassinato.

### Ramsay Bolton

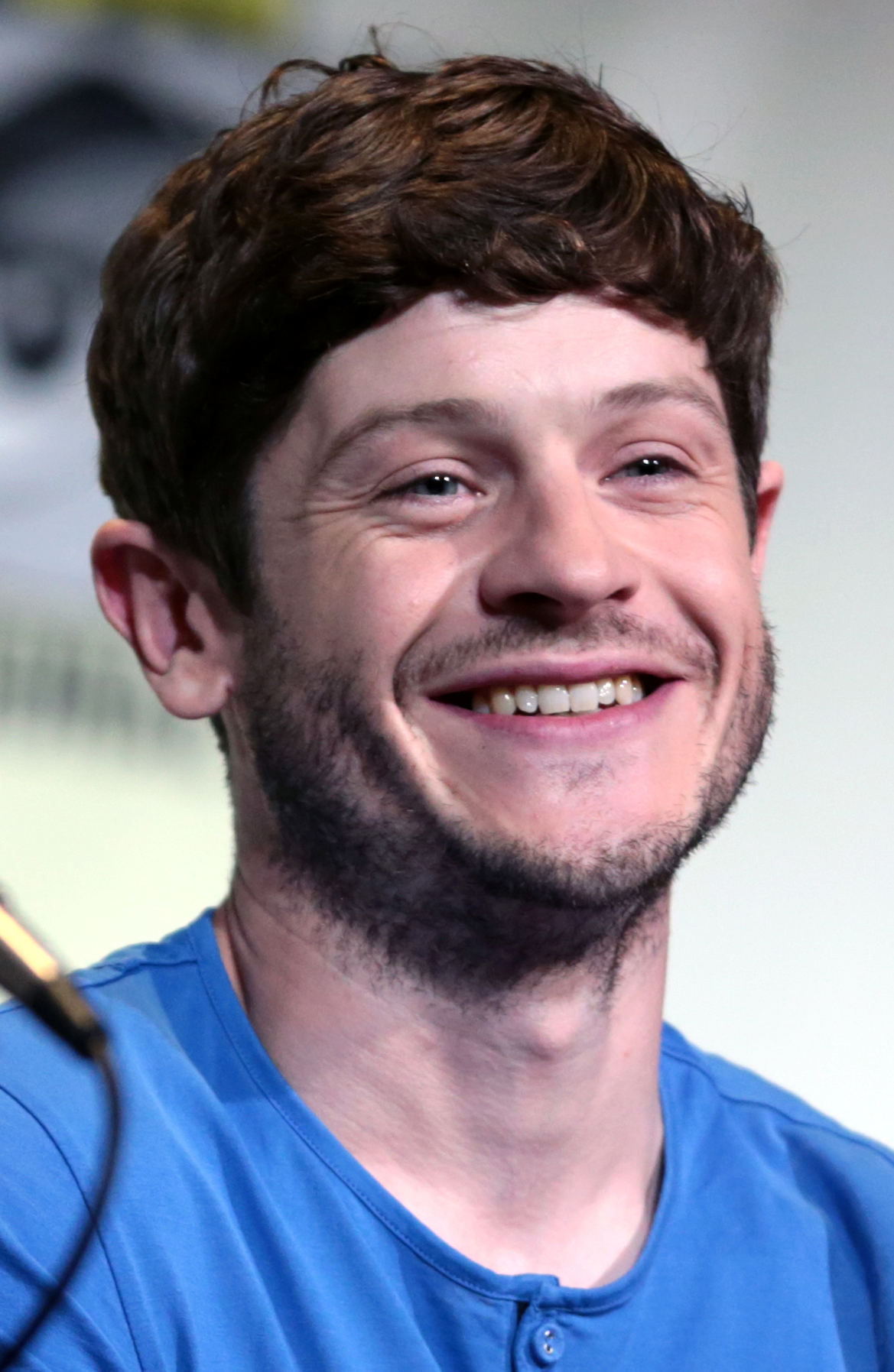
Iwan Rheon

Ramsay Bolton (temporada 3–6) interpretado por Iwan Rheon. O filho ilegítimo de Roose Bolton, Ramsay Snow da Casa Bolton é cruel, sádico e muito esperto. Depois que o Theon Greyjoy captura Winterfell, ele marcha na guarnição simbólica do castelo e oferece passagem segura para rendição; depois que os portões são abertos, ele captura Theon e esmola os outros defensores. Ramsay é um manipulador capaz e possui uma fria astúcia, sendo particularmente bom em pensar no próprio umbigo, mas menos experiente quando se trata de consequências a longo prazo ou políticagem complexa. Ramsay abertamente gosta de práticas abusivas e doentias, como despir jovens mulheres e soltá-las nas florestas ao redor do Forte do Pavor, para caçá-las com cães de caça ferozes.

### Gilly
Gilly (temporada 2-8) interpretado por Hannah Murray. Uma jovem garota selvagem que mora ao norte da Muralha, Gilly é uma das muitas filhas de Craster, um homem que cria e faz todas as suas filhas como esposas quando elas crescem e se tornam mulheres. Ela tem um filho com seu pai Craster. Samwell se apaixona por ela e se torna protetor dela.

### Daario Naharis
Daario Naharis (temporada 3–6) interpretado por Ed Skrein na 3ª temporada, e por Michiel Huisman da 4ª temporada em diante. Daario é um guerreiro confiante e sedutor que é tenente do Segundos Filhos, um grupo de 2000 mercenários. Daario tem um código de honra incomum: ele não dorme com profissionais do sexo ou mata inocentes, pois acredita em fazer amor com mulheres que querem fazer amor com ele e matar aqueles que querem matá-lo. Sob a liderança de seu capitão Mero e segundo no comando Prendhal na Ghezn, os Segundos Filhos foram contratados pela cidade de escravos Yunkai para lutar contra o exército de Daenerys.

### Missandei

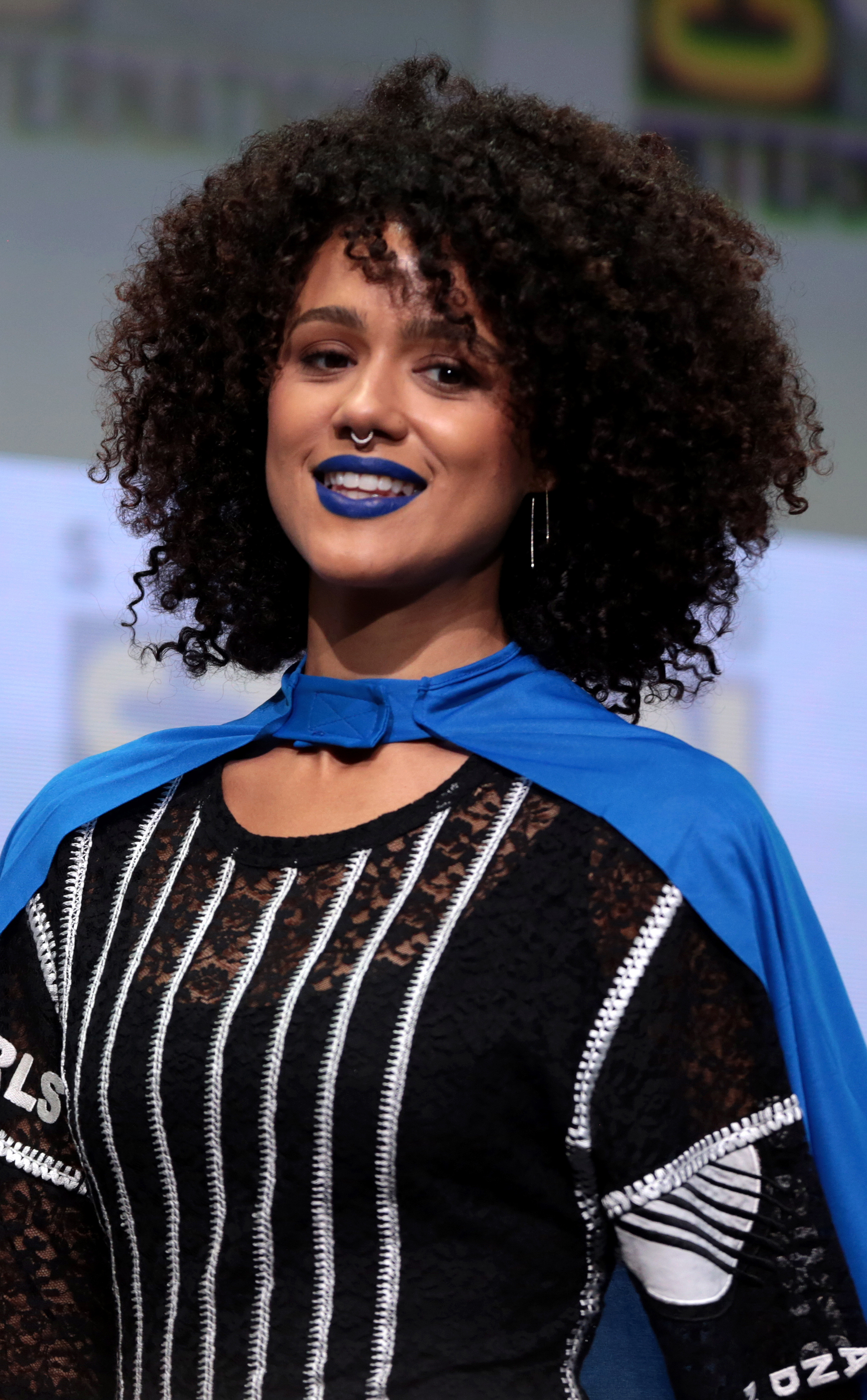
Nathalie Emmanuel

Missandei (temporada 3-8) interpretada por Nathalie Emmanuel, a serva pessoal de Daenerys Targaryen. Ela foi libertada de ser uma escrava trabalhando como tradutora para Kraznys mo Nakloz quando Daenerys insistiu durante as negociações com Kraznys e Nakloz que Missandei fosse dada a ela como um presente. Ela efetivamente serve como substituta de Doreah depois que ela traiu Daenerys em Qarth. Mais tarde, ela começa a ensinar o Verme Cinza a falar a língua comum, e eles desenvolvem sentimentos românticos um pelo outro, apesar do Verme Cinzento ser um Imaculado que foi castrado na juventude. Depois que Verme Cinzento é quase morto em um ataque, Missandei o beija depois que ele revela que pela primeira vez, ele sentiu medo, já que ele pensou que nunca mais a veria novamente. Missandei foi morta na 8ª temporada pelo Montanha depois da ordem de Cersei. Suas ultimas palavras foram: "Dracarys".

### Ellaria Sand
Ellaria Sand (temporada 4–7) interpretada por Indira Varma. A amante sexualmente promíscua de Oberyn Martell, ela é a mãe das quatro jovens da gangue "Serpentes da Areia". Ela está mais tarde presente no julgamento de Tyrion por combate, onde Oberyn luta contra Gregor Clegane em nome de Tyrion, e fica horrorizada quando Oberyn é morto. Por causa disso, Ellaria deseja se vingar de todos os Lannisters.

### Tommen Baratheon
Tommen Baratheon (temporada 1–2, 4–6) interpretado por Callum Whaary na temporada 1 e 2 e por Dean-Charles Chapman da 4ª temporada em diante. Tommen da Casa Baratheon é o príncipe apresentado como o filho mais novo do rei Robert Baratheon e da rainha Cersei Lannister. Como seus irmãos mais velhos Joffrey e Myrcella, seu pai verdadeiro é seu tio Ser Jaime Lannister. Como sua irmã, ele é bem-humorado e passivo em contraste com seu irmão Joffrey e gosta de seu tio Tyrion. Tommem, ao contrário de seu irmão, é visto com um bom coração, e como um garoto que sempre tenta seu melhor. Apesar de Tommen não possui gênio forte como seu irmão, muitos outros personagens (com exceçaõ de sua mãe) acreditam que ele será um Rei melhor do que Joffrey jamais foi.

### Jaqen H'ghar
Jaqen H'ghar (temporada 2, 5-6) interpretado por Tom Wlaschiha. Louco, enigmático e um criminoso perigoso, Jaqen faz parte do grupo de recrutas de Yoren tirado de King's Landing para se juntar ao Patrulha da Noite. Um estrangeiro de Braavos, embora ele originalmente alega ser de Lorath, ele fala em terceira pessoa, referindo-se a si mesmo como "um homem".

### Roose Bolton
Roose Bolton (temporada 2–6) interpretado por Michael McElhatton. Um Vassalo do Norte e Senhor do Forte do Pavor. A família Bolton tem uma história desagradável de manter formas muito antigas e bárbaras, incluindo esfolar seus inimigos vivos, e Roose não é exceção, sendo suspeito de não sentir nenhuma emoção. Sua astúcia faz dele um valioso aliado, mas sua natureza imprevisível faz dele um perigoso.

### O Alto Pardal

Jonathan Pryce

O Alto Pardal (temporada 5-6) retratado por Jonathan Pryce. Um homem devoto e piedoso, o Alto Pardal chegou a Porto Real após a morte de Tywin Lannister para servir os pobres, oprimidos e enfermos. Ele rapidamente acumula um grande número de seguidores, incluindo o primo de Cersei e ex-amante Lancel, que pululam sobre a cidade, ministrando aos necessitados e denunciando a corrupção. Ele é notado pela primeira vez por Cersei Lannister quando seus seguidores agridem e humilham o Alto Septão em um bordel.

### Verme Cinzento

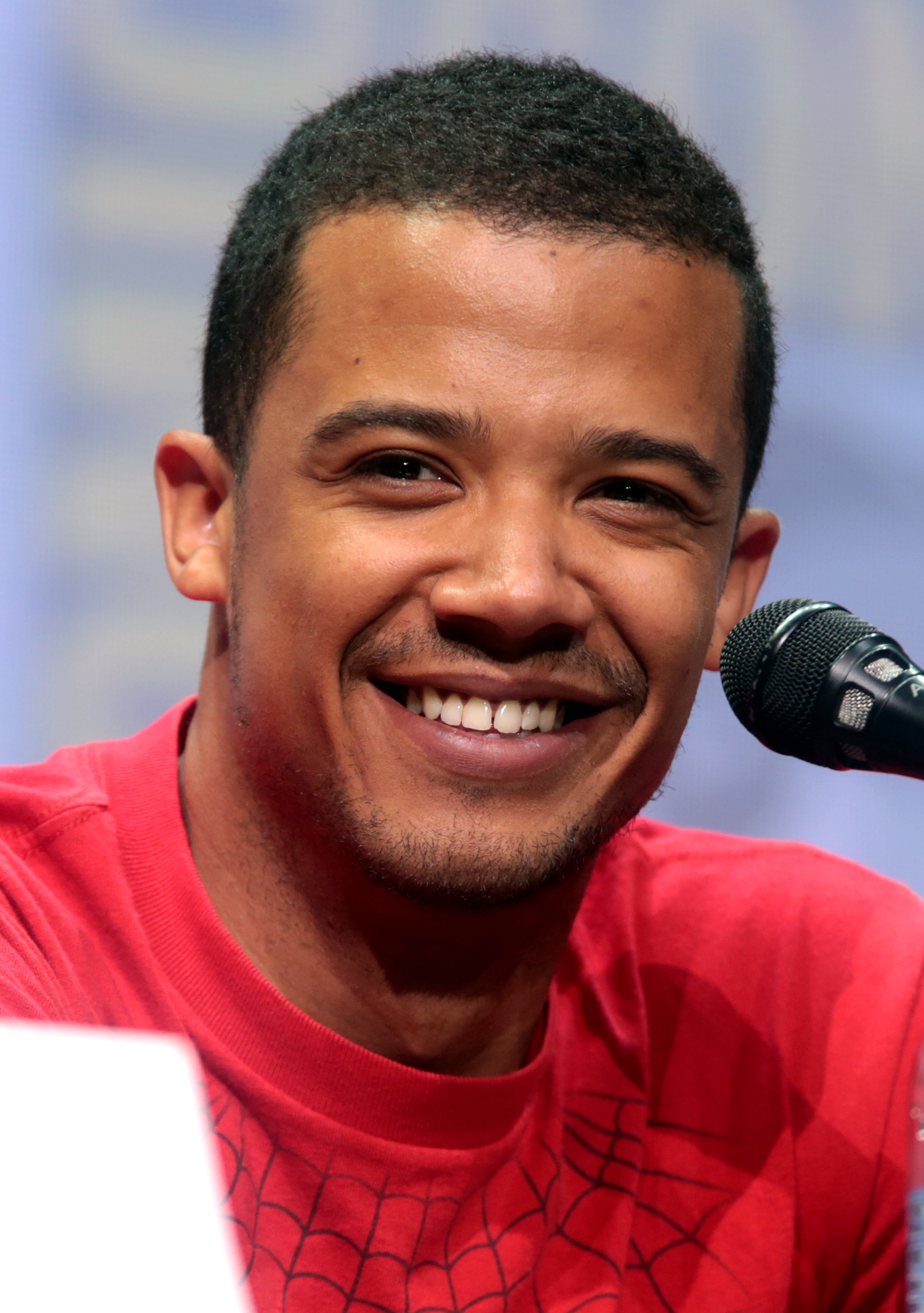
Jacob Anderson

Verme Cinzento (temporada 3–8) interpretado por Jacob Anderson. Um capitão dos Imaculados, um grupo de soldados escravos eunucos. Seu nome é pronunciado Torgo Nudho em Valyrian e foi escolhido pelos senhores de escravos em Astapor, que escolhem novos nomes para os Imaculados que são projetados para serem humilhados e fazê-los pensar que eles não são humanos. Apesar disso, Verme Cinzento escolheu manter seu nome atual porque era seu nome no dia em que Daenerys libertou os Imaculados, então ele considera um nome de sorte.

## Personagens recorrentes

### Casa Arryn, servidores e vassalos
- Jon Arryn (temporada 1) interpretado por John Standing. Lorde Jon Arryn, Senhor do Ninho da Águia, Defensor do Vale e Protetor do Leste. Serviu como Mão do Rei Robert desde o fim da Rebelião, até sua morte, 17 anos depois. Jon Arryn foi casado três vezes, se casou primeiro com Jeyne Royce, e depois com sua prima Rowena Arryn. De nenhum destes casamentos advieram filhos. Durante a Rebelião de Robert, Jon casou uma terceira vez, com Lysa, filha de Hoster Tully. Não havia nenhum amor no casamento. Lysa achava Jon velho demais, e odiava seu hálito, além de sempre ter sido apaixonada por Mindinho. Após diversos abortos, Lysa deu a Jon um filho e herdeiro: Robin Arryn. Durante seu trabalho como Mão do Rei Robert, ele acabou descobrindo que todos os filhos da Rainha não eram do rei, e sim do irmão gêmeo dela, Sor Jaime Lannister. Jon morreu por tal descobrimento, e mais tarde é revelado que sua esposa Lysa Arryn com Petyr Baelish, foram os responsáveis de envenená-lo para que o conflito entre os Lannisters e Starks começasse.

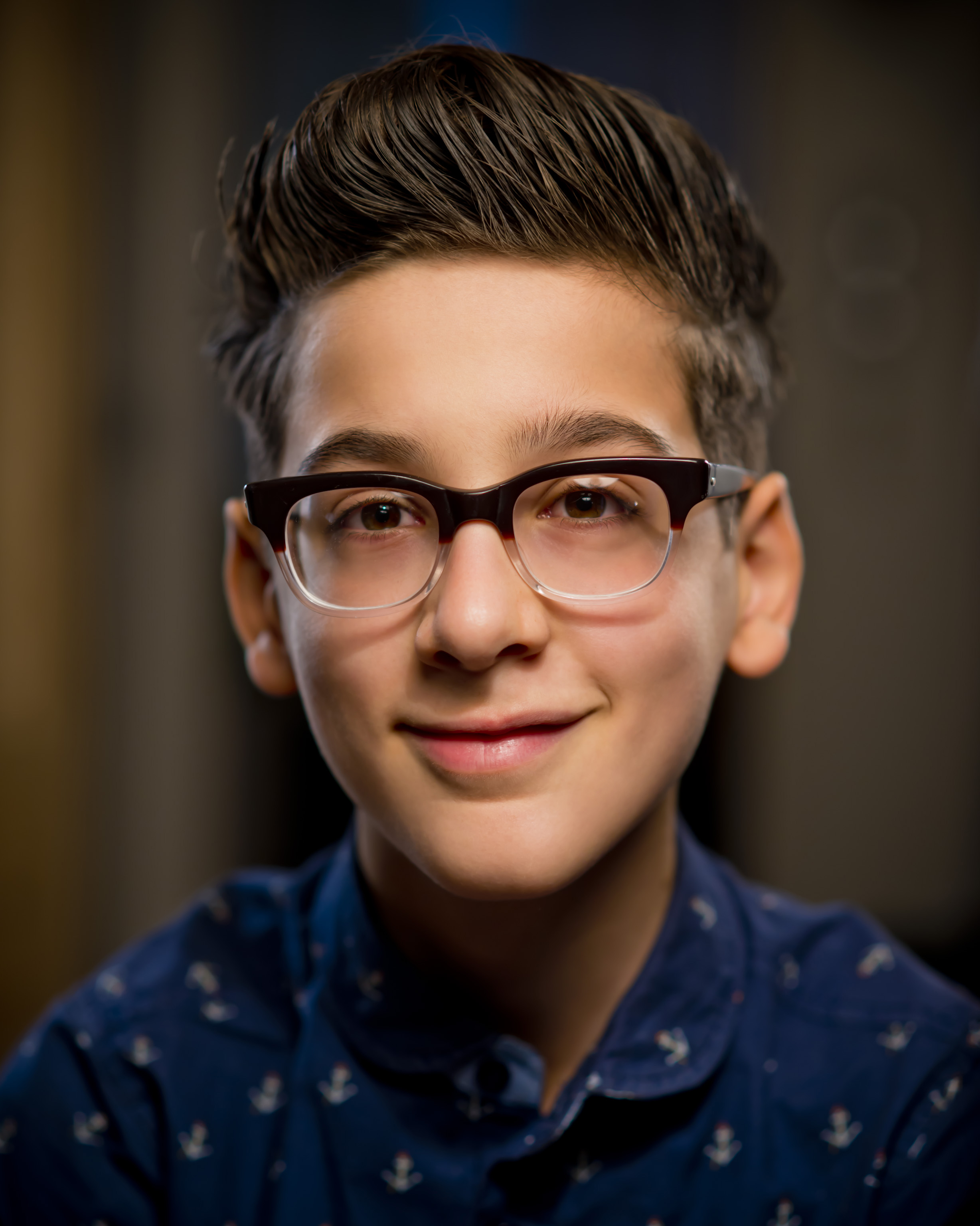
Lino Facioli

- Robin Arryn (temporada 1, 4–6) interpretado por Lino Facioli. Robin Arryn, Senhor do Ninho de Áureo e Defensor do Vale, é o único filho de Jon e Lysa Arryn, ele é um menino doentio adorado por sua mãe. Ele ainda é amamentado apesar de estar bem na pré-adolescência e é mental e socialmente desajustado. Ele gosta de ver pessoas executadas por defenestração, sejam elas culpadas ou não. Depois que Lysa é morta, Petyr Baelish propõe que Robin seja levado em várias excursões pelo Vale, a fim de prepará-lo para governá-lo um dia como seu novo Lorde, embora Petyr implique que sua intenção é que Robin seja morto no processo.

- Lysa Arryn (temporada 1, 4) interpretada por Kate Dickie. Lysa Arryn (nascida Tully), atualmente Senhora do Ninho da Águia, é a viúva do Lorde Jon Arryn. Nascida do Senhor e Senhora das Terras Fluviais, ela é a irmã mais nova de Catelyn Stark, Senhora de Winterfell, e a irmã mais velha de Lorde Edmure Tully, Lorde de Riverrun. Ela ficou mentalmente instável desde a morte do marido e está convencida de que, enquanto permanecer no Ninho de Águia, estará a salvo. Ela também é excessivamente protetora de seu filho, Robin Arryn, que fez dele um filho fraco e mimado. Na quarta temporada, é revelado que Lysa e Mindinho estão tendo um caso há algum tempo, e são os responsáveis por envenenar Jon Arryn e (embora indiretamente) Joffrey Baratheon. Quando Mindinho retorna de Porto Real com Sansa Stark, Lysa cumprimenta calorosamente sua sobrinha e insiste que ela deve se casar com Robin. No entanto, Lysa pega Petyr beijando Sansa e confronta Sansa com raiva, ameaçando empurrá-la pela porta da lua, mas Petyr intervém e pacifica Lysa, antes de dizer a ela que a única mulher que ele realmente amava era Catelyn, e empurrou-a para fora da porta da lua. Sua morte é considerada um suicídio graças a mentiras de Petyr e Sansa.

- Yohn Royce (temporada 4 – presente) interpretado por Rupert Vansittart. Yohn Royce, conhecido como "Bronze Yohn", é o chefe da Casa Royce de Runestone, uma poderosa casa vassala da Casa Arryn. Como Lady Waynwood, ele suspeita que Petyr Baelish tenha assassinado Lysa Arryn, mas a morte dela acabou sendo considerada um suicídio. Na 5ª temporada, ele leva Robin Arryn em sua ala. Na sexta temporada, ele é convocado por Baelish para liderar os Cavaleiros do Vale para ajudar Sansa Stark e Jon Snow contra os Boltons. No rescaldo, depois de expressar sua desaprovação dos selvagens, Yohn se junta aos Lordes do Norte ao proclamar Jon o novo rei no norte. Quando Baelish é acusado pelo assassinato de Sansa de Lysa, Yohn apoia a decisão de Sansa de tentar Baelish.

- Anya Waynwood (temporada 4) interpretada por Paola Dionisotti. Lady Anya Waynwood é a chefe da Casa Waynwood, uma poderosa casa vassala da Casa Arryn. Ela suspeita que Petyr Baelish tenha assassinado Lysa Arryn, mas a morte é considerada um suicídio.

### Casa Baratheon, vassalos e Pequeno Conselho
- Renly Baratheon

- (temporada 1–2) interpretado por Gethin Anthony. Renly Baratheon, Senhor de Ponta Tempestade, é o irmão mais novo do Rei Robert e é Mestre das Leis no Pequeno Conselho. Ele é popular com as pessoas porque é bonito e jovial. Ele não gosta de lutar ou derramar sangue, e prefere fazer amigos do que matar inimigos. Ele é secretamente o amante de Sor Loras Tyrell, o Cavaleiro das Flores, que o convence de que essas qualidades o tornam melhor material dominante do que qualquer um de seus irmãos mais velhos. Enquanto Robert está morrendo, Renly tenta convencer Ned disso, e que os dois devem sequestrar Joffrey e governar o reino eles mesmos. No entanto, Ned se recusa, então Renly, Loras e seus seguidores vão para o sul. Assim que Joffrey se torna rei e Ned é executado, Renly desafia a alegação de seu sobrinho alegado ao trono. Renly declara-se Rei dos Sete Reinos durante a 2ª Temporada e ganha o apoio dos vassalos de Baratheon e o apoio de outras casas, apesar da melhor reivindicação de Stannis. Ele também sela uma aliança com a poderosa Casa Tyrell e seus homens (incluindo Randyll Tarly, pai de Samwell Tarly) ao se casar com Margaery Tyrell. Ele lidera seu enorme exército lentamente através do sul de Westeros, aguardando seu tempo. Catelyn Stark tenta convencer Renly e Stannis a deixar de lado suas diferenças e se unir contra os Lannister, mas falha quando ambos os irmãos se recusam a dar seu pedido ao trono. Na noite antes de uma batalha entre suas forças e Stannis, Renly concorda que Catelyn permita que o Norte e as Terras Fluviais sejam um reino independente, se eles se aliarem a ele, mas sob a condição de que Robb Stark jure fidelidade a ele. No entanto, Renly é assassinado por Melisandre, que dá à luz um demônio sombrio e o envia para matar Renly, a fim de removê-lo do caminho de Stannis.

- Myrcella Baratheon (temporada 1–2, 5–6) interpretada por Aimee Richardson na 1ª e 2ª temporada, e por Nell Tiger Free nas temporadas 5 e 6. A princesa real, Myrcella é a irmã mais nova do príncipe Joffrey e única filha de Cersei Lannister. Ela, como seus irmãos, também é filha do irmão de sua mãe, Jaime, embora não saiba disso. Ao contrário de seu irmão mais velho Joffrey, Myrcella é uma pessoa gentil e boa e gosta de estar com seu tio Tyrion, que por sua vez adora sua sobrinha. Como parte de uma aliança entre a Casa Lannister e Martell, Myrcella está prometida a Trystane Martell, filho do Príncipe Doran Martell de Dorne, e enviada para Dorne como uma proteção da Casa Martell. Por mais de dois anos, ela foi hóspede e guarda do príncipe Doran, prometida a seu filho, mas sua posição se tornou tênue com a morte de Oberyn Martell, o irmão do príncipe. Na 5ª temporada, Myrcella é mostrada no Water Gardens com seu noivo, com quem ela parece ter um bom relacionamento. Sem o conhecimento dela, ela se tornou parte dos planos de Ellaria Sand de vingança, embora o príncipe Doran recuse que a jovem princesa seja ferida como parte de sua vingança contra os Lannister. Infelizemnte, Myrcella acaba morrendo envenenado eventualmente.

- Selyse Florent (temporada 2–5) interpretada por Tara Fitzgerald. Selyse Baratheon (nascida Florent) é a esposa de Stannis Baratheon que é mantida trancada em uma torre em Dragonstone. Ela se casou com Stannis algum tempo antes dos eventos da Rebelião de Robert. Selyse é uma fervorosa adoradora de R'hllor e uma apoiadora de Melisandre. Ela mantém os cadáveres preservados de seus filhos natimortos em frascos em seus aposentos, aparentemente até para o desgosto de Stannis, mas expressa ressentimento por sua filha, Shireen, que sofre de escala de cinza e que Selyse vê como um demônio, embora ela só pare de abusar dela por Stannis. Mais tarde, ela acompanha o marido até a Muralha e está presente no funeral dos irmãos Patrulha da Noite que morreram na Batalha de Castle Black. Ela testemunha a execução de Mance Rayder e acompanha seu marido na marcha para Winterfell. Depois que seu exército fica preso em uma nevasca, ela aceita o conselho de Melisandre para que Shireen seja sacrificada como um presente ao Senhor da Luz, apenas para se retratar nos últimos momentos, recusando-se a ficar de pé enquanto sua filha queima até a morte. Contida pelos soldados de Baratheon, ela cai em gritos de agonia. Na manhã seguinte, Selyse se enforca com tristeza.

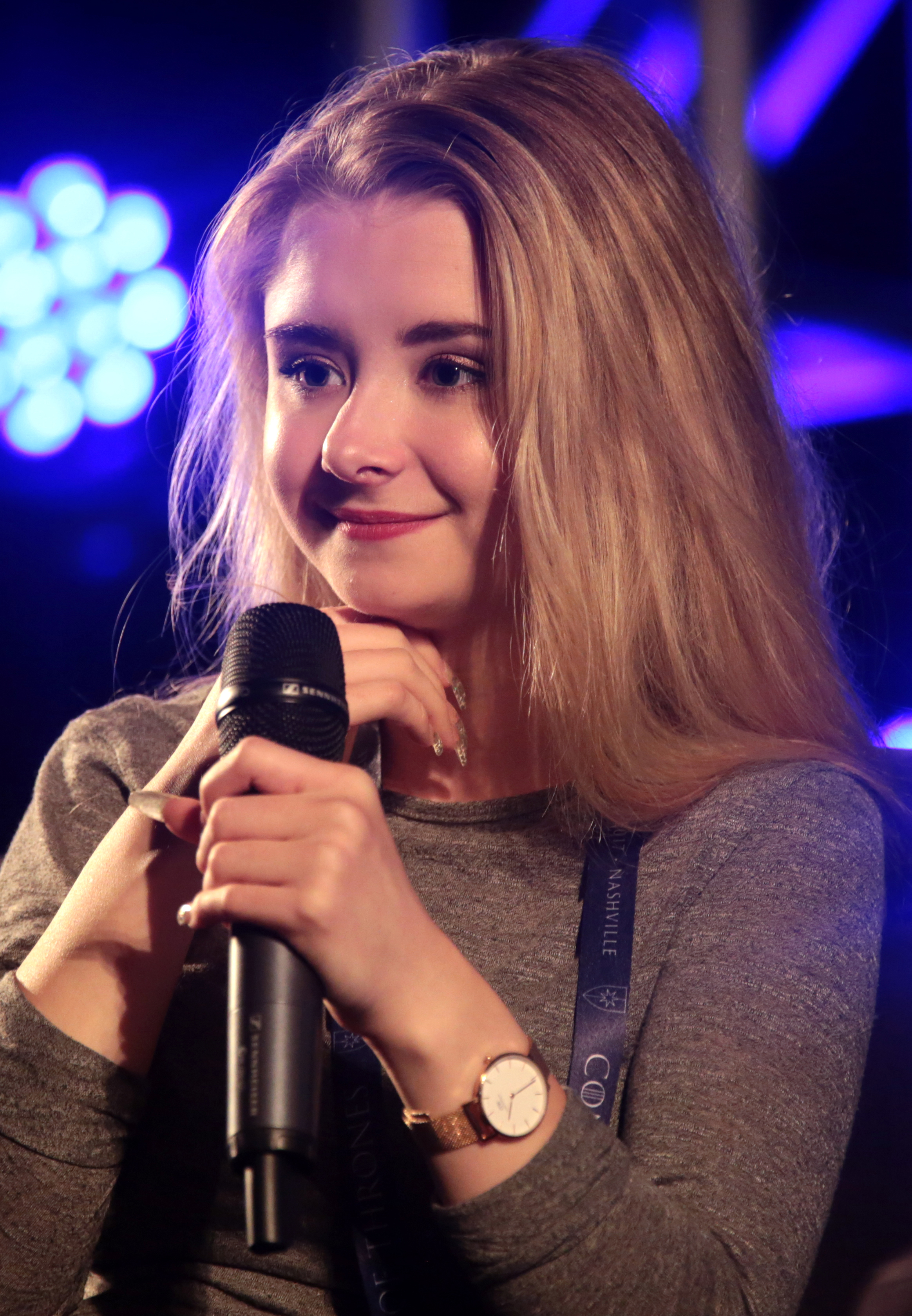
Kerry Ingram

- Shireen Baratheon (temporada 3–5) interpretada por Kerry Ingram. Shireen é a jovem filha de Stannis Baratheon e Selyse Florent. Seu rosto está desfigurado por uma doença em tons de cinza, mas ela ainda não é afetada por ele. Ela é amiga de Davos Seaworth e o visita durante seu cativeiro em Dragonstone com livros, convencendo-o a aprender a ler, o que ele faz. Embora ela não se dê bem com Melisandre e tenha um relacionamento sombrio com sua mãe, ela compartilha um forte vínculo com seu pai, que a ama muito. Mais tarde, ela acompanha seu pai até a Muralha, onde presencia o funeral dos irmãos da Patrulha da Noite que morreram na Batalha de Castelo Negro, bem como a execução de Mance Rayder, e também se torna amigo de Gilly e Samwell Tarly. Ela é sacrificada ao Deus Vermelho, quando o exército de Stannis está preso em uma tempestade de neve a caminho de Winterfell, clamando por seus pais que testemunham sua morte em lágrimas. Isto leva à partida de metade do exército de Stannis e Stannis a perder a batalha contra os Boltons.

- Salladhor Saan (temporada 2–4) interpretado por Lucian Msamati. O Príncipe do Mar Estreito, Salladhor é um notório pirata, comerciante e contrabandista de Lys. Um velho amigo de Davos, ele agora navega para Stannis Baratheon em seu navio, o Valiriano e sua frota de trinta navios. Ele tem pouca paciência para aqueles que adoram R'hollor - o Deus de Melisandre - já que ele viajou pelo mundo e viu muitos deuses e chegou à conclusão de que o único deus verdadeiro é entre as pernas de uma mulher. Ele concorda em trabalhar com Stannis depois que Davos promete a ele e a seus piratas que serão pagos em ouro e pilhagem de Porto Real. Salladhor chega a pedir a chance de se deitar com Cersei Lannister depois da batalha, mas Davos se recusa, sem saber se Cersei estará viva na época. Após a Batalha da Água Negra, ele encontra Davos encalhado em uma rocha e o resgata, mas considera sua lealdade quebrada e parte da causa de Stannis depois de derrubar Davos em Dragonstone, alertando-o que a Mulher Vermelha representará uma ameaça para ele. Na 4ª temporada, Davos o acompanha em Braavos e oferece-lhe ouro em troca de sua ajuda em reunir um novo exército para ajudá-los a ajudar a Patrulha da Noite.

- Matthos Seaworth (temporada 2) interpretado por Kerr Logan. Filho de Davos e segundo em comando no navio de seu pai, Black Betha. Matthos é um devoto seguidor do Senhor da Luz e continuamente tenta convencer seu pai a se converter. Durante a Batalha da Água Negra, o Black Betha é pego em uma explosão de fogo, matando Matthos.

- Maester Cressen (temporada 2) interpretado por Oliver Ford-Davies. Cressen é a velha Meistre de Pedra do Dragão e cética em relação às previsões de Melisandre e às ambições que incutiu em Lorde Stannis de se proclamar rei, alegando que "desde que o javali matou seu irmão, todo senhor quer uma coroação". Ele está enojado quando Melisandre incendeia os ídolos dos Sete deuses em nome de seu deus - R'hollor. Ele morre em uma tentativa suicida de matar Melisandre, oferecendo-se para compartilhar uma taça de vinho envenenada que não a afetou, mas matou a velha Cressen quase instantaneamente.

### Casa Bolton, servidores e vassalos
- Walda Bolton (temporada 4–6) interpretada por Elizabeth Webster. Walda Bolton (nascida Frey) é neta de Lorde Walder Frey. Ela é a nova esposa de Roose Bolton, o Senhor do Forte do Pavor. Durante o banquete de casamento de Edmure Tully e Roslin Frey, Lorde Bolton conta a Catelyn Stark e Sor Brynden "Peixe Negro" Tully como Lorde Walder Frey propôs que ele se casasse com uma de suas netas e ofereceu seu peso em prata como dote. Lorde Bolton, em seguida, acrescenta que ele escolheu a noiva mais gorda disponível e ela o fez muito rico. Na quarta temporada, ela chega ao Forte do Pavor com seu novo marido e seus homens (tendo sido contrabandeados de volta para o norte para evitar os Nascidos do Ferro) e é recebida calorosamente por Ramsay Snow como "mãe". Ela acompanha os Boltons em Winterfell e recebe Sansa Stark e Petyr Baelish, juntamente com seu marido e enteado. Na 5ª temporada, é revelado que ela está grávida, o que faz com que Ramsay se sinta ameaçado por sua posição como herdeiro de Roose. Na 6ª temporada, depois que ela dá a luz a um menino, ela e seu bebê são devorados até a morte pelos cães de Ramsay, pouco depois de Ramsay matar seu pai.

- Harald Karstark (temporada 6) interpretado por Paul Rattray. O senhor de Karhold e o filho de Rickard Karstark, que foi executado por Robb Stark. Ele declara para a Casa Bolton, a fim de contrariar qualquer força Stark que Sansa pode reunir depois de escapar de Winterfell, e testemunha Ramsay matar Roose. Na batalha subsequente entre as forças de Bolton e o exército de Jon Snow, Harald lidera os homens de Karstark na batalha, mas ele desaparece no conflito que se seguiu. Embora sua morte não seja mostrada, Jon Snow confirma na estreia da 7ª temporada.

- Jon Umber (temporada 6) interpretado por Dean S. Jagger. "Pequeno Jon" Umber é o filho de Greatjon Umber, um dos homens vassalos mais poderosos da Casa Stark. Jon tornou-se Lorde do Último Lar, o mais setentrional dos castelos no norte, após a morte de seu pai. Jon, no entanto, escolhe ficar ao lado dos Boltons, entregando os protegidos de seu pai, Rickon Stark e Osha, a Ramsay Snow como um presente da aliança, para obter a ajuda de Ramsay para contrariar Jon Snow e seu exército selvagem. Na batalha subsequente entre as forças de Ramsay e o exército de Jon Snow, ele lidera as forças Umber em batalha e luta contra Tormund Giantsbane. Embora pareça que ele vai ganhar, Jon está momentaneamente distraído com a chegada dos Cavaleiros do Vale, tempo suficiente para Tormund morder sua garganta e esfaqueá-lo até a morte.

- Myranda (temporada 3–6) interpretada por Charlotte Hope. Myranda é uma serva da Casa Bolton. Ela é uma das camareiras de Ramsay Snow e ajuda em seus planos sádicos, como seduzir Theon Greyjoy a fim de lhe dar uma ereção para que Ramsay possa castrá-lo e ajudar Ramsay a caçar uma camponesa com cães de Ramsay porque ela era mais atraente que a camponesa. Mais tarde, ela acompanha os Boltons em Winterfell e está presente quando Sansa Stark chega com Petyr Baelish, observando Sansa com ciúmes e raiva. Durante a estadia de Sansa em Winterfell, Myranda a encontra novamente com Theon e a atormenta com histórias do sadismo de Ramsay. Quando Sansa se recusa a ser intimidada, Myranda aponta uma flecha para ela, preparando-se para feri-la enquanto a deixa utilizável para Ramsay para gerar um filho. No entanto, isso leva Theon a finalmente se rebelar contra os Boltons e ele salva Sansa desarmando Myranda e empurrando-a da muralha do castelo para a morte dela. Seu corpo é encontrado pouco depois por Ramsay.

- Locke (temporada 3–4) interpretado por Noah Taylor. Um homem de armas jurado a Casa Bolton, e atua como caçador de recompensas pessoal de Roose Bolton. Ele captura Brienne de Tarth e Jaime Lannister que estavam a caminho de Porto Real, Locke depois corta a mão de espada de Jaime na rota para Harrenhal e tenta alimentar um urso com Brienne, demonstrando seu desprezo pela riqueza e nobreza. Ele detém Harrenhal em nome de Roose Bolton até que o ex-mestre da Moeda Lorde Petyr Baelish tenha sido proclamado Lorde de Harrenhal e as Terras Fluviais. Na 4ª temporada, Locke seguiu Lorde Bolton em prometer lealdade aos Lannisters, e chegou ao Forte do Pavor com Roose e seus homens (tendo sido contrabandeados de volta para o Norte para evitar os Nascidos do Ferro). Locke cumprimenta calorosamente o bastardo Ramsay de Roose - os dois são amigos e compartilham interesses mútuos em esfolar e mutilar seus inimigos.

### Casa Frey
- Walder Frey

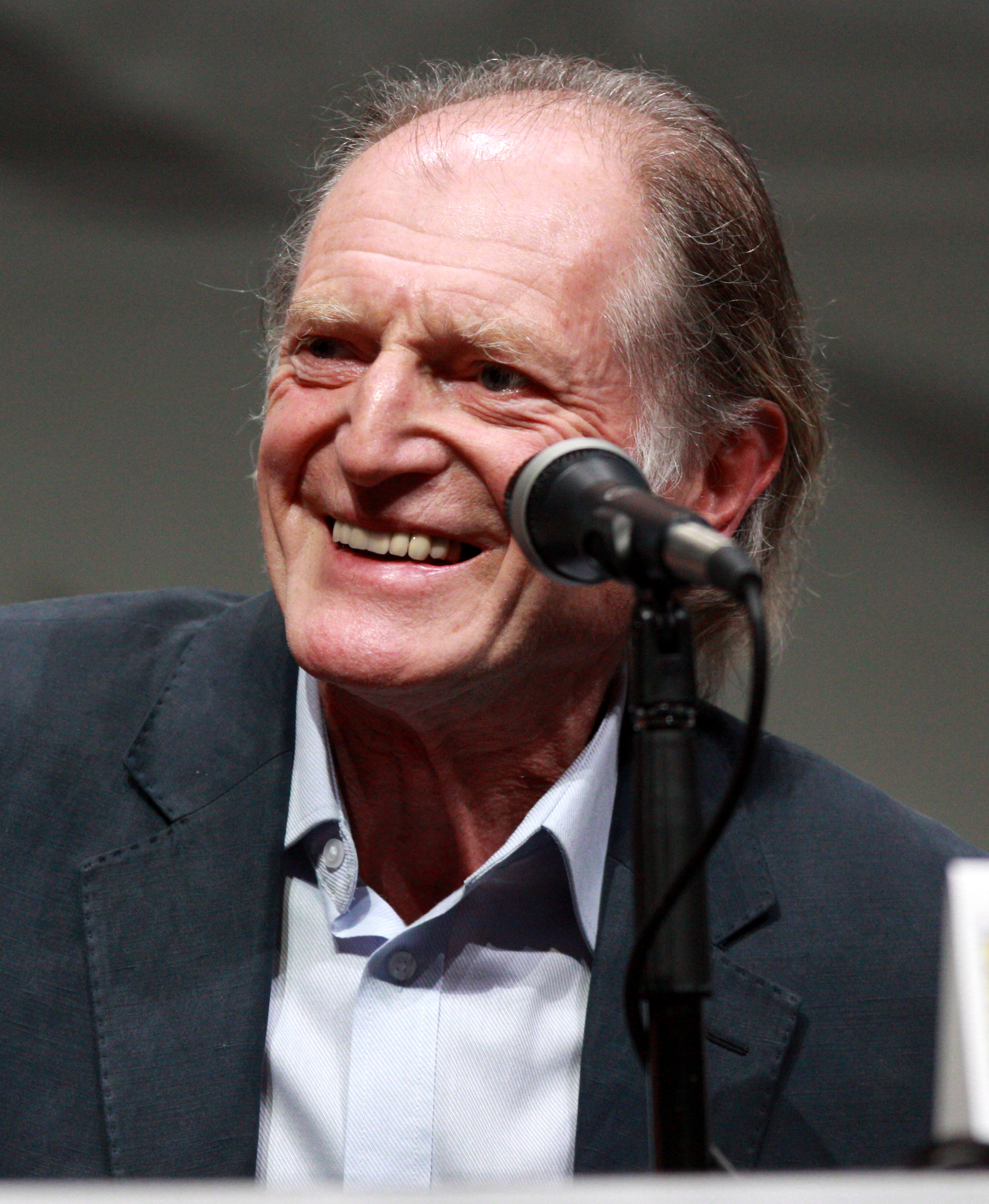
David Bradley

- (temporada 1, 3, 6–7) interpretado por David Bradley. Lorde Walder Frey, apelidado de "Lorde Tardio Frey", é o chefe da Casa Frey, Senhor da Travessia e homem de bandeira da Casa Tully. Ele é conhecido por sobreviver a muitas de suas esposas (agora em seu 8º) e por ter mais de 100 filhos (ambos bastardos e legítimos). Como o uso do castelo das Gêmeas tornou-se uma necessidade estratégica para o anfitrião de Robb, Walder conseguiu negociar contratos de casamento para seus filhos com Robb e Arya Stark. Mas durante a segunda temporada, Robb quebrou sua palavra e se casou com Lady Talisa. Por isso, e querendo aproveitar as fortunas em mudança da guerra, ele conspira com Tywin Lannister e Roose Bolton para trair Robb Stark no casamento de seu soberano Edmure Tully, que ele insiste em troca do apoio de seus homens. Frey hospeda o infame "Casamento Vermelho" no qual Robb Stark, sua esposa e mãe são todos assassinados.

- Lothar Frey (temporada 3, 6) interpretado por Tom Brooke na 3ª temporada, e por Daniel Tuite na 6ª temporada. Um dos muitos filhos de Lorde Walder Frey, apelidado de “Lame Lothar” por causa de sua perna torcida. Ele e seu meio-irmão Black Walder são enviados por seu pai para Riverrun para propor um casamento entre Lorde Edmure Tully e Roslin Frey como termos para a Casa Frey se juntar à campanha de Robb Stark contra os Lannisters. Ele é um dos primeiros a começar o "Casamento Vermelho", esfaqueando Talisa Stark no útero várias vezes e matando ela e seu filho ainda não nascido. Na sexta temporada, ele é ordenado por Walder para retomar Riverrun de Brynden Tully. Embora eles tenham sucesso com a ajuda de Lannister, ele é morto por Arya Stark, que posteriormente usa sua carne para fazer em uma torta.

- Walder Rivers (temporada 3, 6) interpretado por Tim Plester. Um dos muitos filhos bastardos de Lorde Walder Frey, apelidado de “Black Walder” por seu comportamento sombrio. Ele e seu meio-irmão Lame Lothar são enviados por seu pai para Riverrun para propor um casamento entre Lorde Edmure Tully e Roslin Frey como termos para a Casa Frey se juntar à campanha de Robb Stark contra o Lannister. Ele mata Catelyn Stark no Casamento Vermelho, depois que ela corta a garganta de Lady Frey em retaliação à morte de seu filho. Na sexta temporada, ele participa do cerco de Riverrun. Embora os Freys recuperem o castelo com a ajuda de um anfitrião de Lannister, Black Walder é morto pouco tempo depois, junto com Lothar por Arya Stark, que os transforma numa torta.

### Casa Greyjoy e servidores
- Euron Greyjoy

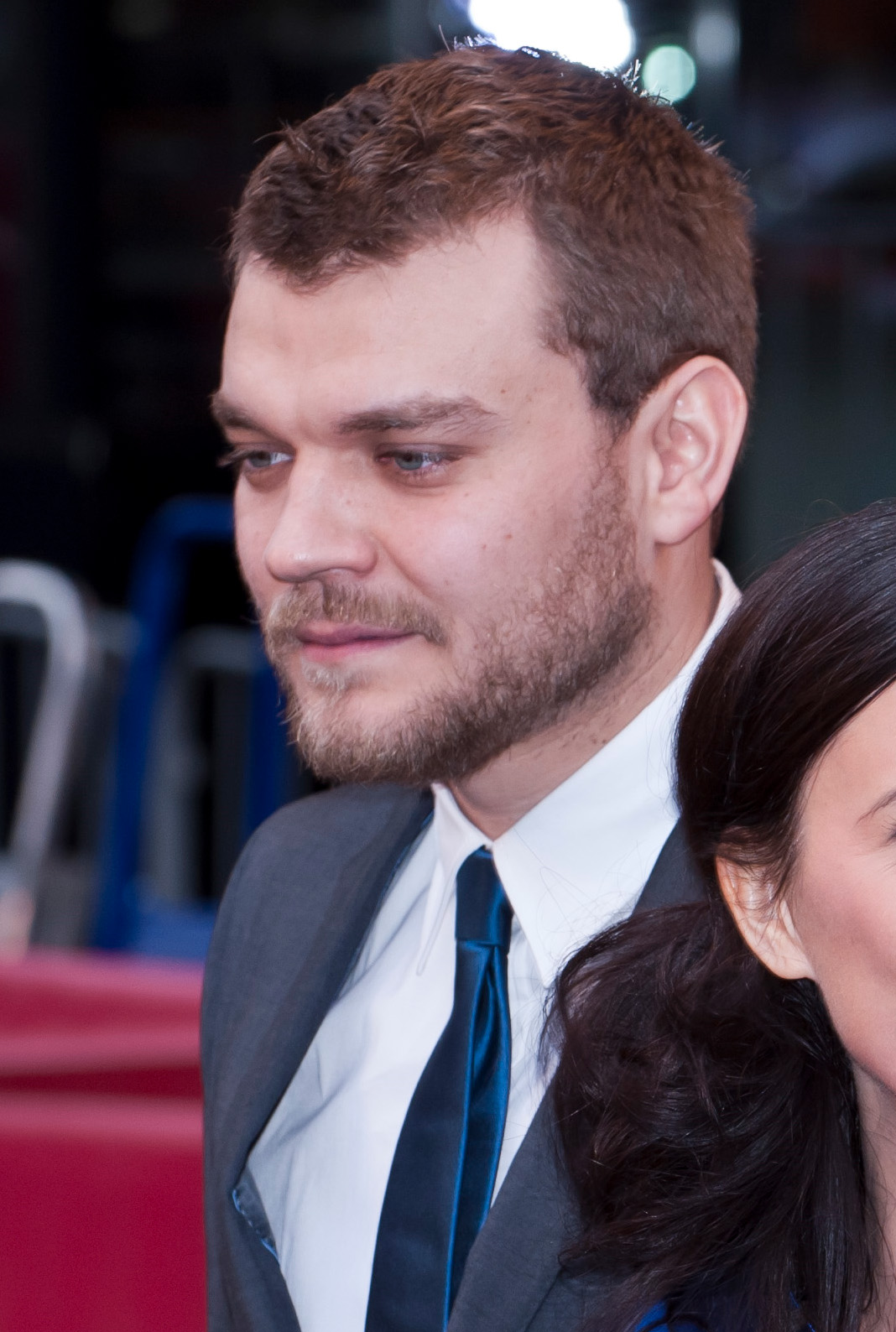
Pilou Asbæk

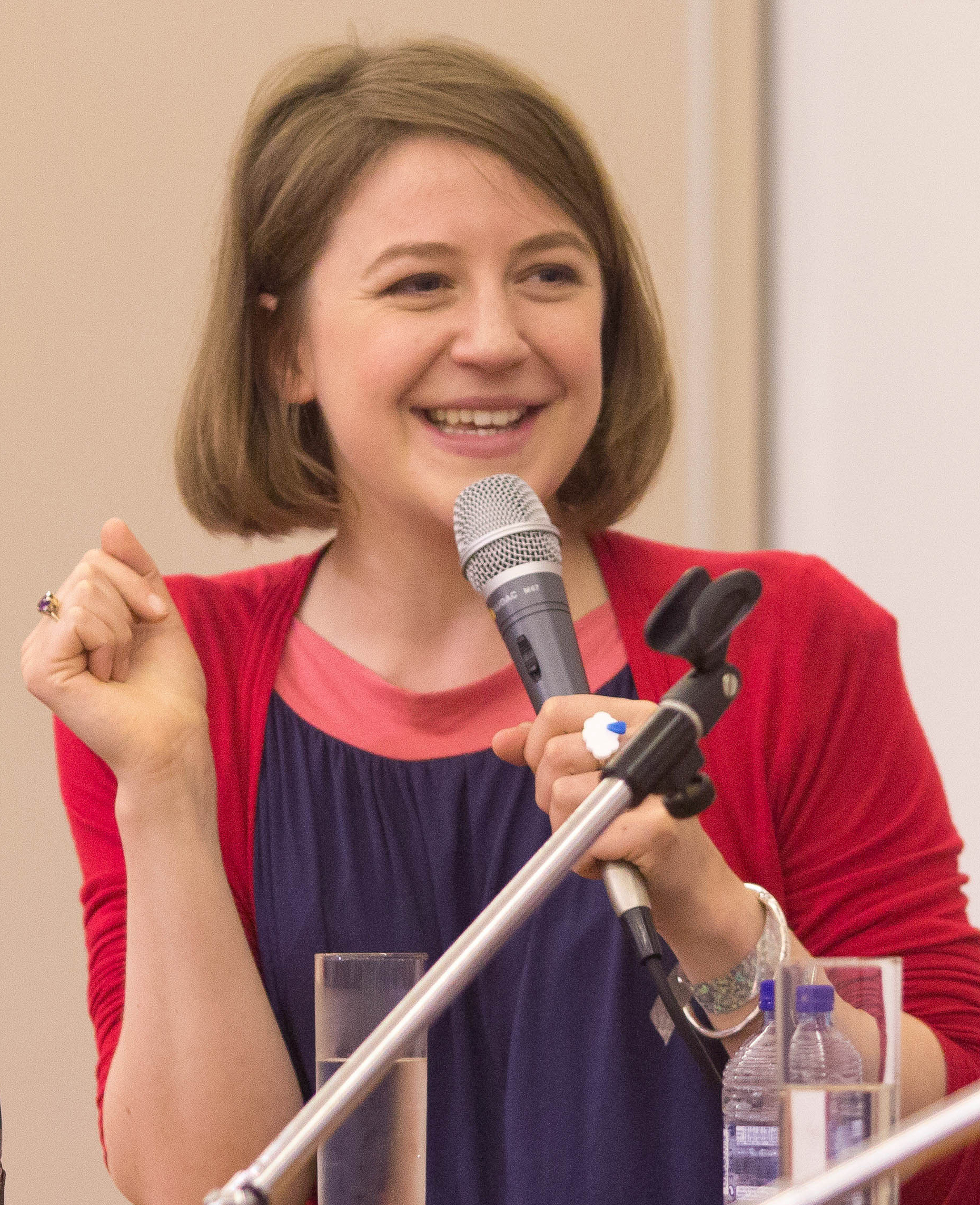
Gemma Whelan

- (temporada 6–8) interpretado por Pilou Asbæk. Um irmão do rei Balon Greyjoy e o tio de Theon e Yara Greyjoy. Euron é um infame pirata que aterrorizou os mares de todo o mundo. Ele é esperto, implacável, com um toque de loucura. Ele mata Balon Greyjoy jogando-o de uma ponte de corda, declarando que o tempo de Balon passou e que é hora de um novo rei. No Kingsmoot ele confessa ter matado Balon, mas convence os Nascidos do Ferro que Balon era um comandante militar pobre e declara que ele seduzirá Daenerys Targaryen e lhe dará a Frota de Ferro para conquistar Westeros. Os Nascidos do Ferro declaram Euron como seu rei, mas antes de Euron poder matar Theon e Yara ele descobre que eles fugiram com os melhores navios da Frota de Ferro. Implacável, ele ordena aos Nascidos do Ferro que comecem a construir uma nova frota. Ele usa essa frota para atacar a frota de Yara com fogo.

- Yara Greyjoy
- (temporada 2–4, 6–8) interpretada por Gemma Whelan. Filha de Balon Greyjoy e sua esposa Alannys Harlaw e irmã mais velha de Theon. Ela é feroz e orgulhosa, e desafia os tradicionais papéis de gênero filhos de ferro, comandando seu próprio navio, o Vento Negro. Quando seu irmão Theon pega Winterfell, Yara tenta convencê-lo a voltar com ela para as Ilhas de Ferro, mas Theon se recusa. Theon é traído por seus próprios homens e entregue a Ramsay Snow, o filho bastardo sádico de lorde Bolton, que o tortura brutalmente e acaba castrando-o. Ramsay envia o pênis de Theon em uma caixa para Balon, com Ramsay ameaçando mutilar Theon se seus homens não deixarem o Norte. Balon recusa isso, mas Yara pretende salvar seu irmão por conta própria, levando consigo um navio e cinquenta dos melhores assassinos nas Ilhas de Ferro. Na 4ª temporada, Yara e seus homens atacam o Forte do Pavor, mas descobrem que Ramsay torturou Theon tanto que ele se recusa a sair com ela e até insiste que seu nome é Fedor. Ramsay e seus homens confrontam Yara na masmorra e uma batalha se inicia, na qual Ramsay libera os cães e os coloca em Yara, que é forçada a fugir do Forte do Pavor sem Theon, dizendo a seus homens que Theon está morto. Na 6ª temporada, Yara contesta o sucessor de Balon e parece influenciar os Nascidos de Ferro ao declarar que construirá a maior frota do mundo, mas é derrotada por Euron, que planeja formar uma aliança com Daenerys Targaryen para conquistar Westeros. Suspeitando corretamente que Euron vai matá-los, Yara e Theon fogem das Ilhas de Ferro com seus leais e a maior parte da Frota de Ferro, e vão para Meereen para formar uma aliança com Daenerys primeiro. Depois de explicar a situação, Yara promete suas forças a Daenerys em troca da independência das Ilhas de Ferro. Yara é ordenado a navegar para atacar Porto Real. Sua frota é atacada por navios sob o comando de Euron e ela é capturada e conduzida para a cadeia em Porto Real.

- Aeron Greyjoy (temporada 2, 6) interpretado por Michael Feast. Um irmão do rei Balon Greyjoy e um tio de Theon e Yara Greyjoy. Aeron é um padre afogado a serviço do deus afogado. Quando Theon retornou para as Ilhas de Ferro, Aeron o reiniciou na fé do Deus Afogado. Após a morte de Balon, Aeron realizou um Kingsmoot para determinar o sucessor de Balon. Euron Greyjoy vence a eleição e é batizado por Aeron.

- Balon Greyjoy (temporada 2–3, 6) interpretado por Patrick Malahide, é o Senhor das Ilhas de Ferro e o pai de Theon e Yara. Balon desejava continuar os caminhos conquistadores de seu povo, o que o levou a se rebelar contra o Trono de Ferro nove anos antes do início da série. Ele perdeu, com dois de seus três filhos mortos na guerra; seu filho mais novo, Theon, foi feito refém em Winterfell como uma maneira de evitar que ele tentasse outra rebelião. Depois que Theon retorna às Ilhas de Ferro com uma oferta do rei Robb Stark para uma aliança contra os Lannister, Balon se recusa e, em vez disso, lança ataques de praia contra o Norte, proclamando-se Rei das Ilhas de Ferro e do Norte. Theon, no entanto, é capturado e brutalmente torturado pelo sádico Ramsay Snow, o bastardo do Lorde Bolton, que acaba por castrá-lo. Ramsay envia o pênis de Theon em uma caixa para Balon, com Ramsay ameaçando mutilar Theon ainda mais, a menos que os Nascidos do Ferro se retirem do norte, a quem Ramsay também ameaça esfolar. Balon se recusa, afirmando que, como Theon o desafiou atacando Winterfell, alegando que ele era um "tolo" e "não mais um homem", ao qual Yara responde, ela pretende salvar seu irmão por sua própria iniciativa. Na 6ª temporada, ele é confrontado por seu irmão mais novo, Euron, que declara que Balon governou por muito tempo e o joga de uma ponte de corda para a sua morte.

- Dagmer Cleftjaw (temporada 2) interpretado por Ralph Ineson. Dagmer é um Nascido do Ferro e primeiro companheiro de Theon Greyjoy. Ele sugere que Theon prove a si mesmo tomando Winterfell, e convence-o a cometer mais atrocidades para reforçar seu governo, como executar Ser Rodrik Cassel por desafiar Theon e matar dois filhos para passar como Bran e Rickon Stark. No entanto, quando Robb Stark envia a Ramsay Snow uma oferta para poupar os Nascidos de Ferro se eles renderem Winterfell e Theon, ele derruba Theon para entregá-lo e fatalmente mata Maester Luwin. É revelado no final da terceira temporada que Dagmer e os outros homens de ferro foram esfolados vivos por Ramsay Snow e seus homens.

- Lorren (temporada 2) é retratado por Forbes KB. Um infame invasor Nascido de Ferro mais conhecido como Black Lorren. Ele é considerado entre os mais ferozes guerreiros que está sob o comando de Theon enquanto pega Winterfell. Ele é finalmente esfolado vivo por Ramsay Snow, junto com os outros Ironborn em Winterfell.

### Casa Lannister e servidores
- Gregor Clegane

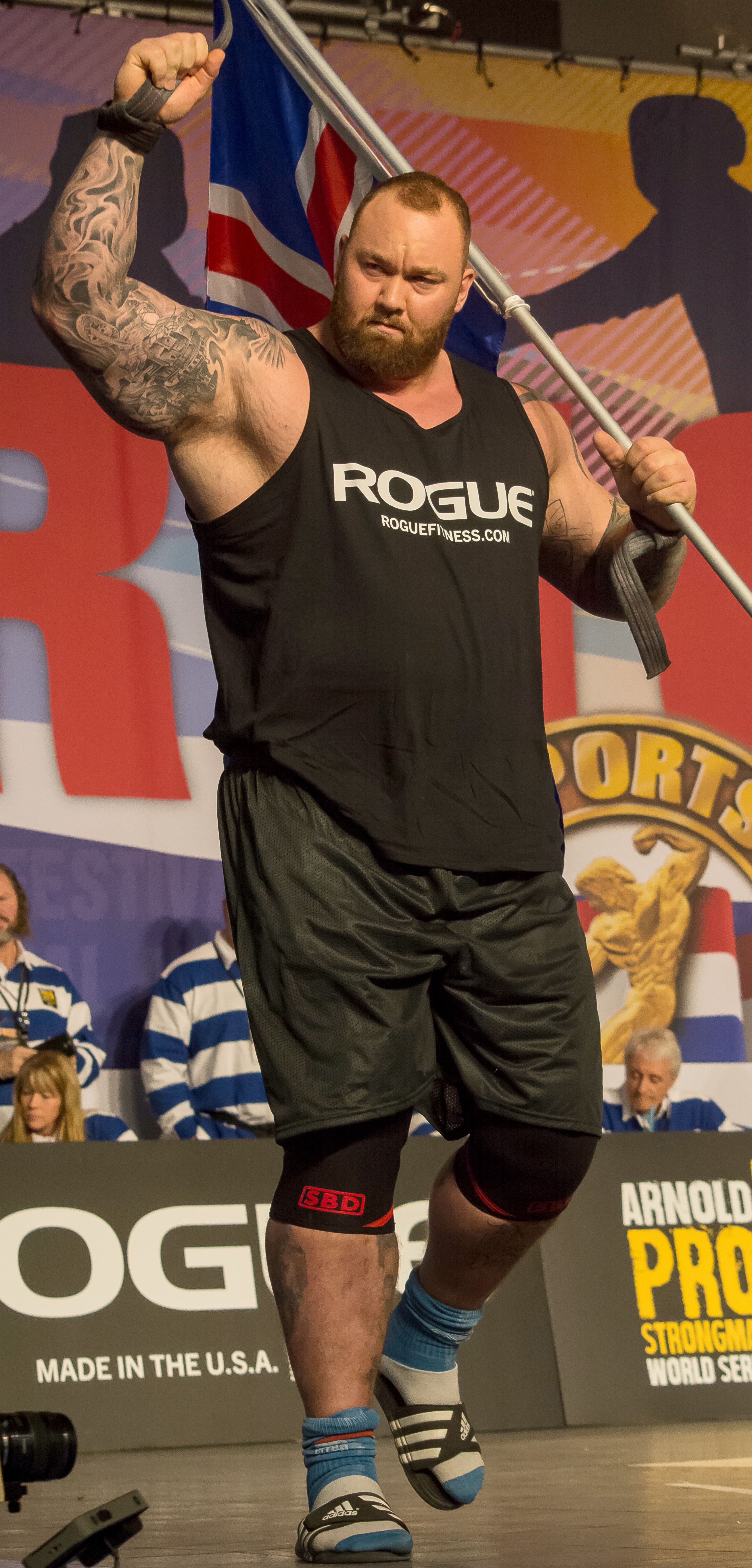
Hafþór Júlíus Björnsson

- (temporada 1–2, 4–8) interpretado por Conan Stevens na 1ª temporada, por Ian Whyte na 2ª temporada, e por Hafþór Júlíus Björnsson da 4ª temporada em diante. Sor Gregor Clegane é um grande cavaleiro e irmão mais velho de Sandor Clegane. Chamado de "O Montanha", ele é conhecido por sua natureza incrivelmente cruel e temperamento incontrolável. Seu tamanho e força fazem dele um guerreiro temível, e ele ganhou uma reputação de crueldade e brutalidade. Ele é capaz de empunhar uma espada de duas mãos com uma mão. Quando eram crianças, Gregor empurrou o rosto de Sandor para um braseiro, horrorosamente o ferindo.
- Kevan Lannister (temporada 1–2, 5–6) interpretado por Ian Gelder. O irmão mais novo de Lorde Tywin, capitão de sua guarda, Sor Kevan Lannister é um guerreiro habilidoso, mas ofuscado por seu irmão Tywin, a quem ele é profundamente leal e obediente. Ao contrário de seu irmão mais velho, Kevan é muito amável e se preocupa mais com a segurança de seus familiares, mesmo que isso humilhe a honra da família. Na 1ª temporada, ele está presente quando Tyrion retorna do Vale e informa sobre as vitórias militares de Jaime contra os Tully. Após a captura de Jaime, ele sugere a seu irmão que eles "deveriam pedir a paz", que é imediatamente refutada por Tyrion, que lembra que a decapitação de Ned Stark a impede. Na 2ª temporada, ele se senta em um conselho de guerra em Harrenhal, supondo (corretamente) que Robb Stark não marchasse para Rochedo Casterly "com força total" e também sugere que Cersei e seus filhos deixem Porto Real antes de Stannis Baratheon saquear a cidade, mas a proposição é contrariada por Tywin, recusando-se a entregar o Trono de Ferro. Na 5ª temporada, ele retorna à Porto Real para assistir ao funeral de Tywin ao lado de seu único filho sobrevivente, Lancel, que se juntou ao movimento dos Pardais, que Kevan desaprova. Mais tarde, ele se recusa a servir no Pequeno Conselho de Cersei, apesar dela lhe oferecer a posição de "Mestre da Guerra", questionando sua autoridade, e retornando a Rochedo Casterly até que o próprio rei o chame. Quando sua sobrinha é presa pelo Militante da Fé por dormir com seu filho entre outros pecados, o Grande Meistre Pycelle o convoca de volta para oferecer-lhe a posição de Mão do Rei. Mais tarde, ele está presente no retorno de Cersei a Fortaleza Vermelha, imediatamente depois de sua duradoura Caminhada da Expiação. Na sexta temporada, Kevan continua a servir como Mão de Tommen enquanto tenta lidar com o Alto Pardal sem derramamento de sangue e rejeita as tentativas de Cersei de recuperar a influência na corte real. No dia do julgamento de Cersei, Kevan é morto quando Cersei destrói o Grande Septo de Baelor com fogo.

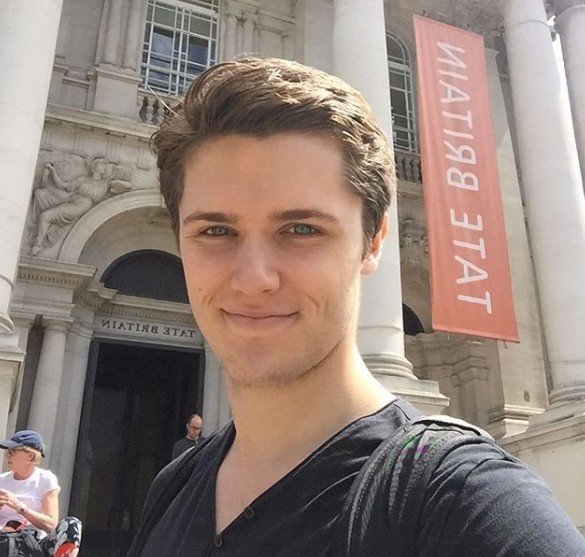
Eugene Simon

- Lancel Lannister (temporada 1–2, 5–6) interpretado por Eugene Simon. Lancel Lannister é o filho mais velho de Kevan Lannister e primo de Cersei, Jaime e Tyrion Lannister. Ele serviu como escudeiro do rei Robert; em que ele é desajeitado e incompetente em seus deveres levando Robert a não gostar dele intensamente. Na segunda temporada, Cersei o condena por sua participação na morte de Robert. Quando Jaime vai para a guerra, Cersei toma Lancel como amante porque se assemelha ao irmão dela. Tyrion finalmente descobre o caso e chantageia Lancel para espioná-lo. Durante um ataque em Porto Real, Lancel protege o filho de Cersei, o Rei Joffrey Baratheon, e sofre uma ferida séria nos combates, fazendo com que ele se retire. Quando Joffrey mais tarde abandona a batalha por covardia, Lancel implora a Cersei que deixe que ele leve Joffrey de volta à batalha para inspirar as tropas, mas Cersei, claramente mais preocupado com Joffrey do que com a cidade, se recusa a ouvir. Na 5ª temporada, ele e o pai voltam a Porto Real para assistir ao funeral de Tywin. Lancel se junta aos Pardais, um movimento religioso devoto, e pede desculpas a Cersei pelos pecados que eles cometeram juntos, como seu caso e conspiração para assassinar Robert Baratheon. Com o restabelecimento da Fé Militante, Lancel abandona o nome de sua família e conduz os pardais em uma agitação ao longo de Porto Real, prendendo Sor Loras Tyrell no processo. Mais tarde, por insistência de Mindinho e Olenna Tyrell, ele confessa seus próprios pecados ao Alto Pardal, o que leva à prisão de Cersei. Na sexta temporada, Lancel continua a servir na Fé Militante. No dia do julgamento de Cersei e Loras, ele é atraído por um dos meninos de Qyburn para as catacumbas sob o Grande Septo de Baelor, onde ele é esfaqueado na espinha, tornando-o incapaz de usar as pernas. Ele vê um esconderijo de fogovivo para explodir e rasteja em direção a ele, mas é tarde demais para parar a detonação e é o primeiro a morrer.

- Polliver (temporada 2, 4) interpretado por Andy Kellegher. Um homem de armas dos Lannisters que toma posse da espada de Arya Stark; a Agulha. Ele captura Arya — acreditando que ela é uma recruta da Patrulha da Noite chamada "Arry" e pega sua espada que ele usa para matar um aleijado depois que ele pede a Polliver para carregá-lo. Na 4ª temporada, ele inadvertidamente cruza caminhos com Arya e Sandor "O Cão de Caça" Clegane em uma pousada no norte. Após uma breve troca de insultos, uma briga irrompe e os camaradas de Polliver são mortos por Clegane. Arya fere Polliver por trás, recupera a Agulha e o mata exatamente da mesma maneira que ele matou Lommy, o aleijado.

- Alton Lannister (temporada 2) interpretado por Karl Davies. Um primo de Cersei, Jaime e Tyrion Lannister, e um cativo de Robb Stark. Nos livros não há nenhum personagem com esse nome. Aqui, o personagem Cleos Frey, também primo dos Lannister, tem o papel de ser um prisioneiro da Casa Stark e entregar os termos à Casa Lannister. Enquanto mantido prisioneiro na mesma cela, ele conversa com seu primo Jaime no acampamento Stark, ele fala sobre a vez em que ele foi autorizado a provar a si mesmo por Jaime em um torneio, no entanto durante este encontro ele é morto por Jaime em uma tentativa de escapar.

- Amory Lorch (temporada 2) interpretado por Fintan McKeown. Sor Amory Lorch é um cavaleiro e leal mas brutal da Casa Lannister. Ele pega Arya quando ela está roubando um pergaminho contendo ordens de guerra sobre seu irmão Robb Stark. Ela consegue escapar dele, então encontra o assassino Jaqen H'ghar, para matar Sor Amory para pagar a segunda das três "vidas" que ele deve a ela. Antes que Sor Amory possa denunciar Arya, ele cai morto na soleira dos aposentos de Tywin com um dardo envenenado alojado em seu pescoço, quando Tywin (que passa a acreditar que a tentativa foi contra sua vida) levanta o alarme. A Montanha mata vários soldados Lannister em sua caçada ao culpado, mas Jaqen deixa Harrenhal sem ser capturado.

- Lorde Leo Lefford (temporada 2) interpretado por Vinnie McCabe. Lorde Lefford é um poderoso Vassalo de Lorde Tywin, que lutou por ele contra a Casa Stark. Ele é o chefe da Casa Lefford e Senhor do Dente de Ouro.

### Casa Martell e servidores
- Oberyn Martell

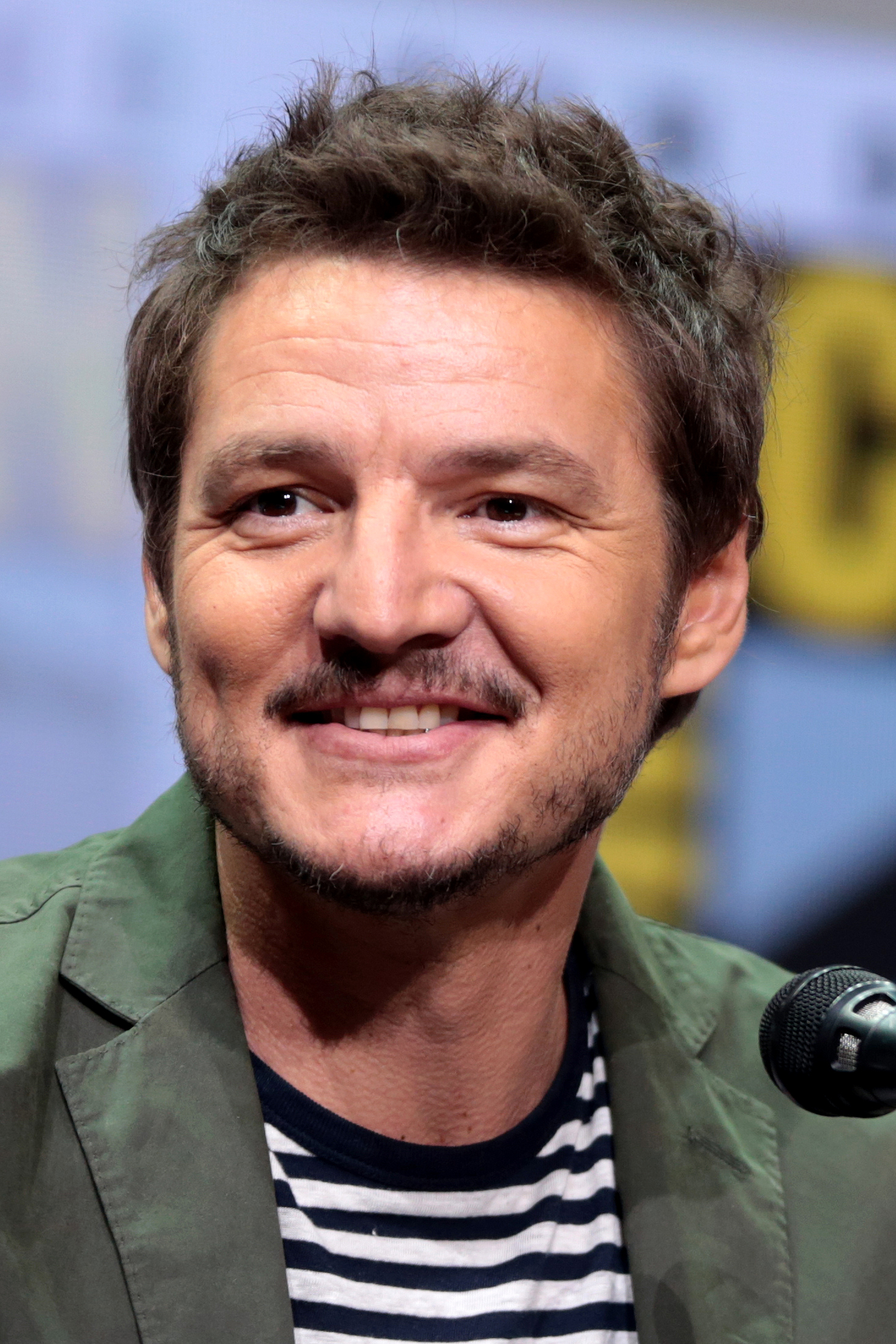
Pedro Pascal

- (temporada 4) interpretado por Pedro Pascal. Príncipe de Dorne, conhecido como o Víbora Vermelha. Ele é o irmão mais novo de Doran Martell, Príncipe de Dorne e Lorde de Lançassolar. Um renomado guerreiro e viajante, Oberyn tem oito filhas bastardas, chamadas de Serpentes da Areia. Sua irmã, Elia Targaryen, foi estuprada e morta durante o Ataque em Porto Real na Rebelião de Robert, por Sor Gregor Clegane. Oberyn foi um homem destemido e luxurioso, de pensamento rápido e língua afiada. Estudou por um tempo na Cidadela, e aparentemente forjou diversos elos, mas acabou por se entediar e abandonou a Ordem. Oberyn viajou o mundo, e fundou sua própria companhia de mercenários. Tinha um relacionamento muito próximo com sua irmã Elia, e eram inseparáveis quando crianças. Oberyn tem uma face marcada, com sobrancelhas finas, olhos de víbora, negros, e um nariz pontudo.

- Tyene Sand (temporada 5-7) retratada por Rosabell Laurenti Sellers. Tyene Sand é a filha do príncipe Oberyn Martell, de Ellaria Sand. Tyene é mais feroz do que parece, especialmente com suas adagas gêmeas. Ela ajuda sua mãe em sua trama para assassinar Myrcella Baratheon como vingança contra Cersei, cujas ações levaram à morte de Oberyn. Na luta que se seguiu com Jaime Lannister e Bronn, ela envenenou Bronn atacando-o com uma adaga coberta de veneno antes que todos fossem presos. Nas celas, ela se desnuda na frente de Bronn para apressar o batimento cardíaco dele, assim como os efeitos do veneno, embora ela lhe mostre misericórdia e lhe dê a cura. Mais tarde, ela sintetiza um veneno similar para Ellaria, que o usa para envenenar Myrcella. Ela dá a Ellaria o antídoto antes que ela também seja morta. Quando Doran descobre, Tyene mata Areo Hotah enquanto Ellaria esfaqueia Doran no peito. Tyene subsequentemente assiste seu próprio tio morrer sem remorso. Ela está mais tarde presente quando Ellaria se encontra com Olenna Tyrell para discutir uma aliança com Daenerys Targaryen, onde ela é silenciada por Olenna antes que ela possa falar. Enquanto viajava para Lançassolar com suas irmãs e Ellaria a bordo do navio de Yara Greyjoy, Tyene é capturada por Euron Greyjoy enquanto defende sua mãe e é levada como cativa a bordo de sua capitânia, Silence. Dado como um presente para Cersei, Tyene é acorrentada com sua mãe em uma masmorra. Cersei usa uma versão do veneno em Tyene e a deixa acorrentada na frente de sua mãe para que Ellaria possa ver sua filha não apenas morrer, mas se decompor.

- Nymeria Sand (temporada 5–7) interpretada por Jessica Henwick. Nym Sand é a segunda mais velha das filhas bastardas do príncipe Oberyn. Sua mãe era uma nobre oriental que trouxe Nym para ser culta, graciosa e mortal com um chicote. Ela auxilia Ellaria Sand em sua trama para assassinar Myrcella Baratheon como vingança contra Cersei Lannister, cujas ações levaram à morte de Oberyn. Embora ela seja brevemente aprisionada por seu tio Doran por sua traição, Ellaria assassina Myrcella, e Nym se junta a ela em seu golpe, emboscando e assassinando Trystane Martell. Ela está presente mais tarde quando Ellaria se encontra com Olenna Tyrell para discutir uma aliança com Daenerys Targaryen, onde ela é silenciada por Olenna. Na 7ª temporada, Nymeria acompanha Ellaria, Yara e Theon Greyjoy, e suas irmãs na jornada de Lançassolar para Pedra do Dragão. Depois de serem emboscados por Euron Greyjoy e sua frota, Nymeria e Obara enfrentam Euron enquanto Tyene protege Ellaria. Depois que o Lorde Ceifador das Ilhas de Ferro mata Obara, uma enfurecida Nymeria ataca-o com seu chicote, apenas para ser sufocado até a morte e depois pendurado na proa do navio com sua arma, ao lado de sua irmã.

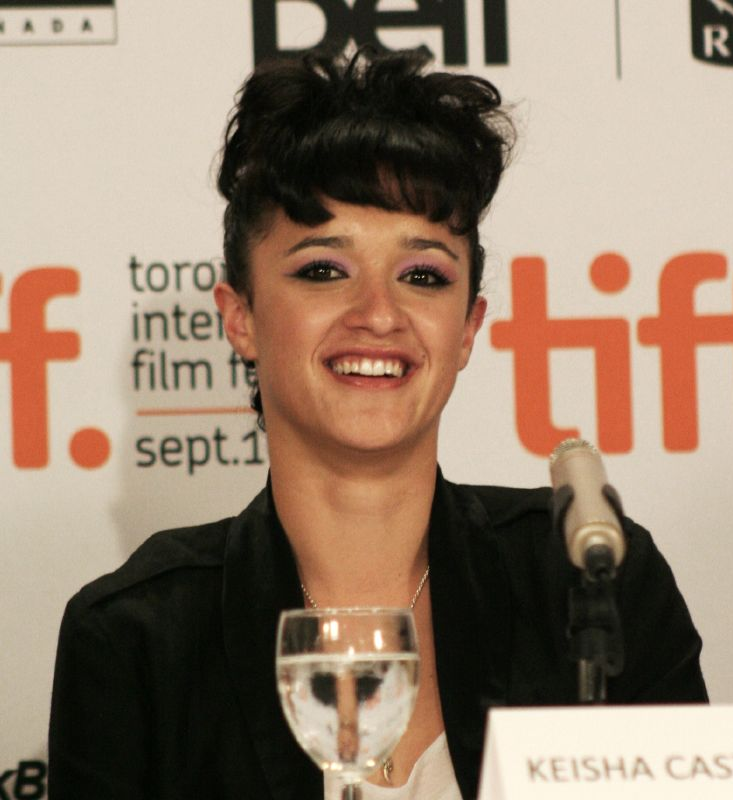
Keisha Castle-Hughes

- Obara Sand (temporada 5-7) interpretado por Keisha Castle-Hughes. Uma guerreira temível, Obara Sand é a filha bastarda mais velha do príncipe Oberyn Martell. Sua mãe era uma camponesa dornense que chamou a atenção do príncipe. Ela ajuda Ellaria Sand em sua trama para matar Myrcella Baratheon como vingança contra Cersei Lannister, cujas ações levaram à morte de Oberyn. Embora ela seja brevemente presa por seu tio Doran por sua traição, Ellaria mata Myrcella, e Obara se junta a ela em seu golpe matando pessoalmente Trystane Martell, seu primo. Ela está presente mais tarde quando Ellaria se encontra com Olenna Tyrell para discutir uma aliança com Daenerys Targaryen, onde ela é silenciada por Olenna. Na 7ª temporada, Obara acompanha Ellaria, Yara e Theon Greyjoy, e suas irmãs na jornada de Lançassolar para Pedra do Dragão. Depois de serem emboscados por Euron Greyjoy e sua frota, Nymeria e Obara enfrentam Euron enquanto Tyene protege Ellaria. Em última análise, Euron prova ser um lutador mais hábil e, finalmente, apunhala Obara no estômago com sua própria lança. Ela é empalada na frente do navio com sua lança, ao lado de sua irmã, Nymeria.

- Trystane Martell (temporada 5–6) interpretado por Toby Sebastian. Trystane Martell é filho do príncipe Doran e herdeiro de Dorne. Seu pai o prometeu a Myrcella Baratheon como parte da aliança oferecida por Tyrion Lannister, então atuando como Mão do Rei. Ele e Myrcella mais tarde se amam e Trystane se oferece para perguntar ao pai se eles podem se casar imediatamente. Ele é atingido por Bronn quando ele e Jaime Lannister chegam para tomar Myrcella de volta, mas Trystane mais tarde mostra para Bronn misericórdia e decide não tê-lo mutilado. Doran permite que Trystane acompanhe Myrcella de volta a Porto Real para tomar o lugar de seu tio Oberyn no Pequeno Conselho, mas a vida de Trystane é colocada em perigo quando Ellaria Sand envenena secretamente Myrcella assim que seu barco sai de Dorne. Embora Jaime se prepare para mandá-lo de volta para Dorne, intacto, Trystane se recusa a sair, insistindo em estar presente para o funeral de Myrcella, então Jaime o instrui a permanecer no barco para sua própria segurança. No entanto, enquanto ele está pintando pedras funerárias para Myrcella, ele é emboscado e morto por Obara e Nymeria Sand, suas próprias primas, enviadas por Ellaria Sand para matá-lo como parte de seu golpe, embora a maioria acredita que sua morte foi causada por Cersei.

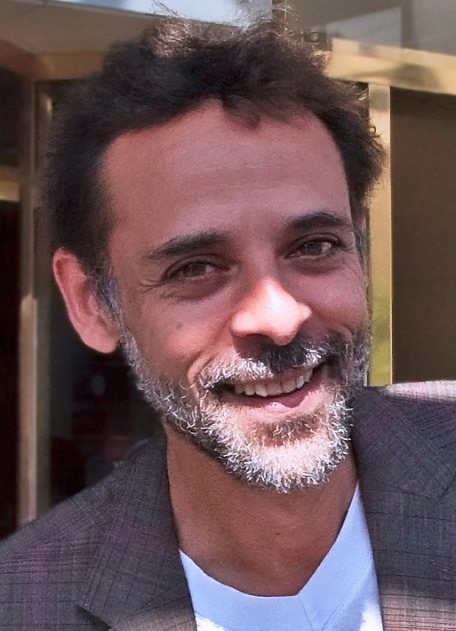
Alexander Siddig

- Doran Martell (temporada 5–6) interpretado por Alexander Siddig. Doran Martell é o senhor governante de Dorne e irmão mais velho do falecido príncipe Oberyn Martell. Ao contrário de seu irmão, Doran é imparcial e deliberado. Na 4ª temporada, ele é convidado para o casamento de Joffrey Baratheon e Margaery Tyrell, mas devido uma doença, ele é incapaz de participar e envia Oberyn em seu lugar. Depois que Oberyn é morto por Gregor Clegane, Doran se aflige, mas não faz nada, alegando que Oberyn sofreu uma morte auto-imposta em um julgamento por combate, um ato legal, e refuta friamente a proposta de Ellaria de prejudicar Myrcella Baratheon para se vingar dos Lannisters. No entanto, depois de um impasse feito por Jaime Lannister e Bronn com as Serpentes da Areia pela posse de Myrcella, Doran ordena que todos sejam trancados, incluindo Ellaria. Mais tarde ele concede uma audiência a Jaime e concorda em permitir que Myrcella retorne a Porto Real junto com seu filho, Trystane Martell, o noivo de Myrcella, enquanto ameaça Ellaria e as filhas adotivas dela com severas conseqüências caso elas o desafiem novamente. No entanto, Ellaria mais tarde envenena secretamente Myrcella apesar do aviso de Doran. Na sexta temporada, Doran descobre o assassinato de Myrcella, mas ele é imediatamente morto por Ellaria, enquanto seus homens se levantam e observam enquanto ele morre.

- Areo Hotah (temporada 5–6) interpretado por DeObia Oparei. Areo Hotah é o capitão de longa data da guarda raal do palácio de Doran Martell, famoso por sua lealdade e seu longaxe. Ele prende Jaime Lannister, Bronn, Ellaria Sand e as Serpentes da Areia após sua batalha pela posse de Myrcella Baratheon, mas os libera a pedido de Doran. Como retribuição por ter golpeado Trystane Martell, Areo ataca Bronn no rosto. Na sexta temporada, depois que Doran descobre a morte de Myrcella nas mãos de Ellaria, ele é esfaqueado e envenenado por Tyene Sand e morre imediatamente.

- As Serpentes da Areia (temporadas 5-7) são as oito filhas ilegítimas de Oberyn Martell: Obara, Nymeria, Tyene, Sarella, Elia, Obella, Dorea e Loreza, as quatro últimas e mais jovens também filhas de Ellaria Sand. As quatro mais velhas são filhas de diferentes mulheres: Obara de uma prostituta de  Oldtown; Nymeria (também conhecida como Lady Nym) de uma aristocrata de Volantis; Tyene de uma Septã que serve à Fé dos Sete; Sarella de uma capitã de um navio-mercante das  Ilhas de Verão chamado Feathered Kiss. Elas são coletivamente chamadas de As Serpentes da Areia em referência ao apelido de seu pai, a "Víbora Vermelha", e ao costume regional do sobrenome Sand (Areia) ser dado a todos os filhos bastardos de Dorne. Na série de tv, Obara Sand é vivida por Keisha Castle-Hughes, Nymeria Sand por Jessica Henwick, e Tyene Sand por Rosabell Laurenti Sellers.[3] As outras Serpentes da Areia não aparecem na série.[4]

### Casa Stark, servidores e vassalos
- Rickon Stark
- (temporada 1–3, 6) interpretado por Art Parkinson. Rickon Stark é o filho mais novo de Lorde Eddard e Lady Catelyn, naturalmente agressivo e de força de vontade. Seu lobo gigante se chama Cão Felpudo também compartilha essas qualidades. Quando Theon Greyjoy captura Winterfell na 2ª temporada, Rickon se esconde nas criptas. Depois que Winterfell é demitido e queimado, ele, Bran, Hodor, a mulher selvagem Osha e os lobisomens viajam pelo norte. Na 3ª Temporada, antes de chegarem na Muralha, Rickon, seu lobo gigante e Osha se separaram do resto do grupo, indo para o Último Lar, o castelo dos Umbers. Na 6ª temporada, Rickon e Osha são traídos pelos Umbers para os Boltons após a morte de Greatjon Umber e se tornaram reféns de Ramsay Bolton. No início de um grande confronto entre os Boltons e os rebeldes do Norte liderados por Jon Snow, Rickon é libertado por Ramsay e avisado para correr em direção a Jon, sem saber que é apenas uma armadilha para atrair Jon para o público. Pouco antes de chegar a Jon, Rickon é baleado e morto por Ramsay. Após a derrota de Ramsay, Jon ordena o corpo de Rickon enterrado na cripta Winterfell.

- Hodor
- (temporada 1–4, 6) interpretado por Kristian Nairn. Hodor é um homem estável enorme, fisicamente forte e incapacitado intelectualmente em Winterfell que só pode dizer a palavra "Hodor". Ele se esconde nas criptas junto com Osha, Bran e Rickon, fingindo escapar do castelo. Eles acabam deixando as criptas apenas para encontrar o castelo destruído. Depois de falar com o Maester Luwin, está decidido que eles devem ir para Muralha. Na terceira temporada, Bran decide ir além da Muralha para encontrar o Corvo de Três Olhos e Hodor o ajuda ao lado de Meera e Jojen Reed após a saída de Rickon e Osha. Na 4ª temporada, eles chegam na Fortaleza de Craster, onde são capturados pelos amotinados da Patrulha da Noite, liderados por Karl. Hodor é acorrentado a um poste e abusado por alguns amotinados, que o cutucam com lanças e eventualmente o apunhalam na perna para impedi-lo de intervir em favor de Bran. Hodor é mais tarde acorrentado em uma cabana com os outros prisioneiros, e quando Bran é raptado por Locke, Bran avança em Hodor e o usa para matar Locke, quebrando seu pescoço. Hodor liberta os outros e eles escapam, eventualmente alcançando o Corvo de Três Olhos em sua caverna. Durante a 6ª temporada, Bran aprende através de visões do passado que, quando menino, Hodor foi nomeado Wyllis e possuía habilidades normais de fala. Quando a caverna é invadida por Caminhantes Brancos e mortos-vivos, enquanto Bran está vendo o passado, Bran entra em Hodor para induzi-lo a levar Bran para a segurança. Uma vez que eles saem através de uma passagem, Meera ordena a Hodor que "segure a porta" contra os animais; no passado, Wyllis entra em colapso e repete essa frase até que ela entra em "Hodor". No presente, Hodor é morto quando as criaturas eventualmente destroem a porta, mas Meera escapa com Bran.

- Robett Glover (temporada 6–8) interpretado por Tim McInnerny. Robett é o irmão de Galbart Glover, o mestre de Deepwood Motte. Ele o sucedeu após a morte de Galbart na Guerra dos Cinco Reis. A Casa Glover era vassalo da Casa Stark, mas isso mudou depois que os Boltons. Ele recusa o pedido de ajuda de Jon e Sansa contra os Boltons, citando a morte de seu irmão lutando por Robb, o fato de que Robb marchando para a guerra no sul forneceu uma oportunidade para o Nascido do Ferro capturar seu castelo, matando seus súditos e aprisionando sua família e, finalmente, o fato de que o exército de Jon é composto principalmente por Selvagens, que as casas do norte têm lutado por gerações. No entanto, depois de Jon Snow e Sansa Stark recapturam Winterfell dos Boltons, com ajuda de Mindinho e os Cavaleiros do Vale, a Casa Glover torna-se jurada a Casa Stark mais uma vez, com Lord Glover se desculpando por sua prévia recusa de ajuda e coroando Jon, o Rei no Norte.

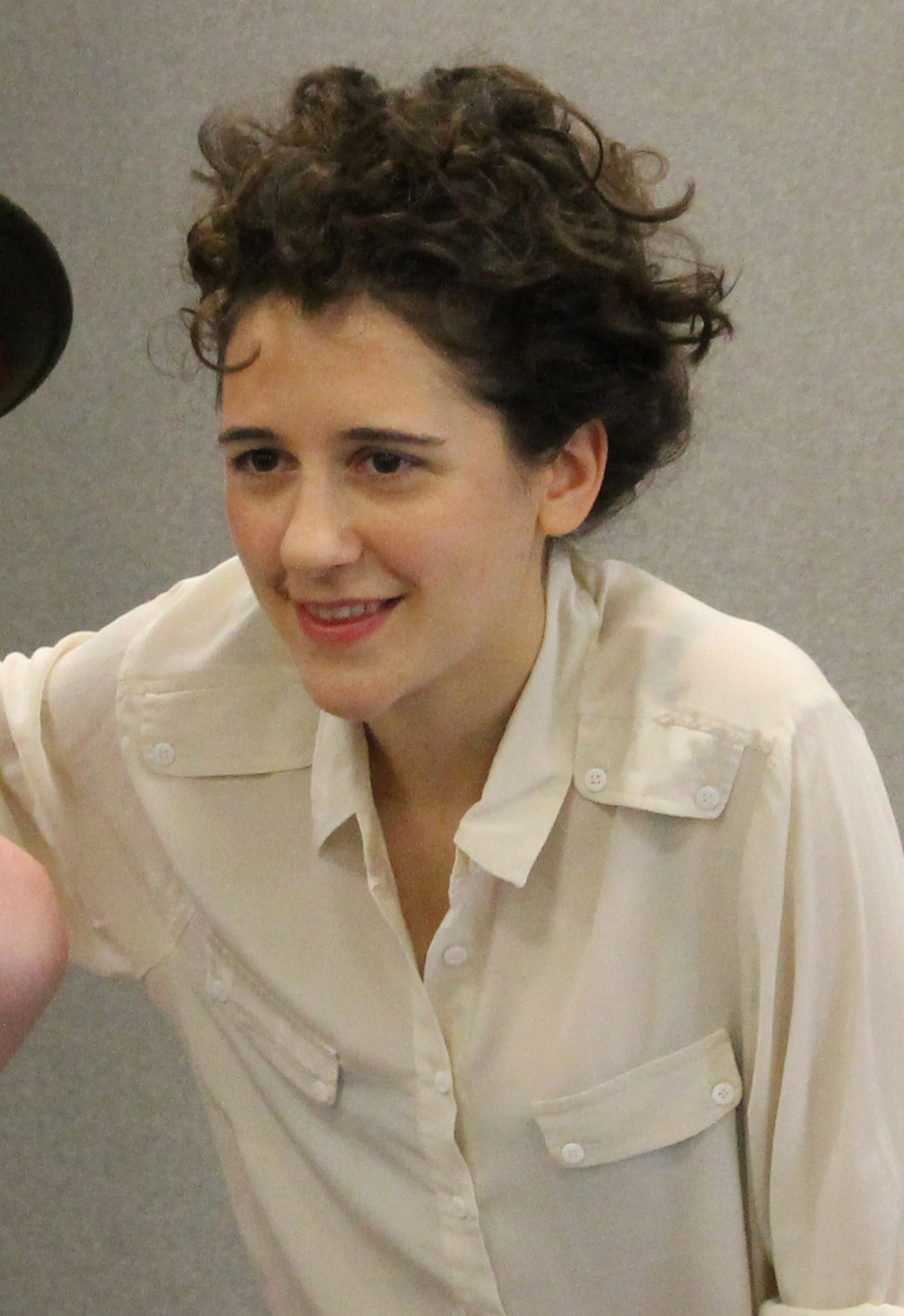
Ellie Kendrick

- Meera Reed (temporada 3–4, 6–8) interpretada por Ellie Kendrick. A irmã mais velha de Jojen e filha de Lorde Howland Reed, o velho amigo de Eddard Stark da Rebelião de Robert. Na terceira temporada, Meera e seu irmão se juntam a Bran em sua jornada para Muralha e além dela, a fim de ajudá-lo a encontrar o Corvo de Três Olhos. Na 4ª temporada, eles chegam no Forte de Craster e são capturados pelos amotinados da Patrulha da Noite, liderados por Karl. Meera é quase estuprada por Karl, mas é salva quando Bran revela sua identidade para protegê-la. Karl mais tarde tenta estuprá-la novamente, mas um ataque dos guardas da Patrulha da Noite a salva, e eles conseguem escapar durante a briga. Eles eventualmente alcançam o Corvo de Três Olhos em uma caverna, mas são atacados por esqueletos reanimados fora dele. Jojen é fatalmente esfaqueado, e Meera executa-o com misericórdia. Na 6ª temporada, ela continua a chorar por Jojen. Depois que a caverna é atacada por Caminhantes Brancos, ela puxa Bran para a segurança até que os animais apareçam. Eles são resgatados pelo tio de Bran, Benjen Stark, que finalmente os leva de volta a Muralha. Quando ela deixa Bran para voltar para o sul de sua casa, ela fica arrasada por ele não reconhecer seus sacrifícios ou os de seu irmão.

- Lyanna Mormont (temporada 6–8) interpretada por Bella Ramsey. Lyanna Mormont é a chefe de 10 anos da Casa Mormont da Ilha do Urso. Ela é sobrinha do Lorde Comandante Jeor Mormont da Patrulha da Noite e prima de Sor Jorah Mormont. Na quinta temporada, ela recusa o pedido de Stannis Baratheon para ajudá-lo em sua campanha para derrubar os Boltons e reunir o Norte para ajudá-lo a retomar o Trono de Ferro, afirmando sua lealdade à Casa Stark. Na sexta temporada, ela é abordada por Jon Snow, Sansa Stark e Davos Seaworth para ajudar na retomada de Winterfell de Ramsay Bolton. Embora Lyanna esteja pronta para recusar, citando Jon como um bastardo e Sansa como uma esposa Lannister/Bolton, ela é persuadida a oferecer ajuda quando Davos a informa da batalha que vem contra o Rei da Noite. Ela acompanha as forças Mormont e testemunha a batalha subsequente entre os exércitos de Jon e Ramsay. Depois que o castelo é retomado, Lyanna adverte Wyman Manderly e Robett Glover por recusarem os pedidos de ajuda de Jon, e é a primeira a proclamar Jon o novo rei no norte. Enquanto Jon e os Lordes do Norte planejam a próxima guerra, ela insiste que meninas e meninos devem aprender habilidades militares.

- Maester Wolkan (temporada 6–8) interpretado por Richard Rycroft. Um membro da Ordem dos Mestres que está a serviço da Casa Bolton em Winterfell. Ele testemunha Ramsay matar Roose e relutantemente convoca Walda e o bebê para que Ramsay também o mate. Após a derrota dos Boltons, ele serve os Starks. Ele não quer ajudar Petyr Baelish a causar atrito entre Sansa e Arya Stark. Ele constrói uma cadeira de rodas para Bran.

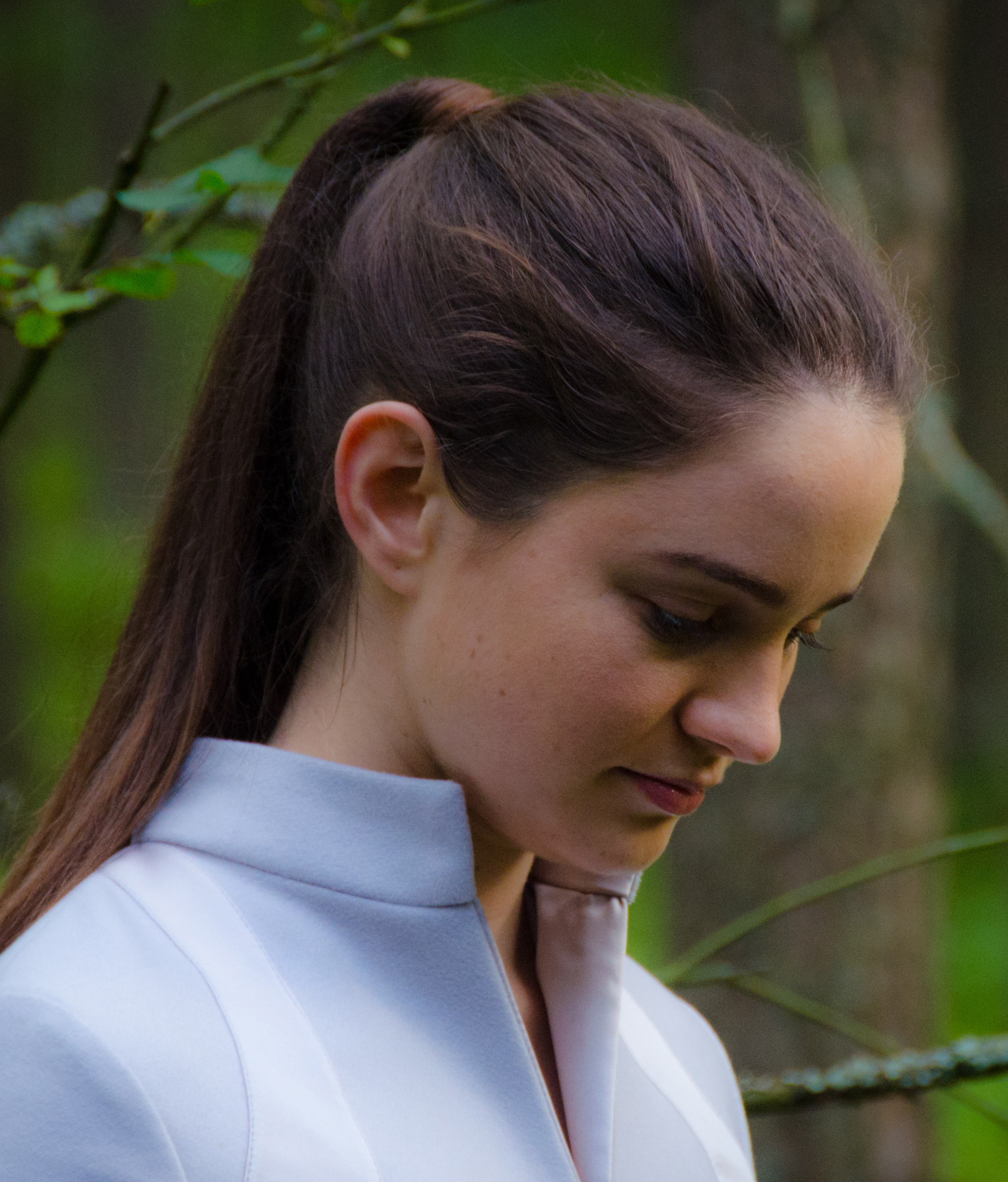
Aisling Franciosi

- Lyanna Stark (temporada 6-7) retratada por Cordelia Hill quando criança, e por Aisling Franciosi quando adulta. Em flashbacks durante a sexta e sétima temporada, Lyanna é apresentada como a irmã de Ned Stark, que foi prometida para se casar com Robert Baratheon, mas todos acreditam que ela foi seqüestrada e estuprada por Rhaegar Targaryen. Durante o torneio em Harrenhal, Rhaegar passou por sua esposa, Elia Martell, e colocou uma coroa de rosas de inverno no colo de Lyanna. De fato, Lyanna amava Rhaegar e era casada com ele em segredo. Na Torre da Alegria, Lyanna está sendo protegida por vários membros da Guarda Real quando Ned chega para tentar encontrá-la. Derrotando Sor Arthur Dayne, da Guarda Real, Ned entra na Torre da Alegria, onde encontra Lyanna em uma cama com sangue, mas ainda viva. Lyanna pede a Ned que prometa proteger seu filho, que se revela Jon Snow, e impedir Robert de matá-lo, escondendo sua linhagem Targaryen.

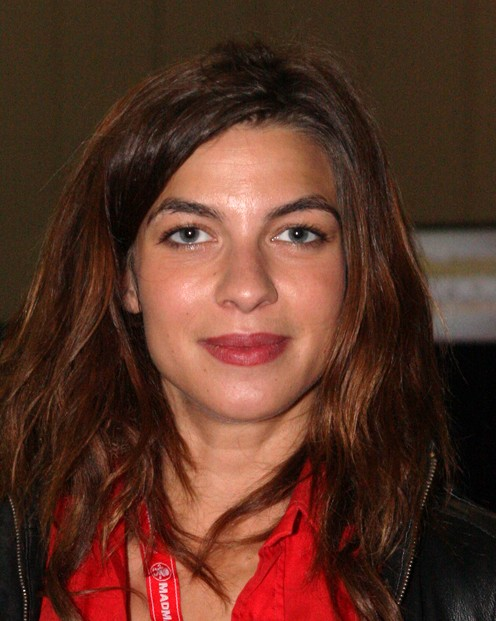
Natalia Tena

- Osha (temporada 1–3, 6) interpretada por Natalia Tena. Osha é uma mulher selvagem capturada por Robb e mantida em cativeiro em Winterfell. Osha trabalha nas cozinhas, muitas vezes dando conselhos a Bran. Após o saque de Winterfell por Theon Greyjoy, Osha ajuda Bran e Rickon a escapar, junto com seus lobos e Hodor. Ela mata Maester Luwin ferido em ato de misericórdia. Mais tarde, ela e seus companheiros viajam até a Muralha para buscar ajuda. Na 3ª temporada, antes de chegarem na Muralha, Osha, Rickon e seu lobo se separaram do resto do grupo que se dirigia para o Último Lar, o lar dos Umbers. Na 6ª temporada, eles são traídos pelos Umbers para os Boltons depois da morte de Greatjon Umber e se tornaram reféns de Ramsay Bolton. Osha mais tarde tenta matar Ramsay, mas em vez disso se suicida.

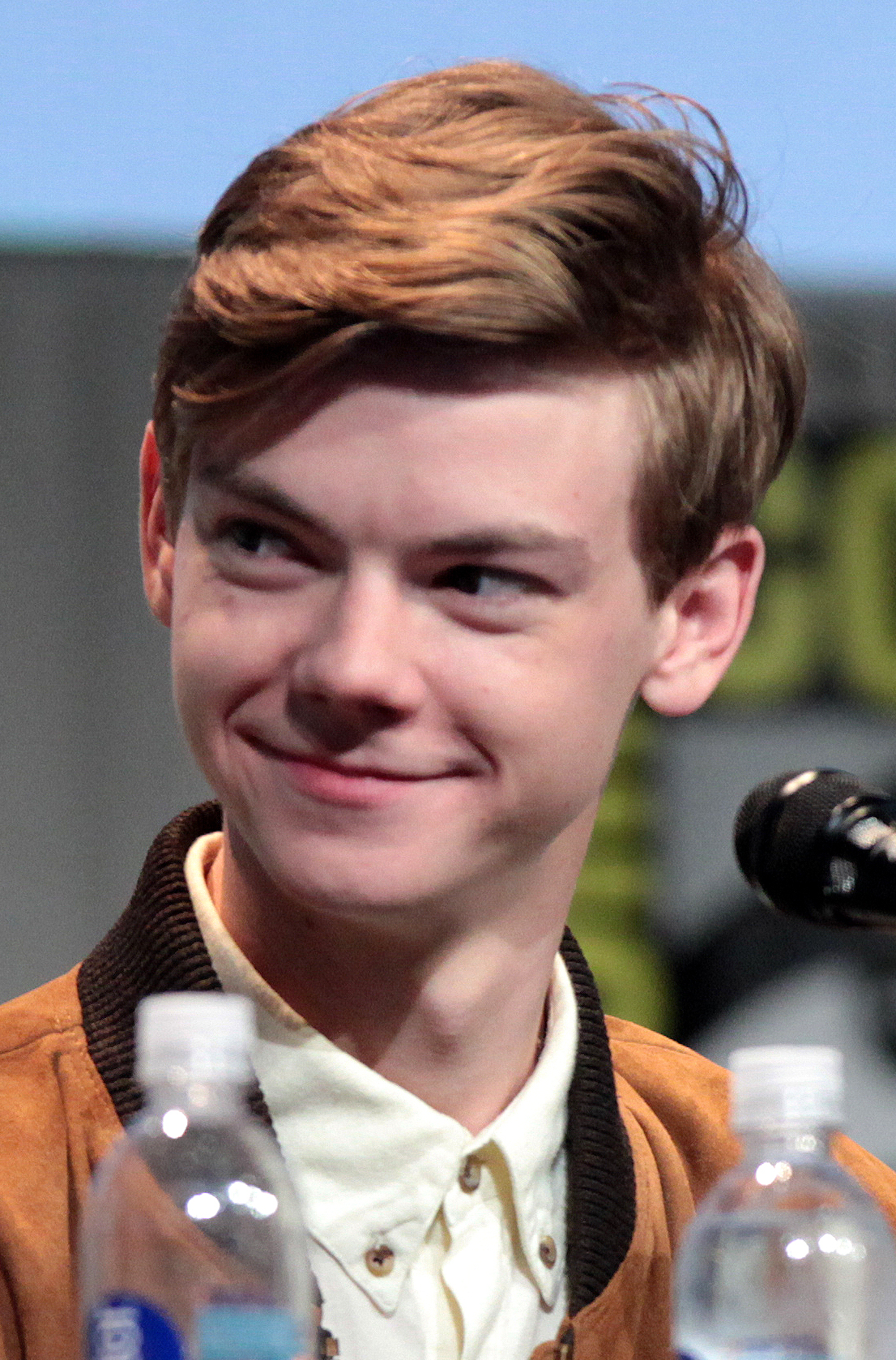
Thomas Sangster

- Jojen Reed (temporada 3–4) interpretado por Thomas Sangster. Um menino com ideias especiais e filho de Lord Howland Reed, velho amigo de Eddard Stark da Rebelião de Robert. Na terceira temporada, Jojen e sua irmã se juntam a Bran em sua jornada ao Muro e além, a fim de ajudá-lo a encontrar o Corvo de Três Olhos. Na 4ª temporada, eles tropeçam no Forte de Craster e são capturados pelos amotinados da Patrulha da Noite, liderados por Karl, durante os quais Jojen sofre de uma convulsão. Jojen e os outros são libertados quando Bran entra em Hodor e o faz matar Locke e soltá-los, mas Jojen impede Bran de se reunir com seu irmão, Jon Snow, já que ele sabe que Jon tentaria parar sua jornada. Uma vez que eles chegam ao seu destino, no entanto, eles são atacados por esqueletos reanimados, e Jojen é esfaqueado na luta que se seguiu. Meera acaba com ele por misericórdia.

- Rickard Karstark (temporada 1–3) interpretado por Steven Blount na primeira temporada, e por John Stahl da segunda temporada em diante. Rickard Karstark é um Vassalo do Norte, Senhor de Karhold e ele é um dos principais membros do conselho de guerra de Robb Stark. Os Karstarks são primos distantes dos Starks de Winterfell. Os filhos de Karstark Harrion e Torrhen foram mortos por Jaime Lannister, e Karstark promete retribuição. Ele fica enfurecido quando Catelyn Stark decide libertar Jaime em uma tentativa de garantir a segurança de suas filhas. Quando Karstark descobre que Edmure Tully derrotou os Lannister em uma batalha perto de Riverrun e levou dois de seus jovens parentes como reféns, Karstark ordena que seus homens os matem. Karstark é posteriormente condenado à morte por Robb, e ele avisa a Robb que suas ações eventualmente levarão a sua própria morte, pouco antes de ele ser executado.

- Meistre Luwin (temporada 1–2) interpretado por Donald Sumpter. Luwin, Meistre de Winterfell, é o principal conselheiro de Lorde Stark. Ele é um dos poucos Meistres que estudou a magia e o ocultismo. Com a saída de Robb Stark, a regra do dia-a-dia do Norte recai sobre Sor Rodrik Cassel e Meistre Luwin, agindo com a voz de Bran. Depois que Winterfell é tomado por Theon, Luwin deve aconselhá-lo por causa de seu valor para servir ao governante de Winterfell. Quando Ramsay Snow lança um ataque a Winterfell para expulsar os Nascidos do Ferro, Luwin aconselha Theon a fugir para a Muralha e se juntar à Patrulha da Noite, onde seus crimes serão perdoados, mas Theon em vez disso reúne seus poucos homens restantes para enfrentar Ramsay, e traído por seus próprios homens. Luwin, em uma tentativa de salvar Theon, é esfaqueado por Dagmer. Bran Stark e seu grupo saem do esconderijo para encontrar Winterfell saqueada por Ramsay e seus homens e Luwin morrendo na Floresta dos Deuses, onde ele declara sua lealdade e amor pelos Starks antes de fazer Osha executá-lo em ato de misericórdia, longe da vista de Bran e Rickon.

- Rodrik Cassel (temporada 1–2) interpretado por Ron Donachie. Sor Rodrik Cassel é o mestre de armas em Winterfell. Após a descoberta da origem da faca da tentativa de assassinato de Bran Stark, ele acompanha Lady Catelyn Tully até Porto Real. Mais tarde, Lady Catelyn decide se juntar a Robb em Moat Cailin e nomeia Sor Rodrik Castellan de Winterfell. Quando os Nascidos do Ferro atacam a Praça de Torrhen, Sor Rodrik reúne uma força para expulsá-los, incluindo a maior parte da guarnição de Winterfell. Os Nascidos do Ferro sob a liderança de Theon Greyjoy então ataca e pega Winterfell, e Sor Rodrik é capturado enquanto se defende. Sor Rodrik se recusa a jurar fidelidade a Theon e cospe em seu rosto. Theon ordena que ele seja jogado nas masmorras, mas Dagmer insiste que Theon o execute para ganhar respeito. Theon executa Sor Rodrik, mas é preciso vários golpes de espada para decapitá-lo.

- Jory Cassel (temporada 1) interpretado por Jamie Sives. Jory Cassel era o capitão da guarda em Winterfell e sobrinho de Sor Rodrik. Assassinado por Jaime Lannister durante uma briga entre os homens de Jaime e Eddard Stark pelo sequestro de Tyrion Lannister pela esposa de Eddard.

- Septa Mordane (temporada 1) interpretada por Susan Brown. Septa Mordane era uma sacerdotisa da Fé dos Sete Deuses (da qual Catelyn Stark é uma observadora) e governanta das jovens damas de Winterfell. Ela foi morta pelos Lannisters após a tentativa fracassada de Eddard Stark de prender o rei Joffrey e a rainha Cersei.

- Velha Ama (temporada 1) interpretado por Margaret John. A Velha Nan era uma velha serva em Winterfell que conta as histórias das crianças Stark além da Muralha. Ela é a bisavó de Hodor. Margaret John morreu antes das filmagens da 2ª temporada e os escritores decidiram que Old Nan morreu entre as estações, em vez de reformular o papel.

- Jon Umber (temporada 1) interpretado por Clive Mantle. Chamado "o Greatjon", o Senhor Umber é o Senhor da Última Lareira e um Vassalo do Norte. Na 1ª temporada, ele se junta a Robb Stark na guerra e é o primeiro a chamá-lo de O rei no Norte. Na terceira temporada, o norte perde a guerra após a morte do rei Robb, mas seu irmão mais novo Rickon se dirige à sede da Casa Umber para buscar refúgio. Entre a terceira e a sexta temporadas, Rickon e Osha chegam na Última Lareira, mas em algum momento, Greatjon morre sob circunstâncias desconhecidas e suas terras passam para seu filho, Smalljon Umber, que trai Rickon e Osha para Ramsay Snow.

### Casa Targaryen, servidores e vassalos
- Rhaegar Targaryen (temporada 7) interpretado por Wilf Scolding. Em flashbacks da sétima temporada, é mostrado que Rhaegar Targaryen era príncipe, filho mais velho e herdeiro do rei Aerys II Targaryen, e era o príncipe de Pedra do Dragão. Ele era o irmão mais velho de Viserys e Daenerys Targaryen, e o marido de Elia Martell, uma prima distante com quem teve dois filhos, Rhaenys e Aegon Targaryen. No entanto, ele anulou seu casamento com Elia e casou-se secretamente com Lyanna Stark. Rhaegar foi o suposto instigador da Rebelião de Robert depois de supostamente sequestrar Lyanna, a prometida de Lorde Robert Baratheon. Durante a Rebelião de Robert, tanto Rhaegar, seu pai Aerys, sua ex-esposa Elia e seus filhos Rhaenys e Aegon foram mortos. Na Torre da Alegria, onde estava sendo mantida, Lyanna é encontrada por seu irmão Eddard Stark, após dá a luz um filho de Rhaegar, e diz que o nome de seu filho também é Aegon. O parentesco de Aegon é mantido em segredo, e ele é criado por Eddard Stark, como seu bastardo para protegê-lo dos inimigos da Casa Targaryen, com o nome de Jon Snow.

- Aerys II Targaryen (temporada 6) interpretado por David Rintoul. Em flashback da sexta temporada, é mostrado que Aerys II Targaryen, também conhecido como "O Rei Louco", foi o décimo sétimo e último membro da Casa Targaryen a se sentar no Trono de Ferro. O início de seu reinado foi promissor, resultando em paz e prosperidade aos Sete Reinos, graças a ajuda de Tywin Lannister, mas o rei logo começou a ficar cada vez mais insano, principalmente após o Desafio de Valdocaso, onde ficou cativo de um nobre rebelde por vários meses. Sua crueldade e paranoia apenas cresceram depois disso. Foi morto durante uma grande revolta (Rebelião de Robert) que destronou sua família e viu ascender em Westeros uma nova dinastia real, com os Baratheons assumindo o controle do reino.

- Barristan Selmy (temporada 1, 3-5) interpretado por Ian McElhinney. Sor Barristan Selmy é o Senhor Comandante da Guarda Real e membro do Conselho Pequeno. Conhecido como "Barristan, o ousado", ele é considerado um dos mais famosos cavaleiros dos Sete Reinos. Ned tem um tremendo respeito por Barristan enquanto permaneceu leal para proteger o Rei Louco, Aerys II. Ele sofreu ferimentos no Tridente, que impediu Selmy de ter lugar nas batalhas finais da guerra, que finalmente levaram à sua sobrevivência e perdão. Quando Ned tenta prender Cersei e Joffrey, ele informa Sor Barristan do testamento de Robert e diz a seus homens para não prejudicá-lo. Depois que Joffrey se torna rei e Ned é preso, Cersei e Joffrey forçam Sor Barristan a se aposentar, e para sua ira, sua posição de Comandante deve ser dada a Jaime. Sor Barristan recusa a oferta de ter um castelo e servos em reconhecimento ao seu serviço e deixa Porto Real. Sor Barristan retorna na terceira temporada, onde ele oferece seu serviço para Daenerys como membro de sua Guarda da Rainha para se redimir por ter falhado com sua família. Ele e Sor Jorah Mormont tendem a entrar em conflito sobre quais ações Daenerys deveria usar com o primeiro preferindo escolhas honrosas enquanto o segundo preferindo escolhas pragmáticas. Barristan mais tarde descobre que o propósito original de Jorah era espionar Daenerys para Robert e Lord Varys, e informa a Daenerys, temendo por sua segurança e levando-a a exilar Jorah de Meereen sob ameaça de execução. Quando surge um movimento de resistência, os Filhos da Harpia, abertamente hostis à conquista e à política de Daenerys, Barristan aconselha a rainha a permanecer apenas com seus inimigos e conta os crimes e a atitude cruel de seu pai, que levaram à sua queda. Ele eventualmente sofre ferimentos mortais em uma briga com um grupo de Filhos da Harpia ao lado de Verme Cinzento, embora ele tenha conseguido matar a maioria deles com destreza. Ele é lamentado por Daenerys como ela o considerava um amigo leal e sua morte faz com que ela retalie sobre os Grandes Mestres.

- Hizdahr zo Loraq (temporada 4–5) interpretado por Joel Fry. Hizdahr é um comerciante de escravos da cidade de Meereen, na costa da Baía dos Escravos, e um descendente da Casa de Loraq, uma antiga e orgulhosa linhagem de traficantes de escravos. Ele afirma a Daenerys Targaryen que seu pai, que Daenerys ordenou ser crucificado, era na verdade contra a crucificação de crianças, e pede permissão para dar ao pai um funeral apropriado, que ela aceita. Daenerys depois enviou Hizdahr a Yunkai junto com Daario Naharis como seu embaixador para persuadir os sábios mestres a se submeterem a seu governo. Na 5ª temporada, ele retorna com Daario alegando ter conseguido, embora os mestres querem Daenerys reabrir os combates em troca, que ela se recusa, embora ela lhe concede uma posição em seu Conselho Pequeno. Depois que Barristan Selmy é morto e Verme Cinzento fica seriamente ferido em um ataque dos Filhos da Harpia, Daenerys concorda em reabrir o coliseu e se casar com Hizdahr para trazer a paz, embora Daario insinue que Hizdahr está trabalhando com os Filhos da Harpia. No dia de abertura dos Grandes Jogos, no entanto, os Filhos da Harpia atacam novamente e Hizdahr é morto, revelando que ele era fiel a Daenerys o tempo todo.

- Mossador (temporada 4–5) interpretado por Reece Noi. Mossador é um ex-escravo que se juntou à rebelião contra os mestres de Meereen. Na quinta temporada, depois que os Filhos da Harpia se levantam e matam os Imaculados, Mossador os defende e os mata sem misericórdia, argumentando que Meereen não é como Westeros e a única língua que os Meereeneses entendem é sangue e violência. Ele é executado por Daario Naharis depois de assassinar um filho em cativeiro sem o consentimento de Daenerys.

- Kovarro (temporada 2) interpretado por Steven Cole. Kovarro é um Dothraki Bloodrider jurado a Daenerys Targaryen. Seu personagem não aparece nos livros porque Kovarro é criado para a série de TV. Ele encontra Qarth e leva Daenerys até lá, após a traição de Pyat Pree, ele se esconde ao lado de Jorah Mormont e Daenerys até que Daenerys recupera seus dragões. A única coisa que lhe interessa em Qarth é roubar todo o ouro e jóias de Xaro Xoan Daxos.

- Doreah (temporada 1–2) interpretada por Roxanne McKee. Doreah é uma escrava comprada para ensinar Daenerys a arte do amor. Ela foi vendida para um bordel quando tinha nove anos, por sua mãe. Ela é comprada por Viserys Targaryen para lhe dar prazer, e fica fascinada sobre as histórias dela sobre os dragões de Westeros. Na 2ª temporada depois de chegar em Qarth, Doreah é convencida por Xaro Xoan Daxos que Daenerys não iria deixar a cidade e ela rouba os dragões de Daenerys e se torna amante de Xaro. Depois de revelar os planos de Xaro, Daenerys o prende com Doreah vivos em um cofre.

- Irri (temporada 1–2) interpretada por Amrita Acharya. Irri é uma escrava, comprada para ensinar Daenerys o idioma Dothraki. Ela está apaixonada por Rakharo e está profundamente angustiada com sua morte e a profanação de seu cadáver. Ela e Doreah são mostradas em desacordo, devido a Irri valorizar a tradição e as crenças míticas dos Dothraki sobre os ideais estrangeiros de Doreah. Na 2ª temporada ela é morta em Qarth durante o roubo dos dragões. Em uma cena deletada, é mostrado que ela é estrangulada até a morte por Doreah.

- Rakharo (temporada 1–2) interpretado por Elyes Gabel. Rakharo é um jovem cavaleiro, jurado a Khal Drogo e depois a Daenerys Targaryen. Nas profundezas do Deserto Vermelho enquanto enfrenta a fome, Daenerys envia Rakharo, Aggo e Kovarro para explorar em três direções diferentes, usando os últimos cavalos restantes. Mais tarde, o cavalo de Rakharo volta com a cabeça de Rakharo. Supõe-se que Rakharo seja morto por algum outro Khal. Irri teme que sem a cabeça, a alma de Rakharo se perca e não encontre o caminho para as Terras Noturnas.

### Casa Tully
- Edmure Tully (temporada 3, 6) interpretado por Tobias Menzies. O irmão mais novo de Catelyn e Lysa e o Lorde de Riverrun depois que seu pai Hoster morre na terceira temporada. Um homem ousado mas de bom coração, Edmure não é um bom estrategista, mas um político competente. Para restaurar a aliança com Walder Frey, e para fazer as pazes com Robb Stark por inadvertidamente reduzir seu plano de atrair Tywin Lannister para a batalha, Edmure é prometido a uma das filhas de Frey, Roslin. Edmure e Roslin são casados e levados para uma "cerimônia da cama", após a qual os Freys massacram a família Stark no "Casamento Vermelho". Ele se torna um prisioneiro dos Freys após a morte de sua irmã Catelyn e sobrinho Robb. Quando seu tio Brynden retoma Riverrun dos Freys, Edmure é usado como refém para forçar Brynden a se render, mas ele se recusa, enquanto os Freys também se recusam a matar Edmure. Jaime Lannister mais tarde se encontra com Edmure e falsamente ameaça sua esposa e bebê com a morte se ele não convencer Brynden a se levantar. Ele é posteriormente libertado e autorizado a entrar em Riverrun, onde ele dá a ordem de se render. Os Lannister e Freys retomam o castelo e Edmure é capturado mais uma vez para garantir a lealdade dos Tullys.

- Brynden Tully (temporada 3, 6) interpretado por Clive Russell. Comumente conhecido como "O Peixe Negro", Sor Brynden é o tio de Catelyn, Lysa e Edmure e um experiente veterano de guerra. Ele retorna a Riverrun durante a terceira temporada antes da morte de seu irmão mais velho para fazer as pazes. Ele serve como conselheiro e confidente tanto para sua sobrinha Catelyn quanto para o rei Robb Stark. No casamento de Edmure com Roslin Frey, nas Gêmeas, Brynden sai do banquete para "encontrar uma árvore para mijar", e ao fazê-lo escapa por pouco do massacre do Casamento Vermelho que se seguiu quando os Freys e Boltons traíram os Starks. Lorde Frey está visivelmente intocado pela ausência do homem, enquanto Roose Bolton parece perturbado, ciente de que Brynden é capaz de manter Riverrun (que foi concedido a Lord Frey como pagamento) contra o Trono de Ferro, mesmo com seu genro, Edmure, em cativeiro. Na verdade, Brynden retoma Riverrun dos Freys e o mantém em nome de Robb, recusando-se a se render mesmo quando a vida de Edmure está ameaçada. O castelo eventualmente cai quando Edmure é permitido entrar e dá a ordem para se levantar. Brynden, no entanto, se recusa a se entregar e decide lutar até a morte. Mais tarde ele é relatado morto.

- Roslin Frey (temporada 3) interpretada por Alexandra Dowling. Roslin Tully (nascida Frey) é a filha de Lorde Walder Frey e considerada a mais bela. Ela foi anteriormente a noiva para Robb Stark, que não tinha conhecimento de sua beleza e se casou com Talisa Maegyr. Ela é casada com Lorde Edmure Tully como compensação no que ficou conhecido como o Casamento Vermelho. Na sexta temporada, é mencionado que Roslin deu à luz o filho de Edmure.

### Casa Tyrell e vassalos
- Olenna Tyrell

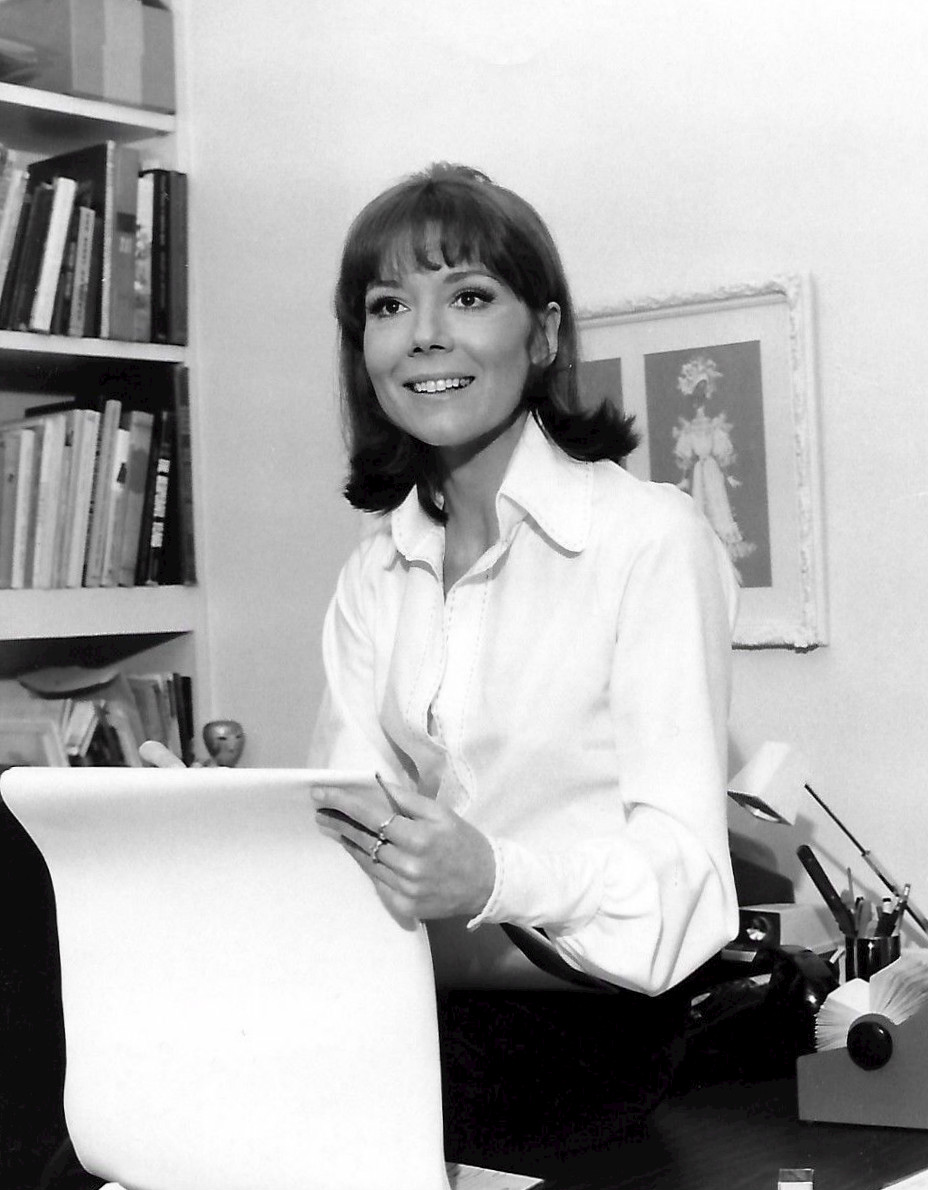
Diana Rigg

- (temporada 2-7) interpretada por Diana Rigg. Olenna Tyrell (nascida Redwyne) é a viúva do Lorde Luthor, mãe do atual Senhor da Campina, Mace Tyrell, e avô de Margaery e Loras Tyrell. Ela é mais conhecida como a "Rainha dos Espinhos" por causa de sua língua afiada. Olenna raramente não afirma sua opinião e de acordo com sua neta Margaery, ela não é a mais paciente das mulheres. Embora ela zombe regularmente de membros da sua própria família, ela parece ser uma acérrima defensora dos interesses da família. Em sua juventude, ela quase foi casada com um membro da Casa Targaryen, mas Olenna fez tudo que podia para que isso nunca acontecesse. Ela fala com desdém sobre a história de loucura da família Targaryen. Olenna gostava do marido Luthor o suficiente, já que ele era gentil e não inábil na cama, mas ela ainda assim o considerava um idiota. Ela lamenta por não ter a chance de bater em seu filho Mace mais vezes quando ele era criança, já que assim ele estaria mais preparado para atender o seu conselho quando ele se tornou um adulto.

- Mace Tyrell (temporada 4–6) interpretado por Roger Ashton-Griffiths, é o senhor de Highgarden, defensor das marchas, alto marechal do alcance e diretor do Sul, ele é o pai de Loras e Margaery e filho de Lady Olenna. Lady Olenna tem uma opinião baixa sobre Mace, a quem ela chama de "Lorde Imbecil". Originalmente, ele era a Mão do Rei para Renly Baratheon antes da morte deste último durante a Guerra dos Cinco Reis, Mace concorda com uma aliança Lannister-Tyrell como proposto por Petyr Baelish. Ele é nomeado Mestre dos Navios no Pequeno Conselho de Joffrey e comparece ao casamento de Joffrey e Margaery. Após a morte de Joffrey, Mace serve como um dos juízes no julgamento de seu assassino acusado, Tyrion Lannister. Ele está presente mais tarde no funeral de Tywin Lannister e no casamento de Tommen e Margaery, e, apesar de se oferecer como Mão do Rei para Tommen, ele é nomeado Mestre da Moeda por Cersei que, com o objetivo de mantê-lo longe da capital, enquanto ela esquemas contra sua filha, envia-o para renegociar a dívida real com o Banco de Ferro de Braavos. Mais tarde, ele chega a Braavos e não tem sucesso em sua tentativa de conquistar Tycho Nestoris, que não se impressiona com seus modos bufonhosos. Na sexta temporada, ele retorna a King's Landing com o exército de Tyrell para libertar Margaery da Fé Militante ao lado de Jaime Lannister, mas é frustrado quando Tommen forja uma aliança com o Alto Pardal. Mais tarde, ele é morto na destruição do Grande Septo de Baelor depois de ter ficado horrorizado, mas incapaz de proteger seu filho quando ele foi mutilado pelos membros da Fé Militante.

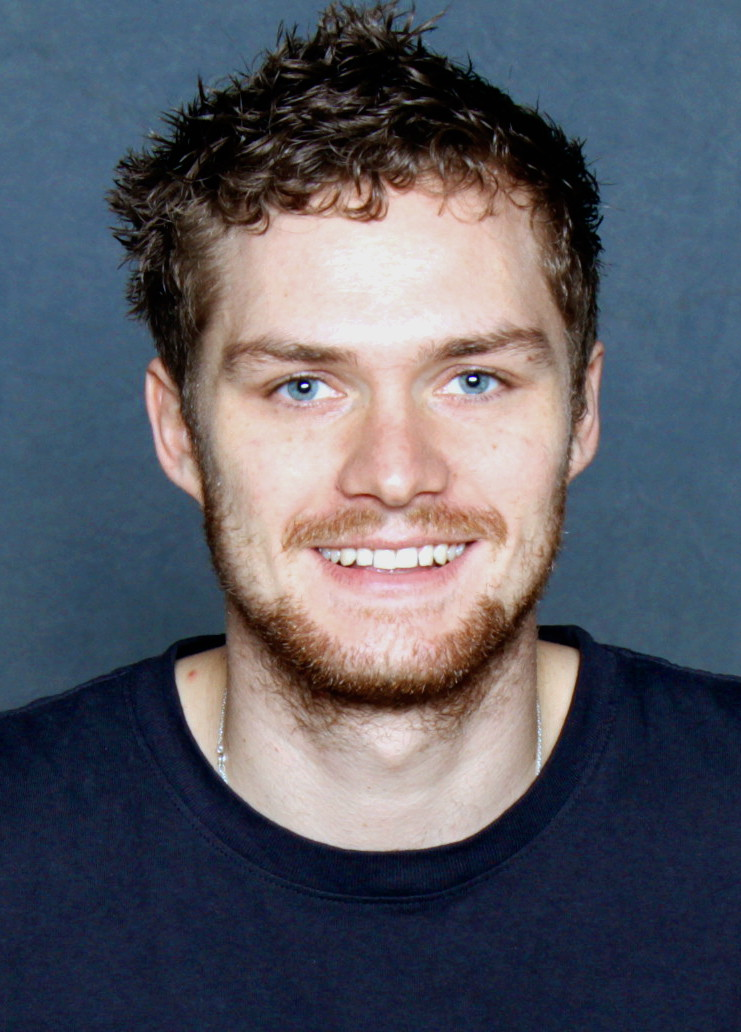
Finn Jones

- Loras Tyrell (temporada 1–6) interpretada por Finn Jones. Sor Loras Tyrell, conhecido como o "Cavaleiro das Flores", é um cavaleiro altamente qualificado. Conhecido por Westeros por sua beleza, ele é ex-escudeiro de Renly Baratheon e secretamente seu amante. Ele é amplamente conhecido em toda a Westeros por derrotar Jaime Lannister em uma partida justa. Na primeira temporada, ele encanta Sansa Stark antes de sua justa luta com Sor Gregor "O Montanha" Clegane, mas embora ele ganhe, Clegane o ataca em uma fúria cega e ele é salvo apenas pelo irmão de Clegane, Sandor, que Loras chama de campeão em gratidão. Em particular, enquanto faz a barba de Renly, Loras deixa claro que desaprova Joffrey e Stannis como herdeiros mais próximos de Robert, e diz a Renly que ele seria um grande rei. Na 2ª temporada, quando Renly faz sua reivindicação pelo Trono de Ferro, Loras e o resto da Casa Tyrell apóiam sua reivindicação e cimentam seu apoio ao se casar com a irmã de Loras, Margaery, com Renly. Loras e Renly permanecem inseparáveis mesmo depois do casamento de Renly. Após o assassinato de Renly, Loras enlouquece e promete vingança contra Stannis, mas secretamente culpa a si mesmo por ter pressionado Renly a fazer sua afirmação, mesmo que ele estivesse legitimamente atrás de Stannis. Quando os Tyrell se juntam à causa Lannister contra Stannis, Loras luta vestindo a armadura de Renly em homenagem ao rei caído na Batalha da Água Negra. Durante a terceira temporada, sua família planeja que ele se case com Sansa para o benefício de Sansa e sua família. No entanto, ele acidentalmente revela esse enredo para seu novo amante e escudeiro, Olyvar, que na verdade é um espião de Lorde Baelish. Tywin interrompe a trama de Tyrell fazendo com que Sansa se case com seu filho Tyrion e envolva Loras com sua filha Cersei. Na 4ª temporada, no casamento de Joffrey e Margaery, Loras troca brincadeiras com Jaime, que avisa Loras que se ele casar com Cersei, ela provavelmente o matará durante o sono e que ele nunca se casará com ela. Loras conta que Jaime também não se casará com Cersei, implicando que ele sabe de sua relação incestuosa com Cersei. Ele está mais tarde presente no julgamento de Tyrion por assassinar Joffrey, embora aparentemente ele não saiba que sua avó, Olenna Tyrell, é a verdadeira assassina. Na quinta temporada, ele comparece ao funeral de Tywin e oferece suas condolências a Cersei. Ele continua seu relacionamento sexual com Olyvar, sugerindo flertantemente que eles deveriam se mudar para Dorne, onde a homossexualidade é mais tolerada, e expressa a dúvida de que para Margaery ele ainda é obrigado a se casar com Cersei com Tywin morto. Mais tarde, ele está presente no casamento de Tommen e Margaery e, durante uma sessão de treinamento, é repentinamente preso por homossexualidade pela Fé Militante. Ele nega todas as alegações da Fé contra ele, incluindo seu caso com Renly, durante um inquérito presidido pelo Alto Pardal, mas eventualmente perde a paciência quando Olyvar testemunha contra ele, citando sua marca de nascença "na forma de Dorne", a coxa como prova. Isso leva a Fé a encarcerar tanto a ele quanto a sua irmã, a última por perjurar-se diante dos deuses em um esforço para protegê-lo e para abrir processos formais para eles. Na sexta temporada, após ser torturado por quase um ano, Loras admite seus "crimes" no dia de seu julgamento e se une para Fé Militante para sobreviver e uma estrela de sete pontas é esculpida em sua testa. Embora ele seja aceito em suas fileiras, ele é morto quando o Grande Septo de Baelor é destruído por um incêndio nas ordens de Cersei.

- Randyll Tarly (temporada 6–7) interpretado por James Faulkner, é o Lorde de Monte Chifre e o chefe da Casa Tarly, uma família vassala da Casa Tyrell de Highgarden. Randyll é o pai de Samwell Tarly e um dos maiores soldados de Westeros. Ele tem uma personalidade sem humor, é severo e intimidante. Ele exige disciplina marcial no campo e em sua casa. Ele força Sam a se juntar à Patrulha da Noite sobre a ameaça de morte. Na sexta temporada, ele não está satisfeito quando Sam retorna a Monte Chifre com Gilly e seu suposto filho com ela, e enfurecido quando ele percebe que Gilly é uma selvagem. Apesar de seu ódio pelos selvagens, Randyll concorda em deixar Gilly trabalhar nas cozinhas e criar o bebê como um bastardo da Casa Tarly, com a condição de que Sam nunca mais pise em Monte Chifre quando ele for para Vilavelha. Sam finalmente leva Gilly e o bebê com ele, e pega a ancestral espada valiriana de aço da Casa Tarly, Heartsbane. Na sétima temporada Jamie Lannister convence Lord Randyll a ficar do lado dos Lannisters contra os Tyrells. Isso vai bem inicialmente, pois os Tarlys ajudam a capturar Highgarden, mas quando Daenerys embosca as forças de Tarly e Lannister, eles são derrotados. Daenerys exige que os Tarlys e seus poucos soldados sobreviventes, agora cativos, dobre o joelho. Randyll se recusa e é executado pelo fogo do dragão.

- Melessa Tarly (temporada 6) interpretada por Samantha Spiro. Lady Melessa da Casa Florent é a esposa Lorde Randyll Tarly e mãe de Samwell Tarly da Patrulha da Noite. Ela é uma mãe doce, gorda e adorável, e tem carinho por Samwell. Quando Sam retorna a Monte Chifre com Gilly e seu bebê a caminho de Vilavelha, ela o cumprimenta calorosamente e fica furiosa quando Randyll insulta Sam e Gilly durante o jantar.

- Talla Tarly (temporada 6) interpretada por Rebecca Benson. Lady Talla é uma mulher gentil, amigável e despretensiosa, e é a irmã de Samwell Tarly. Ela cumprimenta Sam calorosamente quando ele retorna com Gilly e seu bebê a caminho de Vilavelha.

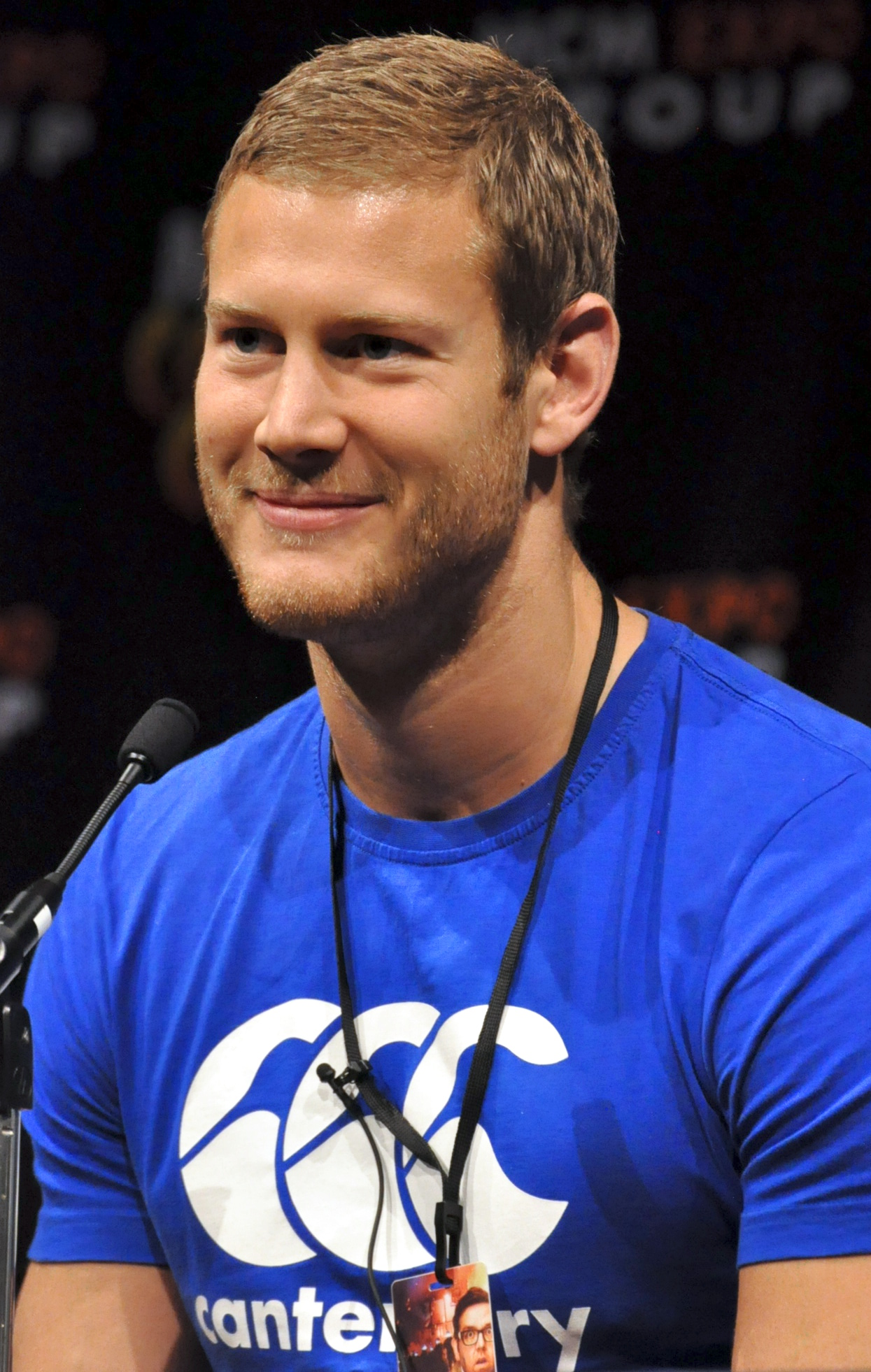
Tom Hopper

- Dickon Tarly (temporada 6–7) interpretado por Freddie Stroma na 6ª temporada e por Tom Hopper na 7ª temporada. Dickon é atlético, um bom caçador, um excelente espadachim, viril, não particularmente brilhante, mas o filho favorito de seu pai, lorde Randyll. Ele é o irmão mais novo de Samwell Tarly, mas foi declarado herdeiro quando Samwell foi enviado para a Patrulha da Noite. Ele cumprimenta Sam calorosamente quando ele retorna a Monte Chifre com Gilly e seu bebê a caminho de Vilavelha, mas sua rejeição das alegações de Sam de que ele matou um Caminhante Branco é o que leva Randyll a perceber que Gilly é uma selvagem. Dickon se dá bem em sua primeira batalha real, mas seu segundo - contra Daenerys, seus Dothrakis e seu dragão - termina em derrota. Capturado, ele é incentivado por seu pai a dobrar o joelho para Daenerys e salvar a si mesmo, mas ao invés disso ele fica com seu pai em recusar. Ele é executado pelo fogo do dragão.

### Povo de Essos
- Tycho Nestoris (temporada 4–5, 7) interpretado por Mark Gatiss. Tycho Nestoris é um representante do Banco de Ferro de Braavos. Inicialmente, ele pode ser usado como um programa para ajudá-lo a contratar um comerciante, mas Davos Seaworth muda de ideia. Na quinta temporada, Tycho cumprimenta Mace Tyrell, que foi enviado para renegociar a dívida real. Na 7ª temporada ele chega em King's Landing e fica impressionado quando recebe a proposta de que irá ganhar um tesouro, como o pagamento da dívida de novos financiamentos.

- Izembaro (temporada 6) interpretado por Richard E. Grant. Izembaro é o gerente de uma trupe de atores de Braavosi, na qual ele também atua. Ele interpretou o rei Robert Baratheon e Lorde Tywin Lannister na produção de "A Mão Sangrenta". Ele é externamente indiferente a seus atores, e testemunha Arya Stark frustrar uma tentativa de assassinato de uma das suas atrizes, Lady Crane. Posteriormente, ele expulsa Bianca, um atriz que ordenou a morte de Crane, para fora da trupe.

- Lady Crane (temporada 6) interpretada por Essie Davis. Lady Crane é a atriz principal da trupe do teatro Braavosi de Izembaro. Ela retrata a rainha Cersei Lannister na produção de "A Mão Sangrenta". Ela se torna um alvo dos homens sem o pedido de sua co-estrela, Bianca. Ela é quase morta por Arya Stark, que envenena seu rum, mas fala instantaneamente com ela, percebendo que é uma mulher inocente que é uma vítima do egoísmo de outra pessoa, e frustra o assassinato, alertando-a sobre Bianca. Crane subsequentemente mutila o rosto de Bianca e a expulsa da trupe. Em seguida, ela descobre que grávida, mas é morta pela Órfã, que foi enviada para matar Arya.

Faye Marsay

- A Órfã (temporada 5–6) interpretado por Faye Marsay. A Órfã é uma jovem sádica que mora na Casa de Preto e Branco, um templo para o Deus de muitas faces, em Braavos. Ela participa do treino de Arya, mas se reencontra incapaz de se tornar um homem sem rosto (assassino). Depois que Arya pretende fazer a morte não autorizada de Sor Meryn Trant, a Órfã repetidamente bate e abusa de Arya, tirando sua visão, mas a visão de Arya logo é devolvida a ela. Quando Arya se recusa a matar um alvo inocente, Lady Crane, a Órfã é enviada para o matá-la. Ela vem apunhala Arya várias vezes, Arya sobrevive. A Órfã mata Lady Crane e mais tarde entra em briga com Arya, onde acaba morrendo.

- Yezzan zo Qaggaz (temporada 5–6) interpretado por Enzo Cilenti. Yezzan zo Qaggaz é um comerciante de escravos da cidade de Meereen, na Costa da Baía dos Escravos, e um dos Grandes Mestres, uma antiga elite dominante da cidade. Ele compra Jorah Mormont e Tyrion Lannister depois que eles são capturados por Malko e os levam para um fosso de luta como gladiadores. Mais tarde, ele, Razhal, Razo e Belicho Paenymion, negocia com Tyrion na ausência de Daenerys um acordo para acabar com a escravidão ao longo de sete anos em troca da ordem dos Filhos da Harpia pararem de atacar, mas eles não aceitam e causam um ataque naval em Meereen. Quando os dragões de Daenerys derrotam uma frota de escravos, Yezzan é traído por Razhal e Belicho e são fornecidos para ser morto por Verme Cinzento, que mata os outros dois em seu lugar. Tyrion instrui Yezzan a alertar a seus amigos sobre o fato de irritar Daenerys ainda mais.

- Razhal mo Eraz (temporada 3, 6) interpretado por George Georgiou, é um comerciante de escravos da cidade de Yunkai, na Costa da Baía dos Escravos, e um dos Sábios Mestres, um poderoso da cidade. Ele tenta conversar com a Daenerys para que ela se torne membro de Yunkai, mas ela se recusa e toma a cidade. Mais tarde, ele ajudou a financiar os Filhos da Harpia a resistir ao domínio de Daenerys sobre a Baía dos Escravos e a quebra de um processo de paz com Tyrion Lannister. Ele é morto por Verme Cinzento quando o ataque dos escravistas a Meereen é frustrado.

- Belicho Paenymion (temporada 6) interpretado por Eddie Jackson, é um proeminente nobre da Cidade Livre de Volantis, e um membro do "Sangue Velho", descendentes dos colonos valirianos originais da cidade. Como a maioria da nobreza volante, o Belicho está envolvido no tráfico de escravos e no financiamento dos Filhos da Harpia para resistir a Daenerys. Depois de gravar um pacto de paz com Tyrion Lannister, a sua garganta é cortada por Verme Cinzento após o seu ataque a Meereen falhar.

- Kinvara (temporada 6), interpretada por Ania Bukstein, é uma Alta Sacerdotisa do Templo Vermelho de Volantis, uma das maiores líderes mundiais na religião de R'hllor, o Senhor da Luz. Tyrion Lannister e Varys contam com a ajuda dela para o apoio das pessoas comuns a Daenerys.

- Vala (temporada 5-6) interpretada por Meena Rayann, é uma prostituta em Meereen que está secretamente ligada aos Filhos da Harpia, um movimento de resistência contra Daenerys Targaryen. Suas ações causou uma morte de vários Imaculados e Sor Barristan Selmy.

- Bianca (temporada 6) interpretada por Eline Powell, é membro da trupe do teatro de Izembaro em Bravos. Ela retrata Sansa Stark na produção de "A Mão Sangrenta". Ela é muito menos habilidosa que a atriz principal, Lady Crane, ela é consumida pela inveja e deseja-se substituir. Ela contrata os homens sem rosto para assassinar, mas uma assassina, Arya Stark, avisa Lady Crane sobre as intenções de Bianca. Lady Crane é subsequentemente mutila no rosto de Bianca e Izembaro a expulsa da trupe.

- Khal Moro (temporada 6) interpretado por Joe Naufahu. Um Dothraki Khal. Seu khalasar encontra Daenerys depois que ela foge de Meereen nas costas de Drogon. Por respeito a Khal Drogo, Moro leva Daenerys ao Templo do Dosh Khaleen para viver o resto de sua vida com as viúvas dos ex-Khals. Quando Daenerys se recusa a se submeter, Moro e os outros Khals a ameaçam estuprá-la e mortá-la. Daenerys queima o templo com os Khals dentro e assumi o khalasar inteiro khalasar.

- Alta Sacerdotisa do Dosh Khaleen (6 ª temporada) interpretada por Souad Faress. A alta sacerdotisa é a líder dos dosh khaleen, as viúvas dos antigos Khals.

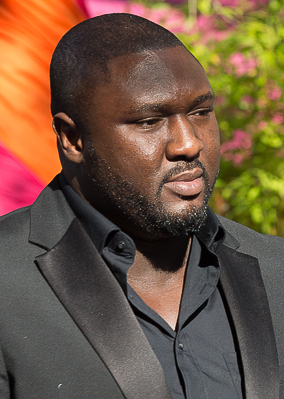
Nonso Anozie

- Xaro Xhoan Daxos (temporada 2) interpretado por Nonso Anozie. Um rico comerciante "príncipe" de Qarth que garante a passagem de sua cidade para Daenerys quando ela e sua comitiva faminta desejam entrar. Ele afirma ser extremamente humilde, tendo trabalhado seu caminho para a riqueza do nada. Ele repetidamente pede Daenerys em casamento, mas ela se recusa. Xaro eventualmente trai Daenerys, permitindo que os bruxos sequestrem seus dragões e matem várias de suas pessoas, e se coroam "Rei de Qarth" como parte de um plano para tornar a cidade menos isolacionista. Depois que Daenerys resgata seus dragões e retorna, ela o mantém vivo em seu próprio cofre, achando que esteve vazio o tempo todo.

- Pyat Pree (temporada 2) interpretado por Ian Hanmore. Pyat Pree é um bruxo da cidade de Qarth. Ele tenta atrair Daenerys para a Casa dos Mortos-Vivos, o covil dos feiticeiros, roubando seus dragões, mas Daenerys o derrota, resgata seus dragões e foge.

- O Rei das Especiarias (temporada 2), interpretado por Nicholas Blane, é o líder da Antiga Guilda dos Espiões, um dos grupos mercantes que disputam em Qarth. Nos romances de As Crônicas de Gelo e Fogo, não há um personagem especificamente chamado de "o Rei das Especiarias". No entanto, existe uma 'Guilda Antiga de Spicers' na cidade de Qarth. O Rei das Especiarias é um dos muitos qarthitas poderosos que Daenerys pede navios para montar uma frotaa para ir a Westeros, mas ele é rude com Daenerys de uma maneira educada ao apontar que sem um exército, ela não pode recuperar o Trono de Ferro. Ele é morto pelo Pyat Pree como parte de seu golpe com Xaro Xoan Daxos.

- Illyrio Mopatis (temporada 1) interpretado por Roger Allam. Illyrio Mopatis é um rico magister da cidade livre de Pentos. Illiyrio hospeda os Targaryens após sua fuga de Westeros. Ele organiza o casamento de Daenerys com Khal Drogo e conspira com Lord Varys para o retorno dos Targaryen ao poder. Na 5ª temporada, Varys e Tyrion Lannister se abrigam em sua mansão quando eles fogem de Westeros após o assassinato de Tywin Lannister.

- Mirri Maz Duur (temporada 1) interpretada por Mia Soteriou. Mirri Maz Duur era uma "Maegi", ou bruxa, mantida em cativeiro pela horda de Khal Drogo. Antes de ser capturada, ela foi uma sacerdotisa no Templo do Grande Pastor. Quando Drogo e seus homens atacam sua cidade e a levam prisioneira, Daenerys dá a Mirri e às outras vítimas proteção contra novos ataques. Quando Khal Drogo é ferido em uma briga, Daenerys pede a ajuda de Mirri para curá-lo, mas Mirri a trai em vingança pelo ataque em sua aldeia, deixando Drogo em estado vegetativo permanente e fazendo com que a então grávida Daenerys abortasse seu filho Rhaego. Em vingança, Daenerys fez com que Mirri fosse queimada até a morte na pira funerária de Drogo.

- Qotho (temporada 1) interpretado por Dar Salim. Qotho é um cavaleiro feroz e temperamental sob Khal Drogo. Após a incapacitação de Drogo, alguns dos cavaleiros tentam impedir que Daenerys o leve para a bruxa Mirri Maz Duur. Qotho mata Quaro na luta que se segue e é por sua vez morto por Sor Jorah Mormont.

### Povo de Westeros

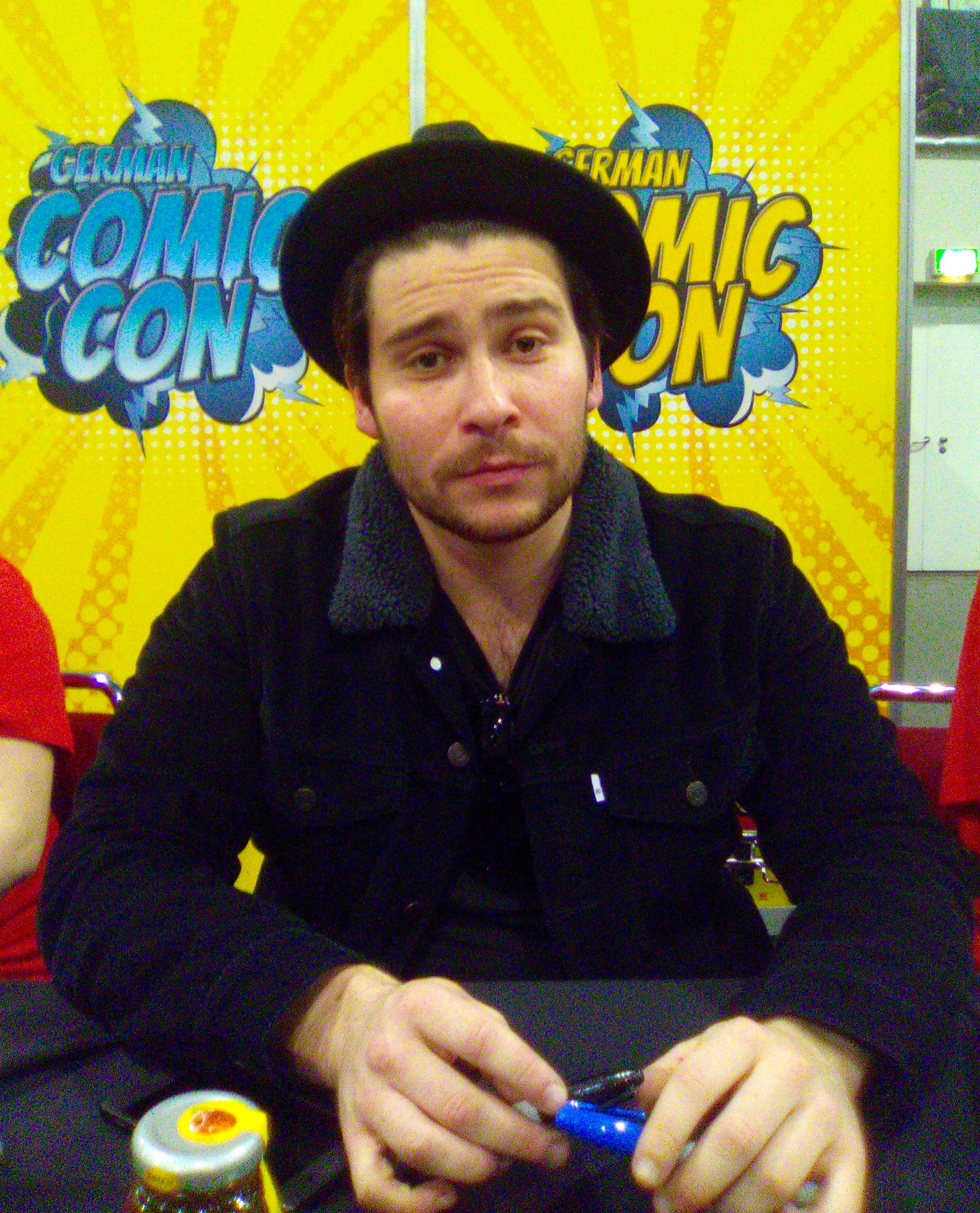
Daniel Portman

- Podrick Payne (temporada 2-8) interpretado por Daniel Portman, é um jovem escudeiro designado para Tyrion Lannister. Na 2ª temporada, ele luta ao lado de Tyrion na Batalha da Água Negra e salva-lo de um assassinato por Sor Mandon Moore. Na 4ª temporada, Podrick é anonimamente oferecido como um cavaleiro em troca de testemunhar contra Tyrion em seu julgamento pelo assassinato do rei Joffrey, mas ele não aceita ou rejeita a oferta - Tyrion ordena que Podrick deixe Porto Real antes que ele seja morto. Tyrion faz seu irmão, Jaime, garantir a segurança de Podrick, que o designa para servir a Brienne de Tarth. Podrick inicialmente parece ser incompetente, mas lentamente ganha a confiança de Brienne. Podrick e Brienne finalmente encontram Arya Stark e Sandor Clegane perto do Vale. Durante uma briga entre Brienne e Sandor, Podrick perde Arya de vista, para irritação de Brienne. Podrick e Brienne então procuram por Sansa, encontrando-a com Petyr Baelish e alguns cavaleiros de Vale em uma pousada. A luta segue, e Podrick é apenas mal resgatado por Brienne. Eles decidem seguir Sansa e Baelish para o norte. Durante sua jornada, Brienne lentamente se abre para Podrick, e se oferece para ensiná-lo a usar uma espada e se defender. Brienne e Podrick chegam ao norte e se abrigam em uma pousada próxima, enviando uma mensagem a Sansa para pedir ajuda caso ela precise. Podrick depois alerta Brienne quando Stannis chega com seu exército para retomar Winterfell. Podrick e Brienne depois salvaram Sansa e Theon Greyjoy da perseguição dos soldados de Bolton e Podrick conseguiu matar um com suas novas habilidades. Ele e Brienne escoltam Sansa para encontrar Jon Snow em Castelo Negro. Sansa envia Brienne e Podrick às Terras Fluviais para procurar a ajuda de Brynden Tully, onde Podrick brevemente se reúne com Bronn. Quando Riverrun cai para os Freys, Brynden aparentemente se sacrifica para permitir que Brienne e Podrick escapem em um barco. Embora eles sejam vistos por Jaime Lannister, ele os deixa ir. Na discussão no Fosso dos Dragões, Pod conhece Bronn e, por sugestão de Bronn, eles tomam uma bebida.

- Beric Dondarrion (temporada 1, 3, 6-8) interpretado por David Scott na 1ª temporada e por Richard Dormer da 3ª temporada em diante. Dondarrion é também conhecido como o Senhor de Blackhaven e "O Lorde do Mindinho". Na primeira temporada, Eddard Stark o manda prender Gregor Clegane por aterrorizar as Terras Fluviais. Após a prisão de Ned, ele se torna o líder de um grupo fora da lei conhecido como "Irmandade sem Bandeiras". Na terceira temporada, é revelado que Beric foi morto muitas vezes, mas foi ressuscitado por seu amigo Thoros de Myr, um padre vermelho. Por causa desse milagre, Beric e o resto da Fraternidade se convertem à adoração do deus de Thoros, a quem eles chamam de Senhor da Luz. Beric e a Irmandade atacam o exército de Lannister, concentrando-se em proteger os plebeus. Eles encontram Arya, Gendry e Torta Quente e oferecem abrigo a eles, e ao mesmo tempo capturam Sandor Clegane, que desertou do exército dos Lannisters durante a Batalha da Água Negra. Clegane é condenado a julgamento por combate e Beric é seu oponente. Apesar de incendiar sua espada, Beric é morto por Clegane, mas é ressuscitado por Thoros e permite que Clegane seja libertado. Mais tarde, Beric confidencia a Arya que esta é a sexta vez que ele é ressuscitado da morte, embora tenha lentamente perdido suas memórias a cada vez. Mais tarde, ele conhece Melisandre quando ela vem buscar Gendry. Beric o entrega em troca de ouro, o que leva Arya a fugir. Anos mais tarde, a Irmandade encontra Clegane novamente, depois de enforcar três de seus membros desonestos, e convencê-lo a se juntar à causa deles, já que eles estão indo para o norte a fim de ajudar Jon Snow contra o exército dos Caminhantes Brancos. Tentando contornar o fim da Muralha, os três são capturados por um suspeito chamado Tormund Giantsbane e presos. Mais tarde, eles se juntam ao grupo de assalto de Jon Snow em sua missão para capturar uma criatura.

- Thoros de Myr (temporada 3, 6–7) interpretado por Paul Kaye, é um padre vermelho que segue a mesma religião que Melisandre. Mais tarde, ele se junta a "Irmandade sem Bandeiras". Thoros era um famoso guerreiro que lutou durante a rebelião dos Greyjoy, onde empunhou uma espada flamejante em batalha. Thoros foi inicialmente enviado a Westeros como missionário, para convencer o rei Robert Baratheon a se converter ao culto do Senhor da Luz, mas ele ficou absorto no hedonismo da corte de Robert, o que o levou a perder sua fé e se tornar um bêbado. A fé de Thoros foi renovada durante a Guerra dos Cinco Reis, quando ele foi capaz de ressuscitar seu amigo Beric usando o que ele acreditava ser um ritual funeral mundano. Desde então, Thoros ficou ao lado de Beric, ressuscitando-o várias vezes, embora às custas de algumas de suas memórias a cada vez. Na sexta temporada, ele e Beric convencem Sandor Clegane a se juntar à causa, já que estão indo para o norte para ajudar Jon Snow contra os Caminhantes Brancos. Na sétima temporada, tentando contornar o final da Muralha, os três são capturados por um suspeito chamado Tormund Giantsbane e presos. Mais tarde, eles se juntam ao grupo de assalto de Jon Snow em sua missão para capturar uma criatura. Thoros é atacado por um urso polar morto-vivo e sofre ferimentos fatais.

- Torta Quente (temporada 1–4, 7) interpretado por Ben Hawkey, é um garoto de padeiro de Porto Real recrutado por Yoren para se juntar a Patrulha da Noite. Ele é mostrado para ser um amigo de Lommy e juntos eles tentam intimidar Arya, mas, em vez disso, ela bate nele. Torta Quente e Arya sobrevivem ao ataque de Sor Amory Lorch, junto com Gendry e Lommy Greenhands. Eles são posteriormente capturados por soldados de Sor Gregor Clegane, que matam Lommy. Como Arya, Torta Quente é criado como servo em Harrenhal, nas cozinhas. Ele escapa de Harrenhal com Arya e Gendry e segue para Riverrun. No caminho, eles são capturados pela Irmandade sem Bandeiras, e Torta Quente decide ficar em uma pousada local para se tornar um cozinheiro. Na 4ª temporada, Torta Quente encontra Brienne de Tarth e Podrick Payne em sua jornada para encontrar Sansa Stark e diz a eles que Arya provavelmente ainda está viva. Então, quando Arya passa na 7ª temporada, ele é capaz de dar a notícia de que Jon Snow retomou Winterfell.

- Septa Unella (temporada 5–6) interpretada por Hannah Waddingham, é um Septa da Fé dos Sete e uma devota seguidora do Alto Pardal. Ela joga Cersei em uma cela abaixo da Septo de Baelor e repetidamente ordena que ela confesse seus pecados. Quando Cersei finalmente faz, Unella e algumas septas lavam Cersei e cortam a maior parte do cabelo dela. Durante a caminhada de expiação de Cersei, Unella anda atrás dela, repetidamente tocando uma campainha e gritando "Vergonha!" para a multidão. Ela continua abusando de Margaery até que uma aliança é feita entre a Coroa e a Fé, e segue Margaery por onde quer que ela vá. No dia do julgamento de Cersei e Loras, no entanto, Unella é capturada pelas forças de Cersei antes que o Grande Septo de Baelor seja destruído, levando o Alto Pardal com ele, e ela é mantida prisioneira para ser torturada por Gregor Clegane nas ordens de Cersei como vingança pelo desnecessário abuso que Unella uma vez infligia a ela.

- Olyvar (temporada 3–5) interpretado por Will Tudor, é um espião, trabalhador de sexo e gerente de bordel no emprego de Petyr Baelish. Na terceira temporada, ele se apresenta como o escudeiro de Loras Tyrell e tem uma noite com ele a pedido de Baelish, a fim de aprender as verdadeiras motivações dos Tyrell para chegar a Porto Real. Na 4ª temporada, ele se torna um amante de Oberyn Martell. Na 5ª temporada, ele continua seu caso com Loras. Sua vida é colocada em perigo quando os membros da Fé Militante são restabelecido e atinge os homossexuais da cidade. Ele escapa por estar completamente vestido durante o ataque e se esconde, mas é abordado por Cersei e oferece imunidade contra a acusação se testemunhar contra Loras em seu Santo Inquérito. Olyvar faz isso, implicando Loras e Margaery no processo.

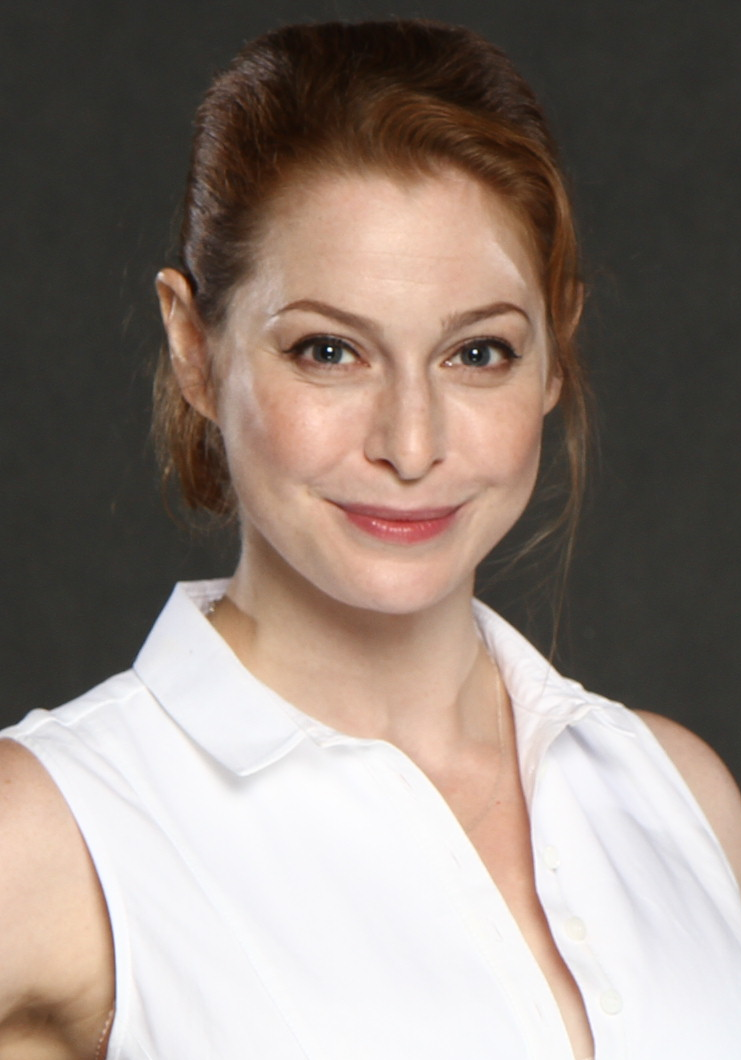
Esmé Bianco

- Ros (temporada 1–3) interpretado por Esmé Bianco, é uma prostituta. Ros da adaptação televisiva é um amálgama de mais de um personagem dos livros, incluindo a prostituta do norte, ruiva e anônima, e Alayaya. Ela inicialmente vive em um bordel fora dos portões de Winterfell, onde ela é uma das favoritas de Theon Greyjoy, embora tenha atraído a atenção de vários outros, como Tyrion Lannister e Jon Snow. Mais tarde na temporada, Ros se muda para Porto Real e recebe um emprego em um bordel de propriedade de Mindinho. No início da segunda temporada, Ros foi promovida, gerenciando o bordel e entrevistando novos funcionários. Mais tarde, ela é abusada pelo rei Joffrey e espancada com selvageria pelos homens de Cersei que a confundem com a amante de Tyrion. Mais tarde, ela entra em aliança com Varys. Sua primeira função na 1ª temporada parecia ser de posição sexual, já que as histórias e os motivos de Theon, Mindinho e Pycelle são revelados durante os encontros sexuais que a envolvem. Na segunda temporada, ela é usada principalmente como um rosto familiar para o público em vários eventos importantes. No meio da terceira temporada, ela é morta a tiros pelo rei Joffrey, após Mindinho descobrir que ela está espionando por Varys.

- Syrio Forel (temporada 1) interpretado por Miltos Yerolemou, é conhecido como a antiga Primeira Espada do Semblante de Braavos, é contratado por Lorde Eddard para treinar Arya Stark em "Dança da Água", o style Braavosi de luta com espadas. Syrio treinou Arya usando espadas de madeira cheias de chumbo. Ele também orientou-a sobre como se movimentar e pensar como um guerreiro: ser perspicaz, mover-se com graça e comandar seu medo. Após a prisão de Eddard Stark, Cersei Lannister envia homens para capturar Arya. Syrio ordena que Arya corra enquanto ele os segura apenas com uma espada de madeira. Ele derrota cinco guardas, mas não consegue derrubar o blindado Meryn Trant, que corta sua espada de treino ao meio. Arya escapa. O destino de Syrio depois disso é desconhecido.

### Corte Real e funcionários
- Qyburn (temporada 3-8) interpretado por Anton Lesser, é um ex-meistre que foi encontrado por Robb Stark em Harrenhal. Ele se torna um servo de Roose Bolton. Qyburn perdeu o título de mensageiro quando foi pego realizando experimentos em pacientes vivos. Qyburn justifica suas ações em prol do conhecimento médico. Ele tende a Jaime depois que este perde a mão direita e viaja com ele para Porto Real na esperança de ter seu título restaurado. Na 4ª temporada, Qyburn cura Jaime da infecção, permitindo que a pele se cure completamente e tenha uma mão de ouro maciço forjada para ele, ganhando o respeito e gratidão de Cersei. Cersei depois pede sua ajuda para curar Gregor Clegane de um veneno mortal infligido nele por Oberyn Martell no julgamento por combate. Qyburn adverte que sua ajuda pode "mudar" Clegane, mas quando Cersei pergunta se isso o enfraquecerá, ele entusiasticamente insinua o oposto. Após a morte de Tywin e a traição e fuga de Varys, Cersei nomeia-o o novo Mestre dos Sussurros, para grande desaprovação do Grande Meistre Pycelle. Quando a Rainha Mãe é aprisionada pela Fé Militante, ele é o único a visitá-la e a informa da nomeação de seu tio Kevan como a nova Mão do Rei. Quando Cersei retorna a Fortaleza Vermelha depois de sua Caminhada da Expiação, Qyburn a cumprimenta calorosamente e lhe apresenta o mais novo membro da Guarda Real, uma versão morta-viva de Sor Gregor, os resultados de seus experimentos. Ele persegue a maioria dos passarinhos de Varys para o seu serviço e aprende sobre os esconderijos de fogo que o Rei Louco armazenou embaixo de Porto Real. Depois que Cersei remove todos os seus inimigos destruindo o Grande Septo de Baelor com todos dentro e depois se coroando Rainha, ela nomeia Qyburn como sua Mão. Na reunião feita no Fosso dos Dragões, enquanto todo mundo está aterrorizado por um zumbi e horrorizado quando ele continua a lutar depois de ser cortado pela metade, Qyburn é fascinado, pegando a mão do morto-vivo desmembrado e inspecionando-o enquanto ele se contorce.

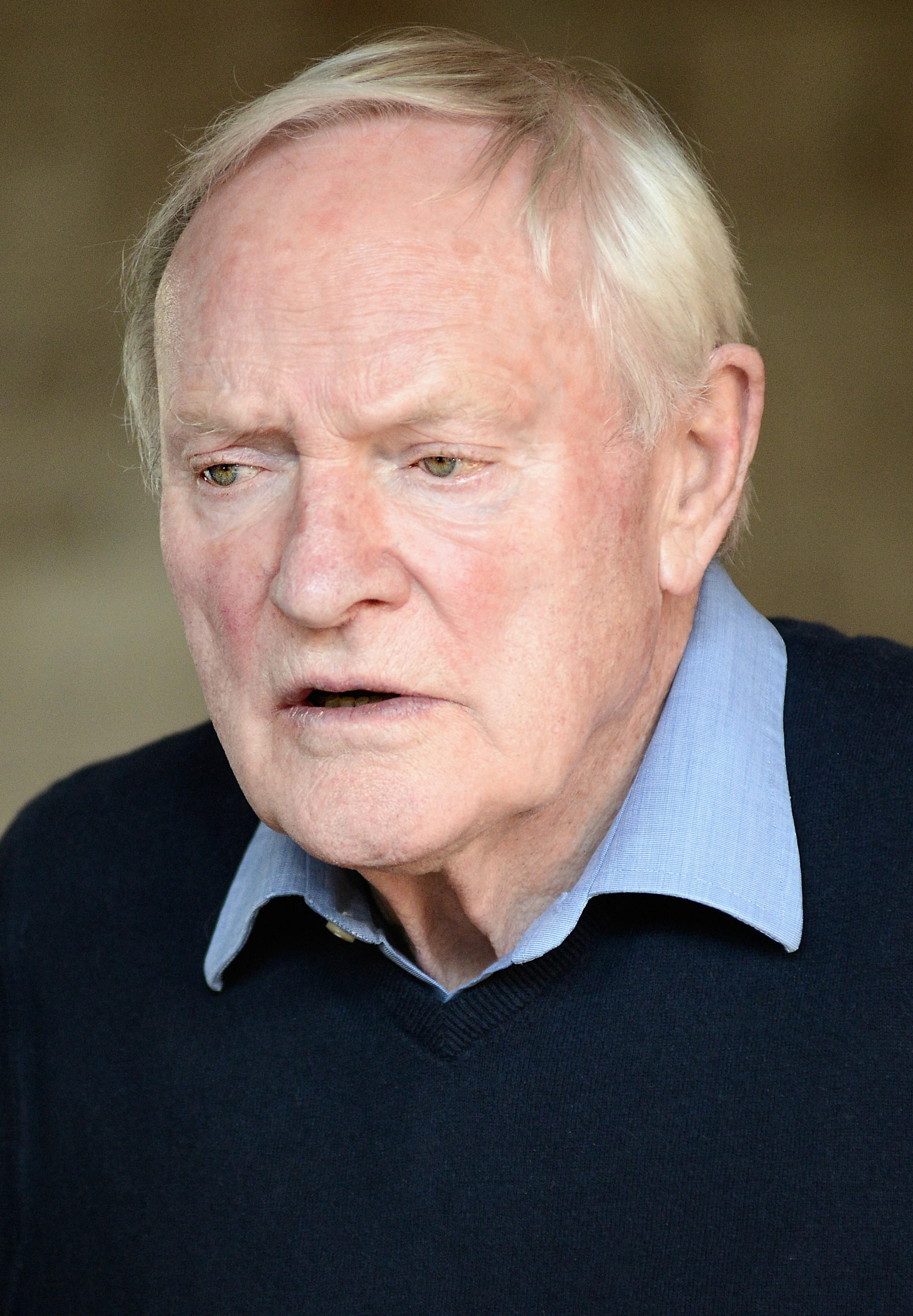
Julian Glover

- Grande Maester Pycelle (temporada 1–6) interpretado por Julian Glover, é um Grande Meistre dos Sete Reinos, é conselheiro e membro do Conselho Pequeno. Ele serviu os três reis anteriores como Grande Maester antes do reinado de Robert. Pycelle é mais tarde revelado como um espião para os Lannister, Cersei especificamente, e ele que a informou da investigação de Jon Arryn sobre seu caso com Jaime. Para evitar ser minado, Tyrion prendeu Pycelle e mandou para as masmorras, mas Cersei liberta e Tywin Lannister o reinstala. Uma cena deletada da terceira temporada mostra que Tywin não se deixa enganar pela aparência frágil de Pycelle. Na quarta temporada, Pycelle faz falsas acusações no julgamento de Tyrion, alegando que Tyrion havia roubado venenos de seu escritório para assassinar Joffrey. Mais tarde, quando ele se mostra incapaz de salvar o envenenado Gregor Clegane e duvida abertamente das habilidades de Qyburn, Cersei ordena que ele saia, dando sua posição a Qyburn. Mais tarde, ele comparece ao funeral de Tywin e propõe-se como a próxima Mão do Rei, mas Cersei o ignora e nomeia Qyburn como o novo Mestre dos Sussurros. Quando Cersei é encarcerada pela Fé Militante, Pycelle convoca Kevan Lannister de Casterly Rock e dá a Kevan a posição de Mão do Rei. Ele está presente no retorno de Cersei à Fortaleza Vermelha depois de sua Caminhada da Expiação. Ele continua desdenhoso em relação a Cersei e Jaime, reconhecendo que Cersei não detém mais nenhum poder. No dia do julgamento de Cersei e Loras, no entanto, ele é atraído para o laboratório de Qyburn pelas crianças nomeadas passarinhos e esfaqueado até a morte, orquestrado por Cersei e Qyburn.

- Meryn Trant (temporada 1-5) interpretada por Ian Beattie, Sor Meryn Trant é um membro obediente da Guarda Real. Ele parece perfeitamente disposto a fazer o que Joffrey manda, não importa o quão vil a ordem. Na 1ª temporada, quando Eddard Stark está sendo preso, ele é ordenado por Cersei para trazê-la Arya Stark. O instrutor de esgrima de Arya, Syrio Forel, defende Arya de Ser Meryn e é presumivelmente morto. Meryn está presente no julgamento de Tyrion pelo assassinato de Joffrey, onde ele conta algumas ameaças veladas que Tyrion fez contra Joffrey na segunda temporada, enquanto convenientemente omitia que ele e Joffrey estavam batendo com Sansa Stark na época. Na 5ª temporada, ele comparece ao funeral de Tywin Lannister, acompanhando Cersei. Mais tarde, ele é indicado por este último para viajar como guarda-costas de Mace Tyrell para seu encontro com os gerentes do Banco de Ferro de Braavos. Em Braavos, ele freqüenta um bordel e pede garotas menores de idade. Ele é emboscado lá e morto por Arya.

- O Alto Septão (temporada 3-5), interpretado por Paul Bentley, é o líder da Fé dos Sete, a religião dominante e organizada do sul de Westeros. Este septão torna-se o Alto Septão na terceira temporada após a morte de seu antecessor em Porto Real. Ele foi o oficiante na cerimônia de casamento de Tyrion Lannister e Sansa Stark e mais tarde na cerimônia de casamento do rei Joffrey Baratheon e Margaery Tyrell. O Alto Septon também prepara o corpo do rei Joffrey para seu funeral e lidera a cerimônia de coroação do rei Tommen Baratheon. Ele está mais tarde presente no funeral de Tywin. Ele é atacado e humilhado pelos membros da Fé Militante depois de ser encontrado em um bordel. Quando ele tenta fazer com que o Pequeno Conselho o ajude a se vingar, Cersei decide removê-lo de sua posição e prendê-lo, dando a posição ao Alto Pardal.

- Ilyn Payne (temporada 1–2) interpretada por Wilko Johnson, Sor Ilyn, também chamado de "A Justiça do Rei", é o mudo executor real. Ele perdeu a língua por falar mal de Aerys II durante o reinado do Rei Louco. Ele cumpre a ordem de Joffrey para executar Eddard Stark e recebe temporariamente a espada da família Stark, Gelo.

### Patrulha da Noite
- Eddison Tollett (temporada 2-8) interpretado por Ben Crompton, é um mordomo da Patrulha da Noite, conhecido por todos como "Edd Doloroso" por seu rosto e perspectiva sombrios. Apesar de sua contínua tristeza e desgraça, ele é muito apreciado pelos outros Irmãos de Preto, e é um dos poucos Guardiões da Noite que tem poucos ou nenhum inimigo entre seus irmãos. Ele faz parte da força expedicionária além da Muralha. Na terceira temporada, ele é um dos poucos sobreviventes da batalha no Punho dos Primeiros Homens e eles conseguem se retirar para a Fortaleza de Craster. Ele luta contra os amotinados após a morte do Lorde Comandante Mormont. Na 4ª temporada, ele e Grenn conseguem retornar ao Castelo Negro, mas eles se juntam a Jon Snow em sua missão para matar os amotinados. Ele sobrevive a batalha que se segue e é visto arrastando o cadáver de Locke de volta para a Fortaleza de Craster com os outros irmãos mortos da Patrulha da Noite. No ataque selvagem em Castelo Negro, Eddison permanece no topo da Muralha sob as ordens de Jon para impedir que os selvagens quebrem o portão. Ele envia barris de óleo em chamas e, finalmente, entrega o golpe que envia os selvagens recuando, balançando uma foice enorme através da parede, causando o gelo a quebrar e enviando muitos para a morte. Ele sobrevive a batalha e pessoalmente queima o corpo de Grenn no funeral. Na 5ª temporada, ele testemunha a execução de Mance Rayder, apóia Jon em se tornar o novo Lorde Comandante e arrasta Janos Slynt para o pátio quando Jon o sentencia para morrer. Ele relutantemente concorda com a proposta de Jon de resgatar os selvagens de Hardhome antes que os Caminhantes Brancos possam alcançá-los. Ele acompanha Jon e a Patrulha da Noite para Hardhome e é um dos poucos que escapam do massacre, vivo. Após a morte de Jon em um motim, ele é um dos partidários de Jon que encontram seu corpo e se barricam dentro de seus aposentos, recusando-se a reconhecer a liderança de Thorne. Davos Seaworth envia-o para buscar Tormund e os selvagens para ajudar, e ele consegue chegar a tempo, ordenando que os amotinados sejam trancados. Ele testemunha a ressurreição de Jon por Melisandre e a execução dos amotinados. Jon abdica de seu comando para Edd, nomeando-o como o novo Lorde Comandante em ação. Quando Jon deixa Castelo Negro para retomar Winterfell de Ramsay Bolton, Edd compartilha uma despedida bem-humorada com ele. Eddie é morto na batalha contra os mortos-vivos em Winterfell.

- Benjen Stark (temporada 1, 6-7), interpretado por Joseph Mawle, é o primeiro guarda-florestal da Patrulha da Noite. Ele é o irmão mais novo de Lorde Eddard Stark de Winterfell. No início da série, ele lidera um grupo de patrulheiros além da muralha para investigar o aumento da atividade selvagem, mas não retorna e seu destino é desconhecido. No final da 5ª temporada, Alliser aparece para Jon para revelar o paradeiro de Benjen, embora isso pareça ser um mero truque, usado para atrair Jon para um assassinato. Benjen retorna na sexta temporada para salvar Bran Stark e Meera Reed de várias criaturas, e revela que ele foi esfaqueado por um Caminhante Branco, mas depois esfaqueado por um Filho da Floresta para impedi-lo de se tornar um Caminhante Branco, um processo que o deixou morto-vivo e incapaz de atravessar a Muralha. Mais tarde, ele leva Bran e Meera de volta à Muralha e os despede. Quando Jon Snow está encalhado ao norte da Muralha, meio congelado e sob ataque de guerreiros, Benjen chega e coloca Jon em seu cavalo. Antes de ser morto, ele retém as criaturas por tempo suficiente para que Jon possa escapar.

- Alliser Thorne (temporada 1, 4-6) interpretado por Owen Teale, é um instrutor de treinamento em Castelo Negro. Ele lutou por Aerys II durante a Rebelião de Robert e foi enviado para a Muralha como punição. Ele é um homem amargo, cruel, fanático e endurecido, mas sabe em primeira mão como é servir na Patrulha da Noite durante o inverno. No inverno anterior, ele foi pego ao norte da Muralha em uma missão abrangente e ele e os outros membros do seu grupo foram forçados a comer os guardas que morreram para sobreviver. Thorne retorna na 4ª temporada, agora o comandante da Guarda da Patrulha após a morte de Jeor Mormont, e torna-se amigo de Janos Slynt. Ele defende a execução de Jon por suas ações na terceira temporada, mas Jon é exonerado pelo Maester Aemon. Thorne depois percebe que as pessoas gostam mais de Jon do que ele, e provavelmente elegerão Jon como o novo Lorde Comandante, o que o tornaria o superior de Thorne. Para evitar isso, Thorne, por sugestão de Slynt, permite que Jon leve uma missão para matar os amotinados da Patrulha da Noite, na esperança de que Jon seja morto em batalha, embora Jon sobreviva. Por despeito, Thorne recusa a proposta de Jon de isolar Castelo Negro para impedir que os selvagens entrem em brecha. Quando o exército selvagem chega, Alliser admite de má vontade a Jon que ele deveria tê-lo escutado, mas corajosamente leva seus homens para a batalha. Alliser pessoalmente duela com Tormund Giantsbane, mas está ferido. Ele é visto pela última vez sendo levado para dentro de Castelo Negro para tratamento, enquanto gritava para seus homens continuarem lutando. Na 5ª temporada, ele foi curado, mas anda mancando. Ele parece ser o principal concorrente por ter sido eleito o novo Lorde Comandante oficial da Patrulha da Noite. Embora ele finalmente perde para Jon Snow por um voto em uma corrida de três vias, ele é nomeado primeiro guarda-florestal por Jon, que ele parece apreciar. Quando Jon sentencia Slynt à execução por insubordinação, Thorne bloqueia brevemente o caminho de Eddison Tollett, mas rapidamente abandona Slynt ao seu destino. Após o retorno de Jon de Hardhome, ele finalmente abre o portão para os refugiados selvagens, mostrando profundo ressentimento pela ambição do novo Lorde Comandante de forjar uma aliança com as tribos selvagens. Após o retorno de Davos à Muralha, Alliser despacha Olly com a notícia do estado atual de Benjen Stark; isso logo é descoberto como um motim, onde um Jon desarmado é preso e esfaqueado até a morte. Alliser oferece o primeiro golpe, sob a chamada "Pela Patrulha!" e deixa o Lorde Comandante morrendo na neve. Thorne assume o comando mais uma vez, mas somente até que Edd traga de volta os selvagens para salvar os legalistas de Jon da morte. Thorne é preso por sua traição, e depois que Jon é ressuscitado, ele é enforcado por traição.

- Olly (temporada 4–6) interpretado por Brenock O'Connor, é um menino que viveu com sua mãe e pai em uma aldeia no Dom, a terra dada à Patrulha da Noite para se sustentar. Sua aldeia é atacada por um grupo de selvagens. Seu pai é morto por Ygritte e sua mãe por Styr. Styr diz a Olly que ele vai comer seus pais mortos e ordena que ele diga aos homens da Patrulha da Noite em Castelo Negro, em uma tentativa de atraí-los para o campo aberto. Ele então libera Olly, que alcança Castelo Negro e informa os homens dos selvagens que se aproximam, no processo fazendo amizade com Jon Snow. No ataque selvagem em Castelo Negro, Olly atira e mata Ygritte por trás em vingança por seu pai. Na quinta temporada, Jon faz Olly como aprendiz, espelhando sua própria relação pai-filho com Jeor Mormont. Quando Jon é nomeado o novo Lorde Comandante da Patrulha da Noite, Olly é nomeado mordomo pessoal de Jon. Ele fica descontente com os esforços de Jon para ajudar os selvagens e participa do assassinato de Jon, esfaqueando Jon através do coração. Quando os legalistas de Jon e os selvagens se rebelam, Olly é preso junto com os amotinados, e após a ressurreição de Jon, ele é executado enforcado.

- Meistre Aemon (temporada 1, 3-5), interpretado por Peter Vaughan, Aemon Targaryen é o velho Maester da Patrulha da Noite. Ele é o tio-avô de Viserys e Daenerys Targaryen. Na época da Rebelião de Robert, ele era velho demais para viajar sozinho e já cego, por causa disso e de seus juramentos, permaneceu na Muralha enquanto todos os membros de sua família, até mesmo seus grandes sobrinhos e sobrinhas, foram mortos pelos vassalos dos Lannisters. Ele carrega a raiva desse incidente com ele nos eventos de Game of Thrones. Na 1ª temporada, ele nomeia Samwell Tarly como seu mordomo pessoal por causa de seu intelecto e amor pela leitura e tenta convencer Jon Snow a não abandonar a Patrulha da Noite depois de saber da prisão de seu pai e da campanha de seu irmão para salvá-lo. No final da 3ª temporada, quando Sam e Gilly retornam após o motim na Fortaleza de Craster, ele envia todos os corvos da Patrulha das Noites com mensagens para todos os senhores e senhoras de Westeros pedindo ajuda para defender a Muralha. Na 4ª temporada, ele está presente no julgamento de Jon Snow. Aemon imediatamente verifica que Jon está dizendo a verdade e o exonerou, alegando que ele aprendeu a detectar mentirosos simplesmente crescendo em Porto Real. Momentos antes do ataque ao Castelo Negro, Aemon fala com Samwell Tarly sobre seus sentimentos por Gilly. Após a batalha, ele oferece um elogio para os mortos antes de serem queimados. Na 5ª temporada, Aemon supervisiona a seleção de um novo Lorde Comandante. Quando Jon Snow e Alliser Thorne empatam, Aemon quebra o empate votando em Jon. Mais tarde, ele adoece, e Jon confia seus cuidados a Sam, que o informa sobre as façanhas de Daenerys na Baía dos Escravos. Aemon depois morre de causas naturais depois da partida de Jon para Hardhome, passando seus últimos momentos com Gilly e Sam, o último entregando um elogio a sua pira funerária.

- Janos Slynt (temporada 1–2, 4–5), interpretado por Dominic Carter, era o comandante da guarda da cidade de Porto Real. Ele foi subornado por Mindinho para conspirar contra Eddard Stark. Mais tarde, ele segue as ordens de Joffrey para assassinar todos os filhos ilegítimos de Robert. Devido à sua falta de confiança e brutalidade, Tyrion tem Janos exilado para a Patrulha da Noite. Na 4ª temporada, ele é mostrado para estar em desacordo com Jon Snow e sugere que Alliser Thorne se livrar dele antes que ele possa ser eleito como o novo Lorde Comandante. Durante o ataque selvagem em Castelo Negro, Janos se esconde no depósito de alimentos. Na 5ª temporada, Slynt parece apoiar Thorne como o novo Lorde Comandante da Patrulha da Noite. Quando Jon é finalmente eleito o novo Lorde Comandante, Janos se recusa a obedecer às ordens de Jon e insulta-o. Jon responde condenando Janos à morte. Janos finalmente quebra, percebendo que Jon não está blefando e implora por misericórdia. Jon a princípio parece ceder, mas acaba entregando o golpe, decapitando Slynt.

- Yoren (temporada 1–2), interpretado por Francis Magee, é o recrutador da Patrulha da Noite. Ele viaja para Porto Real, onde testemunha a execução de Eddard Stark. Descobrindo Arya Stark no meio da multidão, Yoren a impede de ver a decapitação de seu pai e a disfarça como um menino para escondê-la entre seus recrutas da Patrulha da Noite e transportá-la para Winterfell. Na caravana com destino a Muralha, o homem vassalo dos Lannisters, Sor Amory Lorch, exige que Yoren entregue um recruta chamado Gendry. Quando Yoren se recusa, uma batalha se inicia e Yoren e seus homens são mortos. Quando ele é atingido por uma flecha, ele fala suas últimas palavras: "Eu sempre odiei bestas. Demorei demais para recarregar". Antes que ele sucumba à sua ferida, Yoren mata o homem que atirou nele.

- Qhorin Halfhand (temporada 2) interpretado por Simon Armstrong, é um guarda experiente da Patrulha da Noite e segundo em comando na Torre das Sombras. Ele é chamado meia mão porque perdeu todos os dedos da mão direita, exceto o polegar e o indicador, em um machado selvagem. Por causa disso, ele foi forçado a treinar como lutar com a mão esquerda. Quando Qhorin se encontrou com o Senhor Comandante Mormont no Punho dos Primeiros Homens, ele aconselhou o envio de três grupos de reconhecimento para as montanhas para determinar o que Mance estava procurando por lá, liderando uma parte, incluindo Jon Snow, pessoalmente. Depois de se separar de Jon, Qhorin procura por ele e é capturado e seus homens são mortos. Enquanto amarrado, ele ordena discretamente que Jon se infiltre nos selvagens como um agente duplo. Mais tarde, ele se sacrifica provocando Jon em uma briga, então Jon pode ganhar a confiança dos selvagens matando-o.

### Além da Muralha
- Rei da Noite (temporada 4-8) interpretado por Richard Brake nas temporadas 4 e 5, e Vladimir Furdik da 6ª temporada em diante, o Rei da Noite é o líder e o primeiro dos Caminhantes Brancos. Ele converte os filhos meninos recém-nascidos de Craster em Caminhantes Brancos para seu exército e, mais tarde, lidera um assalto total a Hardhome, um assentamento selvagem. No massacre que se seguiu, ele testemunha Jon Snow matar um de seus tenentes. No rescaldo, o Rei da Noite revive todos os caídos como guerreiros de seu exército, enquanto compartilha um longo olhar para Jon. O Rei da Noite apareceu pela primeira vez em Oathkeeper, mas não foi identificado até Hardhome. Na 6ª temporada, é revelado através de uma visão de Bran Stark que o Rei da Noite já foi um dos primeiros homens, os primeiros humanos a migrar para Westeros. No entanto, durante suas guerras com os Filhos da Floresta, o homem foi seqüestrado e forçosamente e dolorosamente convertido no primeiro Caminhante Branco. As Crianças pretendiam usá-lo como armas contra os Primeiros Homens; no entanto, sob a liderança do Rei da Noite, os Caminhantes Brancos já foram desonestos. O Rei da Noite mais tarde lidera um ataque à caverna do Corvo de Três Olhos depois de quebrar seu selo mágico, onde ele pessoalmente mata o Corvo de Três Olhos. Na 7ª temporada, o Rei da Noite lança uma lança de gelo que mata o dragão Viserion de Daenerys. Ele toca o dragão e transforma-o em um morto-vivo. Quando seu exército atinge a Muralha, ele cavalga nas costas de Viserion enquanto o fogo azul do dragão destrói a Muralha.

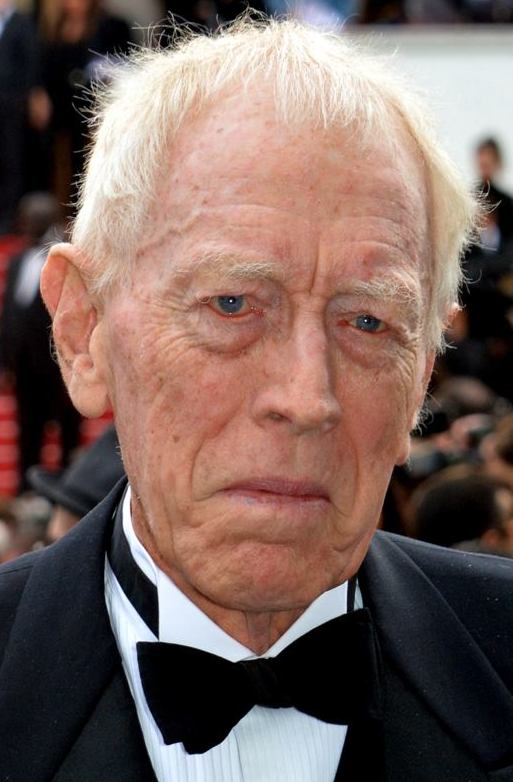
Max von Sydow

- O Corvo de Três Olhos (temporada 4, 6) interpretado por Struan Rodger na 4ª temporada, e Max von Sydow na 6ª temporada, é uma figura que aparece nos sonhos de Bran Stark, após sua queda e lesão. Nos sonhos de Bran, o corvo parece estar tentando levá-lo à cripta da família Stark, prevendo a morte de seu pai. Na terceira temporada ele continua aparecendo nos sonhos de Bran e quer que ele o siga. Na quarta temporada, Bran finalmente o encontra, na forma de um velho sábio, que promete ajudar Bran a aprender a voar. Na 6ª temporada, ele treina Bran para ele ser tornar um vidente verde e mostra-lhe visões do passado. Quando o Rei da Noite marca Bran durante uma visão errada, ele se sacrifica para permitir que Bran e Meera escapem. Ele é morto pelo Rei da Noite quando ele ataca com seu exército.

- Leaf (interpretado por Octavia Alexandru na 4ª temporada, e Kae Alexander na 6ª temporada) aparece para resgatar Bran, Meera e Hodor dos esqueletos reanimados do lado de fora da caverna do corvo de três olhos e leva-os para o corvo de três olhos. Quando o Rei da Noite ataca com seu exército, ela é morta na batalha que se segue. Leaf é uma Filha da Floreta, uma ninfa imortal que vive em Westeros a milhares de anos.

- Mance Rayder (temporada 3–5) interpretado por Ciarán Hinds, Mance Rayder é um ex-guarda florestal da Patrulha da Noite que se tornou o "Rei-Além-da-Muralha" e o novo líder dos Selvagens. Ele era uma criança selvagem que foi criado pela Patrulha da Noite, tornando-se um de seus melhores guardas florestais, mas acabou se juntando aos selvagens. Usando o treinamento e as táticas que aprendeu com a patrulha, Mance se tornou o sétimo rei além da muralha, unindo clãs díspares lembrando-os de que os caminhantes brancos e outros monstros matariam todos eles. O objetivo de Mance é levar seu pessoal para a segurança do outro lado do muro antes que os Caminhantes Brancos possam alcançá-lo. Ele planeja um ataque contra Castelo Negro, enviando Tormund e Jon através da muralha com uma pequena equipe e preparando um exército do outro lado. Depois que o avanço do ataque ao Castelo Negro falha, Jon deixa Castelo Negro para caçar Mance, fingindo que está negociando com ele. Mance percebe as verdadeiras intenções de Jon e está prestes a matá-lo quando ele e seus homens são emboscados e derrotados por Stannis Baratheon e seu exército. Mance e Stannis trocam brevemente insultos quando Mance se recusa a reconhecê-lo como o rei. Mance é feito prisioneiro por Stannis. Na temporada 5, Stannis se oferece para mostrar misericórdia a Mance se ele dobrar o joelho e prometer lealdade a ele, mas Mance ainda se recusa, temendo que ele perca o respeito de seu povo no processo. Sob ordens de Stannis, Mance é queimado na fogueira por Melisandre, embora Jon atire em Mance para interromper seu sofrimento.

- O Senhor dos Ossos (temporada 2–3, 5), interpretado por Edward Dogliani nas temporadas 2 e 3 e Ross O'Hennessy na 5ª temporada, seu nome verdadeiro é desconhecido. O Senhor dos Ossos é um líder desordeiro implacável que usa o crânio de um gigante como um capacete e os ossos de suas vítimas para a armadura. Na 2ª temporada, ele captura Jon Snow e na 3ª temporada entrega-o a Mance. Na quinta temporada ele é espancado até a morte por Tormud Giantsbane em Hardhome, quando ele se recusa a ouvir a proposta de Tormund para uma aliança com a Patrulha da Noite.

- Craster (temporada 2–3) interpretado por Robert Pugh, é um selvagem que tem uma amizade desconfortável com a Patrulha da Noite. Ele é um polígamo de temperamento curto e incestuoso que toma todas as suas filhas como esposas. Jon Snow se pergunta por que ele não tem filhos, e mais tarde é revelado que ele os sacrifica para os Comandantes Brancos logo após o nascimento. Como seu único aliado além da Muralha, o Comandante Mormont e a Patrulha da Noite são forçados a suportar seus insultos e exigências ultrajantes. Vários membros da Patrulha da Noite finalmente perdem a paciência com Craster depois de retornarem derrotados de uma batalha com os Caminhantes Brancos quando ele insulta seus mortos e se recusa a compartilhar mais de seus suprimentos com os guardas famintos. Ele é morto por Karl, que, com seus homens, passa a atacar as fontes de Craster e a atacar suas esposas e filhas.

### Animais

#### Lobos
Vários personagens mantêm animais de estimação chamados lobos. Na série de livros, eles são descritos como sendo tão grandes quanto pôneis. Pensado para ter sido extinto, eles aparecem no início da série como um covil de seis filhotes órfãos encontrados por Robb Stark. Eles são então distribuídos para as crianças da família Stark.
- Fantasma (temporadas 1–6, 8) é o lobo gigante de Jon Snow. Ele é o único albino da ninhada de filhotes, mas, no entanto, cresce em um adulto forte. Ele acompanha Jon para Castelo Negro. Após o motim da Patrulha da Noite, ele é preso por Karl e Rast. Mais tarde ele é libertado por Bran Stark e mata Rast até a morte antes de se juntar novamente a Jon e aos leais irmãos da Patrulha da Noite. Embora ele seja levado de volta para Castelo Negro, Alliser Thorne ordena a Jon que bloqueie Fantasma. Quando os selvagens alcançam Castelo Negro, Jon ordena a Sam que liberte Fantasma, e o lobo gigante subsequentemente ajuda a Patrulha da Noite ao espancar vários selvagens até a morte. Ele sobrevive a batalha. Depois que Jon parte para Hardhome, Fantasma permanece em Castelo Negro e assusta dois valentões da Patrulha da Noite depois que eles batem em Sam e tentam estuprar Gilly. Depois que Jon é assassinado, Davos e os legalistas trazem Fantasma para ajudar a proteger o corpo de Jon. Uma vez que os amotinados, liderados por Alliser Thorne, são derrotados e presos graças aos Selvagens, Fantasma descansa no corpo de Jon. Mais tarde, ele é o primeiro a testemunhar Jon voltar à vida. Uma vez que Jon executa os amotinados e se reúne com sua irmã Sansa, Fantasma deixa Castelo Negro com Jon. Fantasma não participa da batalha contra os Boltons. Depois da vitória de Starks, Fantasma retorna a Winterfell com Jon.
- Vento Cinzento (temporada 1–3) é o lobo gigante de Robb Stark. Ele acompanha Robb em sua campanha contra os Lannisters e muitas vezes luta ao lado dele na Guerra dos Cinco Reis. Quando Robb é traído por Walder Frey e Roose Bolton, Vento Cinzento é morto a tiro com bestas. Ele e Robb são posteriormente decapitados, e a cabeça de Vento Cinzento é costurada no cadáver de Robb.
- Lady (temporada 1) é a loba gigante de Sansa Stark. Depois de um incidente na Estrada do Rei, quando Nymeria morde Joffrey, Cersei exige que Nymeria seja morta e, quando Nymeria não pode ser encontrada, Cersei exige que um lobo seja morto. Apesar de suas objeções, Ned Stark obedece à ordem do rei, mas mata Lady pessoalmente, embora ele mande seu corpo para o norte em vez de permitir que Cersei tenha sua pele.
- Nymeria (temporada 1, 7) é o lobo gigante de Arya Stark. A caminho de Porto Real, Joffrey ataca Arya depois que ela tenta defender seu amigo, o filho do açougueiro, dele. Nymeria morde Joffrey no braço e ela e Arya fogem. Sabendo que Joffrey vai mentir para a corte sobre o que realmente aconteceu, Arya obriga Nymeria a fugir para impedi-la de ser morta. Muito tempo depois, Arya se reúne com ela nas Terras Fluviais, voltando para casa em Winterfell e descobre que Nymeria se juntou a um bando de lobos selvagens. Arya tenta pedir que Nymeria volte com ela, mas Nymeria se recusa, provavelmente devido a quanto tempo ela está longe de casa, e permanece com sua nova matilha.
- Cão Felpudo (temporada 1–3, 6) é o lobo gigante de Rickon Stark. Após o saque de Winterfell, Cão Felpudo e Verão se juntam a Rickon, Bran e seu grupo em sua jornada para Muralha para encontrar Jon Snow. Cão Felpudo acompanha Rickon e Osha para o Grande Umber quando a jornada além da muralha é considerada perigosa demais para Rickon. No entanto, depois que Greatjon morre, seu filho Smalljon decide se aliar com os Boltons e vai para Ramsay, a quem ele dá como reféns Osha e Rickon, enquanto apresenta a cabeça decepada de Cão Felpudo como prova da identidade de Rickon.
- Verão (temporadas 1–4, 6) é o lobo gigante de Bran Stark. Quando um assassino tenta matar Bran, Verão rasga sua garganta com os dentes, salvando a mãe de Bran, Catelyn e Bran. Verão e Cão Felpudo sobrevivem ao saque de Winterfell e se juntam a Bran, Rickon e seu grupo em sua jornada para Muralha para encontrar Jon Snow. Quando eles chegam na Fortaleza de Craster, Bran mentalmente assume o corpo de Verão para explorar a área, mas Verão cai em uma armadilha e é aprisionado. Ele é libertado mais tarde e continua a viagem ao norte com Bran. Durante a batalha com os esqueletos do lado de fora da caverna do Corvo de Três Olhos, Verão mata vários e escapa com Bran para as cavernas. Depois que os Caminhantes Brancos e os Esqueletos atacam a árvore, o grupo é forçado a fugir. Apenas Meera e Bran saem vivos quando Hodor, Verão, Os Filhos da Floresta e o Corvo de Três Olhos são mortos pelos mortos-vivos enquanto dão a Bran tempo para escapar.

#### Dragões
- Drogon é o preto dos três dragões de Daenerys. Ele é visivelmente o maior e o dragão favorito de Daenerys. Ele recebeu o nome de Drogon em homenagem a Khal Drogo, o falecido marido de Daenerys. Ao longo das temporadas 2 e 3, Drogon é leal a Daenerys, mas na 4ª temporada, ele se torna agressivo com Daenerys e com os outros dragões por causa da comida, o que a faz perceber que ela pode estar perdendo o controle sobre seus dragões. Enquanto em Meereen, Daenerys recebe duas reclamações dos cidadãos da Baía dos Escravos sobre o comportamento de Drogon, um deles é um pastor cujo rebanho de ovelhas Drogon incendiou, e o segundo, um agricultor cuja filha de três anos, Drogon, matou. Embora Drogon desapareça antes que ele possa ser capturado, ele salva Daenerys de uma emboscada no Poço de Daznak e voa com ela nas costas, embora ele seja ferido pelos Filhos da Harpia no processo. Quando adulto, Drogon participa da batalha na Baía dos Escravos e eventualmente viaja com Daenerys para Westeros.
- Rhaegal é o verde dos três dragões de Daenerys. Ele é nomeado em homenagem ao falecido irmão de Daenerys, Rhaegar Targaryen. Quando Daenerys começa a perder o controle sobre eles, ela bloqueia Rhaegal e Viserion nas catacumbas abaixo de Meereen. Mais tarde ela vai visitá-los, mas eles tentam atacá-la, forçando-a a fugir. Quando adulto, Rhaegal participa da batalha na Baía dos Escravos e eventualmente viaja com Daenerys para Westeros.
- Viserion é o amarelo dos três dragões de Daenerys. Ele é nomeado em homenagem ao irmão falecido de Daenerys, Viserys Targaryen. Quando Daenerys começa a perder o controle sobre eles, ela bloqueia Rhaegal e Viserion nas catacumbas abaixo de Meereen. Mais tarde ela vai visitá-los, mas eles tentam atacá-la, forçando-a a fugir. Viserion é morto com uma lança de gelo durante uma batalha com os Caminhantes Brancos além da Muralha, apenas para ser transformado em uma criatura pelo Rei da Noite. Com o Rei da Noite montado em suas costas, Viserion cospe fogo azul na Muralha e começa a se desintegrar.

### Miscelânea
Organizações, seitas, deuses, cargos e símbolos são mencionados nos livros e na série de televisão, em várias partes da saga, sendo algumas delas um fio condutor da história em si, de suas personagens ou da importância delas:
- Trono de Ferro – é uma metonímia tanto para o poder da monarquia ficcional de Westeros quanto para o trono físico do monarca, centro do poder do Lorde dos Sete Reinos. Dali, na sala do trono da Fortaleza Vermelha, o rei concede audiências e distribui justiça. Construído por Aegon I Targaryen, o Conquistador, o primeiro rei dos Sete Reinos, seu assento é frio e duro com muitas bordas irregulares. Ele foi construído com as espadas e facas tomadas a seus inimigos mortos ou rendidos. Supõe-se que tenha levado mil lâminas para ser feito, aquecido no forno de Balerion, o Pavor Negro. O martelamento da estrutura levou cinquenta e nove dias. Na ausência do monarca, apenas a Mão do Rei pode sentar-se nele, privilégio não extensivo a regentes do reino. Enorme em altura, massivo, feio e assimétrico, a ilustração do trono feita pelo artista francês Marc Simonetti para o livro The World of Ice & Fire, publicado em 2014, é considerada por George R. R. Martin a mais perfeita tradução da sua visão,[5] completamente diferente da mostrada na série da HBO.
- Mão do Rei – é o conselheiro-chefe do rei e o executor do comando real nos Sete Reinos (nos tempos modernos algo como primeiro-ministro/chanceler). As funções da Mão incluem o comando do exército, elaboração de leis, realizar julgamentos e gerenciar o dia-a-dia do reino. Ele mora numa torre na Fortaleza Vermelha chamada Torre da Mão e é segundo maior poder do reino, abaixo apenas do monarca; algumas Mãos tiveram a reputação de eles mesmo governarem os reis. Sua insígnia de cargo, carregada no peito como um broche, sempre tem uma mão nele, e cada um deles pode desenhar o seu.[6]
- Fortaleza Vermelha – é o castelo no Monte Aegon, em Porto Real, capital dos Sete Reinos. É lá onde se encontra a sala do trono com o Trono de Ferro e de onde emana o poder central em Westeros, sendo também a moradia do monarca e sua família. Ela é feita de pedras vermelhas pálidas e tem uma vista geral para a entrada da Baía de Blackwater;[7] tem enormes torres em formato de tambor com baluartes de ferro e sua segurança fica a cargo dos Mantos Dourados, os soldados da Patrulha da Cidade assim chamados por sua capa dourada. Sua muralhas tem grandes portões de bronze e por trás delas há jardins e pátios internos, salões abobadados, pontes cobertas, masmorras, celeiros, canis, estábulos e alojamentos para a guarda. A maior parte da fortaleza é conectada por túneis subterrâneos.[8]
- Pequeno Conselho – é o pequeno grupo de assessores que aconselha o rei nos campos de sua experiência ou na política em geral. Liderado pelo rei, o único que pode transformar suas decisões em leis, ou em sua ausência, pela Mão do Rei ou um regente, caso o rei ainda seja muito jovem. Seus integrantes são chamados "lordes" mesmo que não sejam membros da nobreza.[7] São escolhidos ou demitidos pela vontade do rei. Tradicionalmente são compostos por sete membros: a Mão do Rei, o Lorde Comandante da Guarda Real, o Mestre da Moeda (tesouro), o Mestre das Leis (jurídico), o Mestre dos Sussurros (espionagem e inteligência), o Mestre dos Navios (marinha) e o Grande Mestre (cultura e sabedoria).
- Irmandade sem Bandeiras – é um grupo de foras-da-lei que inicialmente luta contra o domínio da Casa Lannister em nome do rei Robert Baratheon. Liderado por Beric Dondarrion, ele foi fundado nas Terras Fluviais por nobres e soldados que foram enviado pelo então Mão do Rei Ned Stark pata trazer Gregor Clegane à Justiça. Depois de serem são emboscados quando cruzavam um vau e são quase exterminados, o grupo continua a luta como um grupo de guerrilha. Seu número cresce à medida que soldados derrotados, refugiados e desertores de outras batalhas se unem a ele.[9][10]
- Imaculados – são soldados escravos eunucos, escolhidos por tamanho, agilidade e força e treinados desde a infância em Astapor para obediência sem questionamento e excelência marcial. Eles são usados como guardas por toda as Cidades Livres e vendidos por centena ou milhar. São excelentes soldados, que não praticam pilhagem e nunca estuprarão.[11] Os mais famosos Imaculados são os Três Mil de Qohor, que enfrentaram e resistiram a 50 mil guerreiros  Dothraki em batalha; apenas 600 deles sobreviveram, matando 12 mil inimigos. Para honrar os Imaculados ao fim da batalha, os Dothraki cavalgaram em círculo em frente à linha de Imaculados jogando suas tranças cortadas ao chão a frente deles.[12] Daenerys Targaryen compra 8 mil deles, lhes dá a liberdade e lhes oferece irem embora ou a seguirem; todas decidem segui-la e obedecê-la e com eles ela conquista as cidades escravagistas da Baía dos Escravos abolindo a escravidão. Seu líder, escolhido por eles mesmos, é Verme Cinzento.
- Selvagens – são um povo que habita o norte gelado de Westeros Além-da-Muralha. Conhecidos por este nome por toda Westeros ao sul da Muralha, eles se autodenominam Povo Livre. Eles são dezenas ou centenas de milhares espalhados pelo Norte, divididos em diferentes tribos, culturas, clãs e vilarejos, alguns razoavelmente cultos, outros selvagens e hostis. Enquanto eles se orgulham de sua liberdade de não se submeterem a nenhum lorde ou rei como os habitantes do Sete Reinos, estes os tem como selvagens foras-da-lei, assassinos primitivos, estupradores e ladrões.[13] Devido a seu isolamento, o Povo Livre vive sem reis ou leis feudais, escolhendo o líder a quem seguir, como numa república.[14]
- Filhos da Harpia – é um grupo fanático de resistência ao governo de Daenerys Targaryen em Meereen, na Baía dos Escravos. O nome é uma referência a como os nobres que o compõem se referem a si mesmo.[11] Seriam liderados por alguém chamado de "Harpia", mas Daenerys é cética sobre a existência de tal líder. Eles movem uma guerra subterrânea e silenciosa contra seu governo, matando durante a noite soldados Imaculados de Daenerys e homens livres, deixando uma marca no corpo das vítimas, uma harpia desenhada com sangue.[15] Eles oferecem riqueza, glória e cem escravas virgens ao homem que matar a rainha Targaryen.[16]
- Ândalos – originários do nordeste de Essos,[17] é um dos três grandes grupos étnicos dos quais os humanos de Westeros descendem, os outros sendo os Primeiros Homens e os Rhoynar. A invasão dos Ândalos a Westeros milhares de anos antes causou o fim de muitos reinos dos Primeiros Homens o consequentemente o pacto de paz destes com as Crianças da Floresta, outros seres primitivos que habitavam Westeros. O Lorde dos Setes Reinos, o rei do Trono De Ferro, diz ser o rei dos Ândalos, dos Primeiros Homens e dos Rhoynares.[13]
- Fé dos Sete – também chamada simplesmente de A Fé, é a religião predominante em Westeros. George Martin a baseou na Igreja Católica medieval e na doutrina cristã da Santa Trindade.[18] Os Sete descrevem os sete aspectos de um único deus, consistindo em Pai, Mãe, Virgem, Idosa, Ferreiro, Guerreiro e Estranho, lembrando o Pai, Filho e Espírito Santo. A Mãe, a Virgem e a Idosa forma inspiradas por visões místicas da feminilidade enquanto o Pai, o Ferreiro e o Guerreiro o foram de elementos masculinos das religiões abraâmicas. O Estranho, seja feminino ou masculino, representa o mistério e a morte.A Mãe é invocada para um nascimento saudável, o Guerreiro para a força na batalha, etc. Seu símbolo é um septagrama, uma estrela de sete pontas desenhada continuamente. Muitos dos títulos e objetos da Fé são derivados do latim septem : o templo da Fé é chamado Septo, o sacerdote é o Septão e a sacerdotisa Septã. A hierarquia também é baseada no catolicismo. A Fé também tem monges e freiras de várias Ordens, das quais as Irmãs silenciosas são as mais proeminentes. Seu braço armado é a Fé Militante. A religião foi introduzida em Westeros pelos Ândalos depois da invasão do continente.[19]
- R'hllor – também chamado de Deus Vermelho ou Deus da Luz, é um adeus adorado através do Mar Estreito e seus sacerdotes tinham apenas uma pequena presença nos Sete Reinos no primeiro livro da série, A Game of Thrones. Esta religião tem um grande foco em profecias e em visões extasiantes.[19] A antítese de R'hllor é o "Grande Outro", deus do gelo, da escuridão e da morte. Segundo o autor, esta religião é baseada no Zoroastrismo e no Catarismo da Europa medieval.[20] Uma antiga profecia reza que essa luta entre as duas divindades chegará ao auge quando a figura messiânica '"Azor Ahai" empunhar a espada Lightbringer contra a invasão dos Outros (uma espécie sobre-humana vivendo ao norte de Westeros). A sacerdotisa vermelha Melisandre, uma proeminente adoradora e pregadora da fé em R'hllor, acredita que Stannis Baratheon é "Azor Ahai" e o influencia para converter-se à fé.[19]
- Deus Afogado – a adoração ao Deus Afogado é a religião local das Ilhas de Ferro. De acordo com essa crença, o Deus da Tempestade afundou o Deus Afogado que agora vive no mar, o que as almas de seus adoradores repararão pós a morte. O "nascido do ferro" nativo não teme então afundar ou se afogar no mar mas argumentam que "o que está morto não pode morrer, mas se eleva novamente mais forte e mais duro". Num ritual que Martin compara ao batismo, as pessoas são afogadas no mar e revividas.[19]